# Características del Universo cinematográfico de Marvel
La franquicia de medios Universo cinematográfico de Marvel (MCU) presenta muchos elementos ficticios que incluyen ubicaciones, armas y artefactos. Muchas se basan en elementos que aparecieron originalmente en los cómics estadounidenses publicados por Marvel Comics, mientras otras fueron creadas específicamente para el MCU.

## Ubicaciones

### Tierra
- El Complejo de los Vengadores (en inglés: Avengers Compound),[1][2] también conocido como Centro de los Nuevos Vengadores (en inglés: New Avengers Facility),[3] es la base principal de operaciones de los Vengadores y está situado en la costa del río Hudson en el norte del estado de Nueva York. Originalmente un almacén propiedad de Stark Industries utilizado para almacenar equipos, en 2015, se transforma en la nueva sede de los Vengadores. En 2023, es destruido por una versión alternativa de Thanos, sirviendo sus ruinas como campo de batalla para la posterior Batalla de la Tierra.[4] El interior de la instalación fue creado digitalmente por Method Studios en Avengers: Age of Ultron.[5] La sede de Porsche en Aerotropolis Atlanta en Atlanta, Georgia se utilizó como el complejo en Capitán América: Civil War y Spider-Man: Homecoming ,[6] Trixter rediseñó las instalaciones para su aparición en Homecoming.[7]
- La Torre de los Vengadores (en inglés: Avengers Tower) (basada en la ubicación de Marvel Comics del mismo nombre),[8] anteriormente conocida como Torre Stark (en inglés: Stark Tower), es un rascacielos en Manhattan, Nueva York.[9] El edificio era originalmente propiedad de Stark Industries, antes de servir como sede de los Vengadores hasta la Batalla de Sokovia.[10] Tony Stark luego vende el edificio a un comprador anónimo,[11] cuya identidad permanece desconocida hasta Hawkeye.[12] Se ven versiones alternativas del edificio en el Vacío y un universo donde Ultrón derrota a los Vengadores.[13][14] El diseñador de producción de Avengers: Age of Ultron, Charles Wood, construyó un enorme decorado para la película del MCU, uno de los mayores decorados jamás construidos para una película de MCU, con múltiples entornos y niveles conectados.[15]

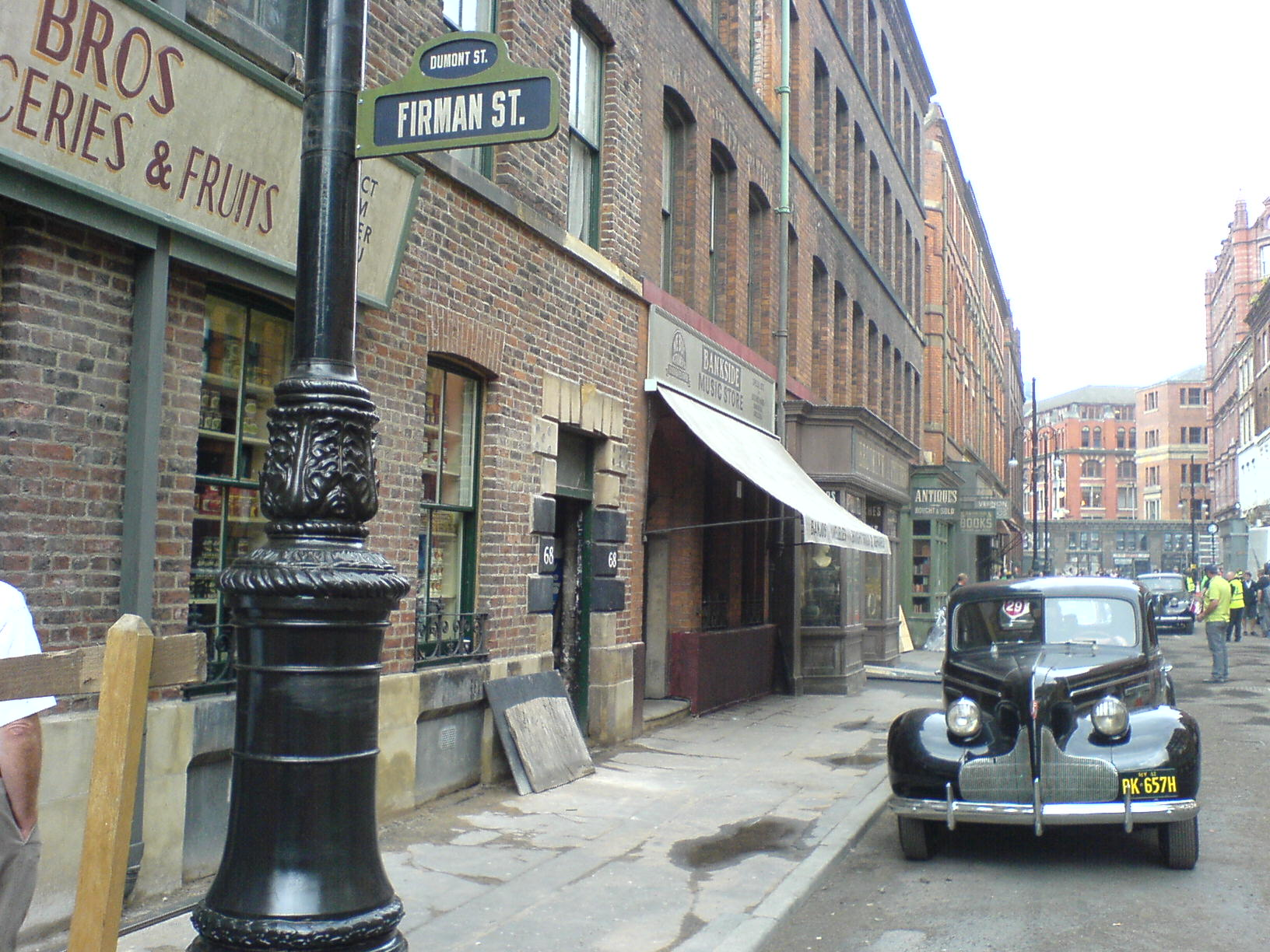
Set de Captain America: The First Avenger en Mánchester, Inglaterra

- Brooklyn Antiques es una tienda de antigüedades de Brooklyn, Nueva York, que sirvió como fachada para la Reserva Científica Estratégica (SSR), donde el Dr. Abraham Erskine y Howard Stark trabajaron en Proyecto Renacimiento. En 1943, Steve Rogers es seleccionado para que le inyecten con el Suero del Súper Soldado de Erskine, pero el topo de Hydra, Heinz Kruger, mata a Erskine antes de intentar escapar de la tienda. En 2010, la escena de persecución de coches en Capitán América: El primer vengador se filmó en Dale Street, en el Northern Quarter de Mánchester.[16] Los productores eligieron Mánchester por su parecido con la ciudad de Nueva York de la década de 1940, con sus altos edificios que datan de antes de la Segunda Guerra Mundial y el sitio está preseleccionado como Patrimonio de la Humanidad por la UNESCO.[17]
- La granja de Clint Barton, también conocida como la "casa segura", es la residencia privada de Clint Barton y su familia. En 2015, Barton lleva a los Vengadores a su casa para refugiarse. A ellos se les une Nick Fury, quien les da una charla motivacional. Algún tiempo después, la familia se muda a otra casa. En 2018, la familia de Barton es víctima de el Blip fuera de la casa. En 2023, Barton regresa a su casa y se reencuentra con su familia recuperada. En 2024, Barton trae a Kate Bishop y su perro, Lucky, a la casa para celebrar la Navidad con su familia.[cita requerida]
- La Universidad de Culver (en inglés: Culver University) es una universidad ficticia situada en Willowdale, Virginia Occidental. Algunos exalumnos notables son Jane Foster, Roger Harrington[18] y Darcy Lewis,[19] mientras que entre sus antiguos profesores destacan Bruce Banner, Betty Ross y Erik Selvig.[20] Las secuencias de acción ambientadas en la universidad en The Incredible Hulk fueron filmadas en la Universidad de Toronto y Morningside Park, en Toronto.[21]
- El Golden Dagger Club[22] (basado en la secta Golden Daggers de Marvel Comics) es un club de lucha clandestino en Macao, China.[23] El club fue fundado por Xialing cuando tenía 16 años, después de huir de la organización Diez Anillos. El club obtiene sus ingresos de transmitir en vivo sus peleas en la web oscura, los participantes se encuentran las Viudas Negras, los soldados Extremis, Emil Blonsky y Wong. Shang-Chi es engañado para que visite el club por Wenwu, quien asalta el club con sus hombres para capturar a sus hijos y a Katy.
- Gulmira es una ciudad ficticia en Afganistán y la ciudad natal de Ho Yinsen. En 2008, tras ataques terroristas por parte de los Diez Anillos, Tony Stark se pone su nueva armadura Iron Man Mark III y vuela a la ciudad, donde mata a varios terroristas y destruye un depósito cercano de misiles «Jericho» cercano.[cita requerida]
- La Sede central de Hammer Industries es la principal instalación de Hammer Industries, ubicada en Queen, Nueva York. En 2010, Justin Hammer invita a Ivan Vanko a la sede, con la esperanza de trabajar con él para derrotar a su rival Tony Stark. Natasha Romanoff y Happy Hogan más tarde se infiltran en la sede y derriban a varios guardias. La sede de SpaceX en Hawthorne, California sirvió como escenario para las instalaciones en Iron Man 2.[24]

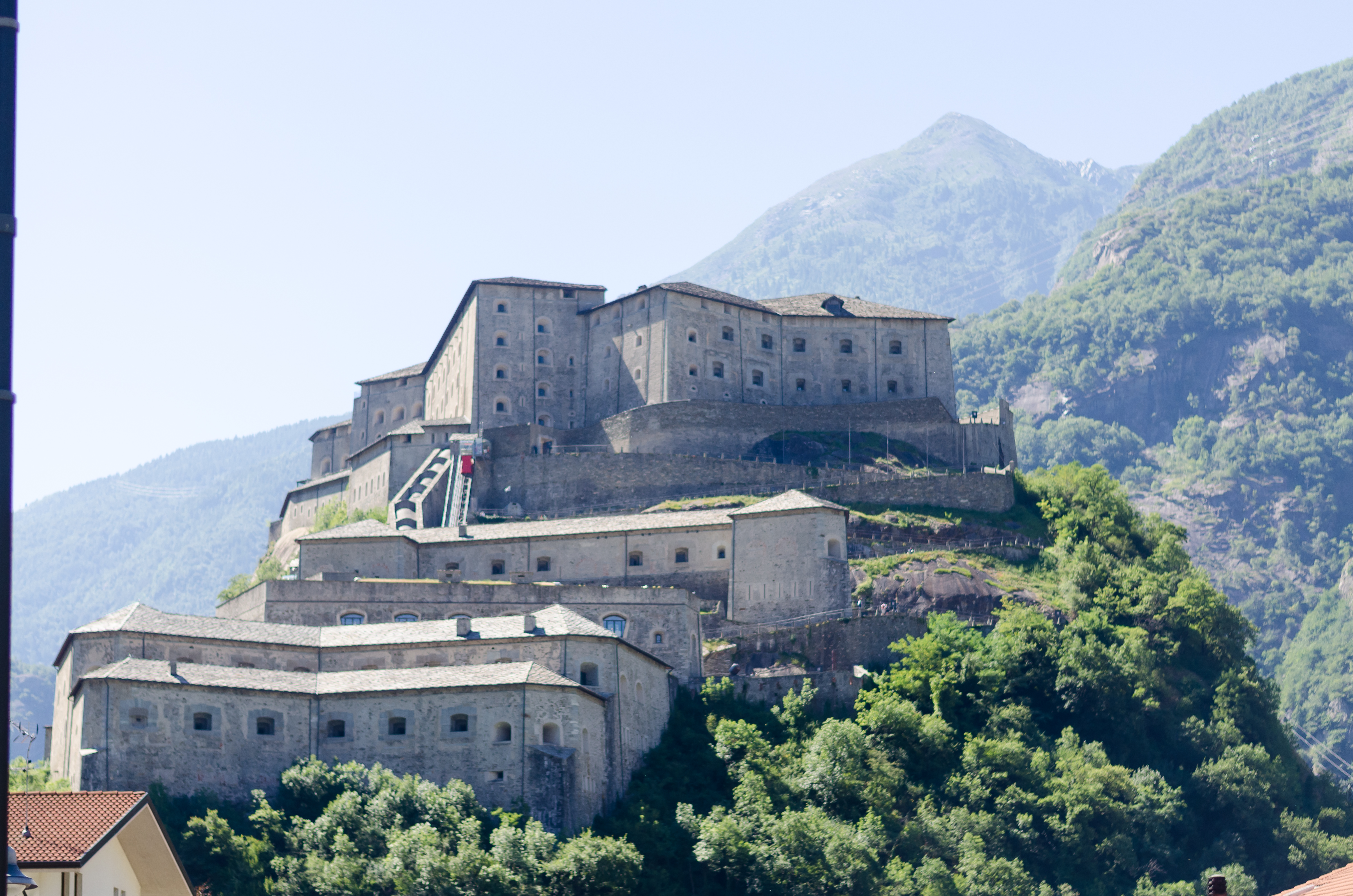
La secuencia inicial de Avengers: Age of Ultron fue filmada en el complejo fortificado de Fort Bard en Bard, Italia.

- La Base de investigación de Hydra en Sokovia es una instalación de investigación operada por Hydra, donde Wanda y Pietro Maximoff sufrieron los experimentos de Hydra y quedaron expuestos a la Gema de la Mente, que amplificó la poderes mágicos de Wanda y le concedió a Pietro habilidades sobrehumanas. Las escenas ambientadas en las instalaciones de Avengers: Age of Ultron fueron filmadas en la fortaleza de Bard (Italia),[25][26] así como en el Castillo de Dover en Dover (Kent, Inglaterra).[27][28]
- Kamar-Taj (basado en la ubicación de Marvel Comics del mismo nombre) es la sede principal de los Maestros de las Artes Místicas y está ubicado en Katmandú, Nepal.[29] Es visitado por Stephen Strange en busca de una cura para sus manos, después de que resultaran gravemente heridas en un accidente automovilístico. Sus bibliotecas contienen muchos libros sobre las artes místicas, incluido el Libro de Cagliostro, Maxim's Primer,[nota 1]Libro del Sol Invisible, Codex imperium, Astronomia nova y Clave de Salomón.[30] La ubicación de Kamar-Taj fue cambiada desde Tíbet a Nepal para evitar la censura por parte del gobierno chino.[31][32] Para Doctor Strange, el interior del edificio se construyó en Longcross Studios en Surrey, Inglaterra, e integrado en un edificio real en Katmandú.[33]
- Madripoor (basado en la ubicación de Marvel Comics del mismo nombre) es una ciudad-estado situada en una isla ficticia del archipiélago indonesio. Está controlada por el «Power Broker», y la habitan varios criminales desde el siglo XIX, cuando empezó a ser una utopía pirata. Se revela que Sharon Carter ha estado viviendo lujosamente allí como comerciante de arte robado desde los Acuerdos de Sokovia, temerosa de regresar a los Estados Unidos por temor a ser arrestada. La isla está dividida en dos partes, la rica Hightown y la desposeída Lowtown.[cita requerida]
- La Escuela de Ciencia y Tecnología de Midtown (en inglés: Midtown School of Science and Technology) (basada en la ubicación de Marvel Comics del mismo nombre) es una CTIM ficticia de Queens, Nueva York.[34][35] Entre sus estudiantes se encuentran Peter Parker, Ned Leeds, Michelle Jones-Watson, Flash Thompson, Betty Brant, Jason Ionello, Liz, Cindy Moon, Seymour O'Reilly, Tiny McKeever, Charles Murphy, Abe Brown, Sally Avril, Brad Davis, Zach Cooper y Josh Scarino. El cuerpo docente incluye a Roger Harrington,[36] el entrenador Wilson, el Sr. Cobbwell, Monica Warren, Barry Hapgood y Julius Dell. El director de la escuela es el director Morita, quien se muestra como descendiente del miembro de los Comandos Aulladores, Jim Morita.[37] Henry W. Grady High School en Atlanta, Van Nuys High School y Reseda High School en Los Ángeles, así como Franklin K. Lane High School de Brooklyn  sirvió como escuela en Spider-Man: Homecoming.[38][39][40] Para cambiar la configuración desde la de Atlanta ambientada en Queens, Trixter creó un modelo CGI de la escuela y añadió pinturas mate de 360 grados.[7]
- Monte Wundagore (en inglés: Mount Wundagore) (basado en la ubicación de Marvel Comics del mismo nombre), es una montaña que contiene el poder del Darkhold y cuenta con un santuario dedicado a la Bruja Escarlata.[41] Después de que Darkhold sea destruido, Wanda Maximoff obliga a Wong a llevarla a Wundagore, permitiéndole deambular hacia el cuerpo de su yo de Tierra-838 y estar con las versiones de ese universo de Billy y Tommy Maximoff. Tras ver a Billy y Tommy retroceder horrorizados ante su corrupción, usa sus poderes para derribar a Wundagore, presuntamente sacrificándose y suicidándose en el proceso.

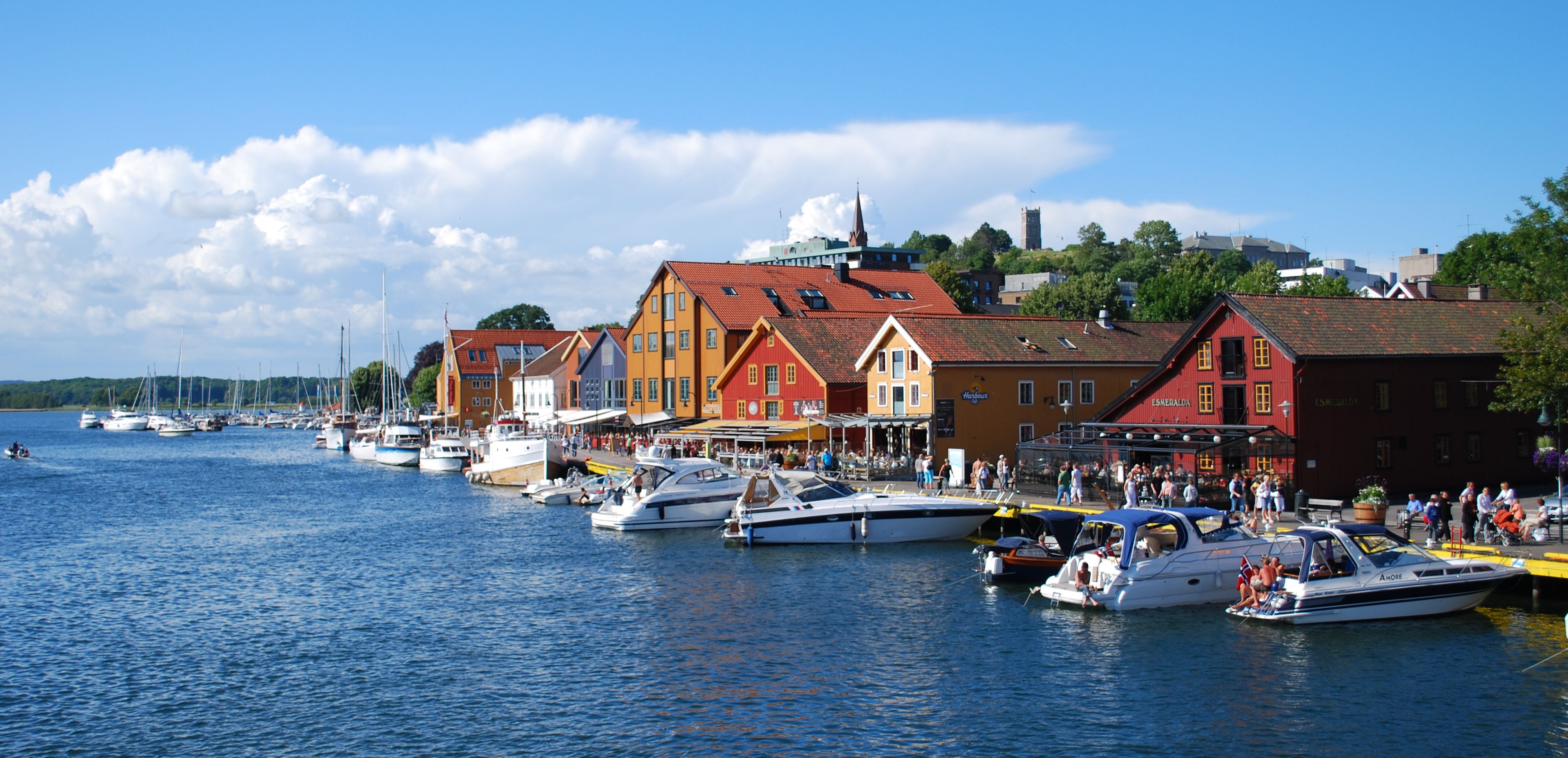
Tønsberg Wharf en Tønsberg, Noruega, donde se encuentra New Asgard.

- Nuevo Asgard (en inglés: New Asgard), anteriormente Tønsberg, es un pueblo en Noruega que albergó el Teseracto durante siglos hasta que Johann Schmidt lo robara durante la Segunda Guerra Mundial.[43] La ciudad es también donde Odín reside en sus últimos días, después de ser desterrado por Loki. Después de El Blip, la ciudad pasa a llamarse Nuevo Asgard y sirve como refugio para los asgardianos sobrevivientes y otros habitantes de los Nueve Reinos. Es reconocida por la ONU como una ciudad-estado, está dirigida por Valquiria y tiene atracciones turísticas que conmemoran la historia de Asgard, como una heladería llamada, "Infinity Conez".[42]

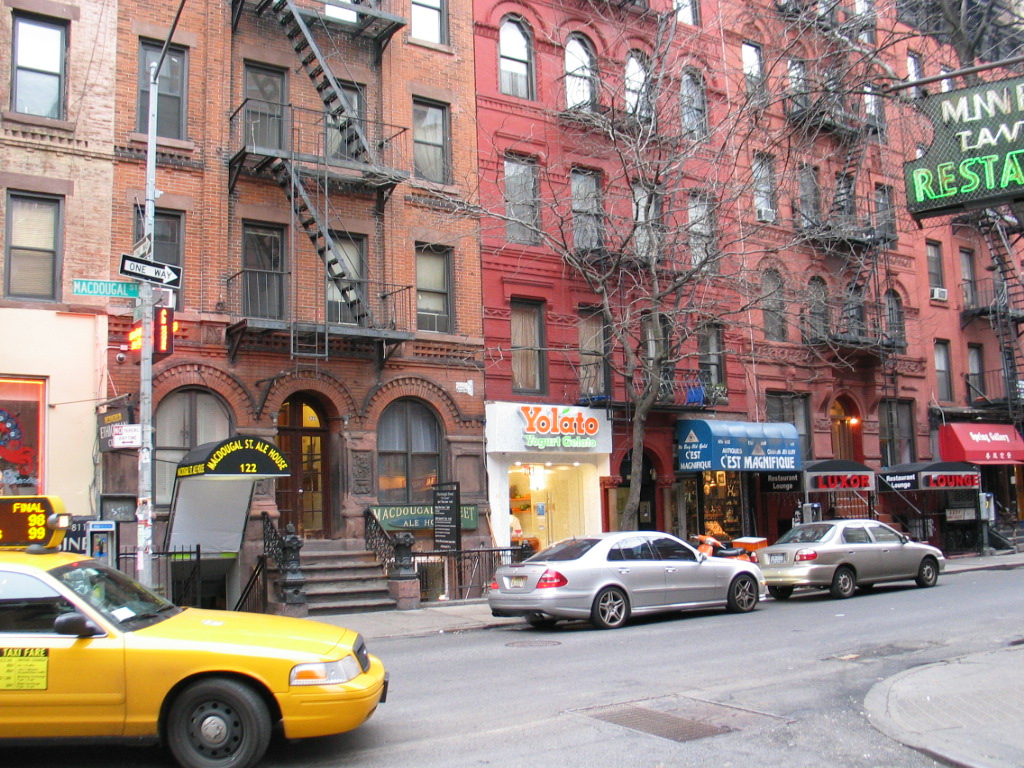
Greenwich Village, ubicación del Santuario de Nueva York.

- El Sanctum de Nueva York ó Santuario de Nueva York (en inglés: New York Sanctum) (basado en la ubicación de Marvel Comics, Sanctum Sanctorum) se halla en Greenwich Village, en la Ciudad de Nueva York y es uno de los tres Sancta Sanctorum de la Tierra. Ubicado en 177A Bleecker Street,[44][45] es utilizado por los Maestros de las Artes Místicas para almacenar varias reliquias y sirve como una de sus bases. Fue custodiado por Daniel Drumm hasta su muerte, momento en el que es reemplazado por Stephen Strange. En 2017, Strange detiene a Loki e invita a Thor al Sanctum, luego los envía a ambos con su padre Odín. En 2018, tras su fuga del Statesman, Bruce Banner se estrella en el Sanctum de Nueva York y conoce a Strange y Wong. Strange y Wong luego discuten la amenaza con Banner y Tony Stark.[46] En 2024, un Sanctum cubierto de nieve, es visitado por Peter Parker, quien solicita la ayuda de Strange, en la que realiza un hechizo de eliminación de memoria. Una vez que el hechizo sale mal, Strange le pide a Parker y a sus amigos que recuperen a las personas multiversales desplazadas y las lleven al Sanctum.[47] También, en 2024, Strange y América Chávez visitan el Sanctum de Nueva York de la Tierra-838, el cual tiene una estatua de un fallecido Strange y es protegido por el Hechicero Supremo de ese universo, Karl Mordo.[48] Se creó un set para el edificio, construido en Longcross Studios en Surrey, Inglaterra, para Doctor Strange, que también se empleó en Thor: Ragnarok.[33][49]
- Puente Antiguo es una ciudad ficticia de Nuevo México, donde en 2010 la astrofísica Jane Foster, su pasante Darcy Lewis y su mentor Erik Selvig estaban estudiando las perturbaciones atmosféricas cuando se encuentran con Thor, que llega a través del Bifröst. Al enterarse de la ubicación cercana del Mjölnir, Thor asalta la instalación de S.H.I.E.L.D., que rodea el martillo antes de ser arrestado por Phil Coulson. Más tarde, tras la llegada de Sif y los Tres Guerreros, la ciudad se convierte en el campo de batalla de una pelea entre Thor y el Destructor, que había sido enviado por su hermano Loki. En 2013, Foster regresa a la ciudad con Thor y continúan su relación. Sin embargo, en 2015, se separan y Thor abandona la ciudad. En 2023, después de El Blip, Foster se entera de que tiene cáncer en etapa 4 y recibe tratamiento en el hospital. En 2024, Foster continúa con los tratamientos, pero estos no la ayudan. Cerro Pelón Ranch, situado en Galisteo, Nuevo México sirvió como ciudad en Thor,[50] que fue ampliamente modificada para la película.[51][52]
- La Sede central de Pym Technologies es la sede de Pym Technologies. Ubicada en Treasure Island, San Francisco, es destruida por Scott Lang durante su pelea con Darren Cross. El edificio de Georgia Archives, situado en el centro de Atlanta, sirvió como edificio en Ant-Man.[53][54]
- La Balsa (en inglés: Raft) (basada en la ubicación de Marvel Comics del mismo nombre) es una prisión de máxima seguridad, donde Thaddeus Ross ejerce de director. Diseñada para albergar a personas con superpoderes, la prisión está situada bajo el agua en el Océano Atlántico.[55][56]> Sam Wilson, Wanda Maximoff, Clint Barton y Scott Lang son enviados a prisión después de ayudar a Steve Rogers y Bucky Barnes a evadir la captura, violando así los Acuerdos de Sokovia. Más tarde, Steve Rogers y Natasha Romanoff los ayudan a escapar, aunque Barton y Lang regresan con sus familias bajo arresto domiciliario. En 2018, Trish Walker y Willis Stryker son encarcelados en la Balsa después de realizar matanzas. En 2024, días después de que Helmut Zemo se escape de una prisión en Berlín, las Dora Milaje de Wakanda lo llevan a la Balsa a través del Royal Talon Fighter.[57]

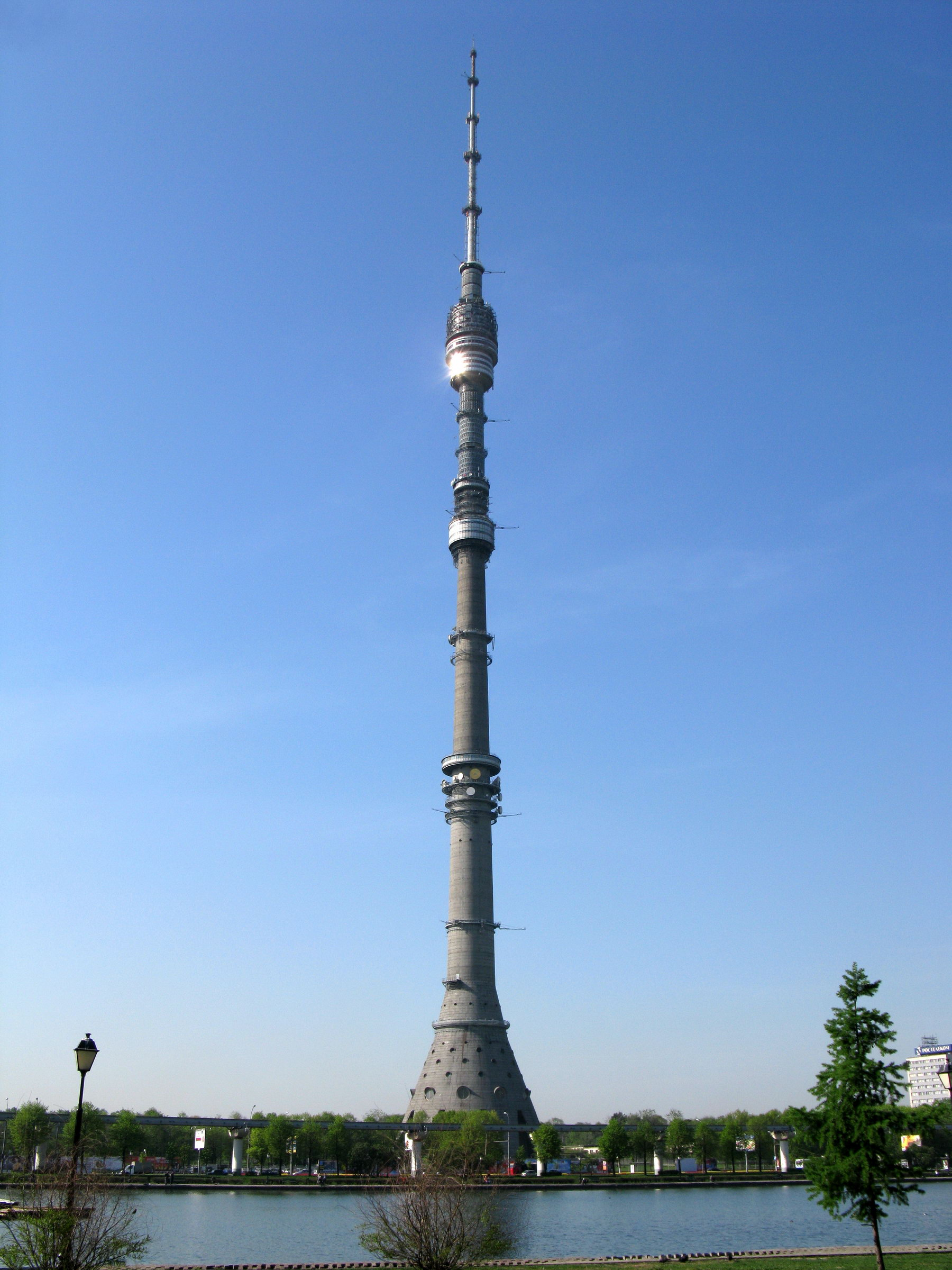
Torre Ostánkino inspiró el diseño de la Habitación Roja.

- La Habitación Roja (en inglés: Red Room) es una gran instalación aérea que sirvió como base principal del programa del mismo nombre. Dirigido por el general Dreykov, es donde a las Viudas Negras se les lava el cerebro y se las entrena para convertirse en asesinas de élite.[59] Es destruido en 2016 después de que Melina Vostokoff derribara a uno de sus motores. Los efectos visuales para las instalaciones en Black Widow fueron proporcionados por Industrial Light & Magic (ILM) y Digital Domain, quienes también trabajaron en batalla final y secuencias de paracaidismo.[60][61] Digital Domain se inspira en la arquitectura estalinista, como la Torre Ostánkino en Moscú, al diseñar la Habitación Roja,[58] mientras que los realizadores contrataron consultores militares para garantizar la practicidad de la instalación.[62]
- Rose Hill es una ciudad ficticia de Tennessee, donde Tony Stark se queda después de que su armadura se queda sin energía. Es la ciudad natal de Harley Keener, un niño que ayuda a Stark a reparar su traje y luego asiste a su funeral. La ciudad ficticia comparte nombre con una ciudad real de Carolina del Norte donde se filmaron partes de Iron Man 3.[63]
- Sokovia (en checo: Соковиja, romanizado: Sokovija) es un país sin salida al mar ficticio ubicado en Europa del Este, es el hogar de Wanda y Pietro Maximoff, así como de Helmut Zemo. Estados Unidos utilizó bombas fabricadas por Industrias Stark para atacar el país con el fin de estabilizarlo y asegurar la paz, matando a los padres de Wanda y Pietro Maximoff. Mary Walker y su escuadrón del Ejército de los Estados Unidos sufrieron una emboscada de las Fuerzas Armadas de Sokovia, y casi todos ellos fueron asesinados. Durante la sublevación de HYDRA, Hydra establece una instalación de investigación en Sokovia, donde realizan experimentos con los gemelos Maximoff usando el cetro de Loki. Más tarde, el país sirve como campo de batalla para la Batalla de Sokovia entre los Vengadores y Ultrón, que resulta en la destrucción de la capital del país, Novi Grad, así como la ratificación de los Acuerdos de Sokovia. El país es anexado por los países vecinos poco después.[64] Las escenas ambientadas en la ciudad fueron filmadas en la región del Valle de Aosta, en Italia, para Avengers: Age of Ultron ,[65] en donde carteles de los escaparates locales, escritos originalmente en escritura latina, se sustituyeron por otros, escritos con caracteres cirílicos.[66] Hendon Police College, un centro de entrenamiento para el Servicio de Policía Metropolitana de Londres, también se utilizó para retratar una ciudad de Sokovia.[67]
- Stark Eco-Compound[68] es la residencia de Tony Stark, de Pepper Potts y de su hija, Morgan Stark. Ubicada en el campo del norte del estado de Nueva York,[1] fue construida por Tony Stark poco después de su matrimonio con Potts, y vivió allí hasta su muerte en 2023. Su funeral también se lleva a cabo frente a su residencia.

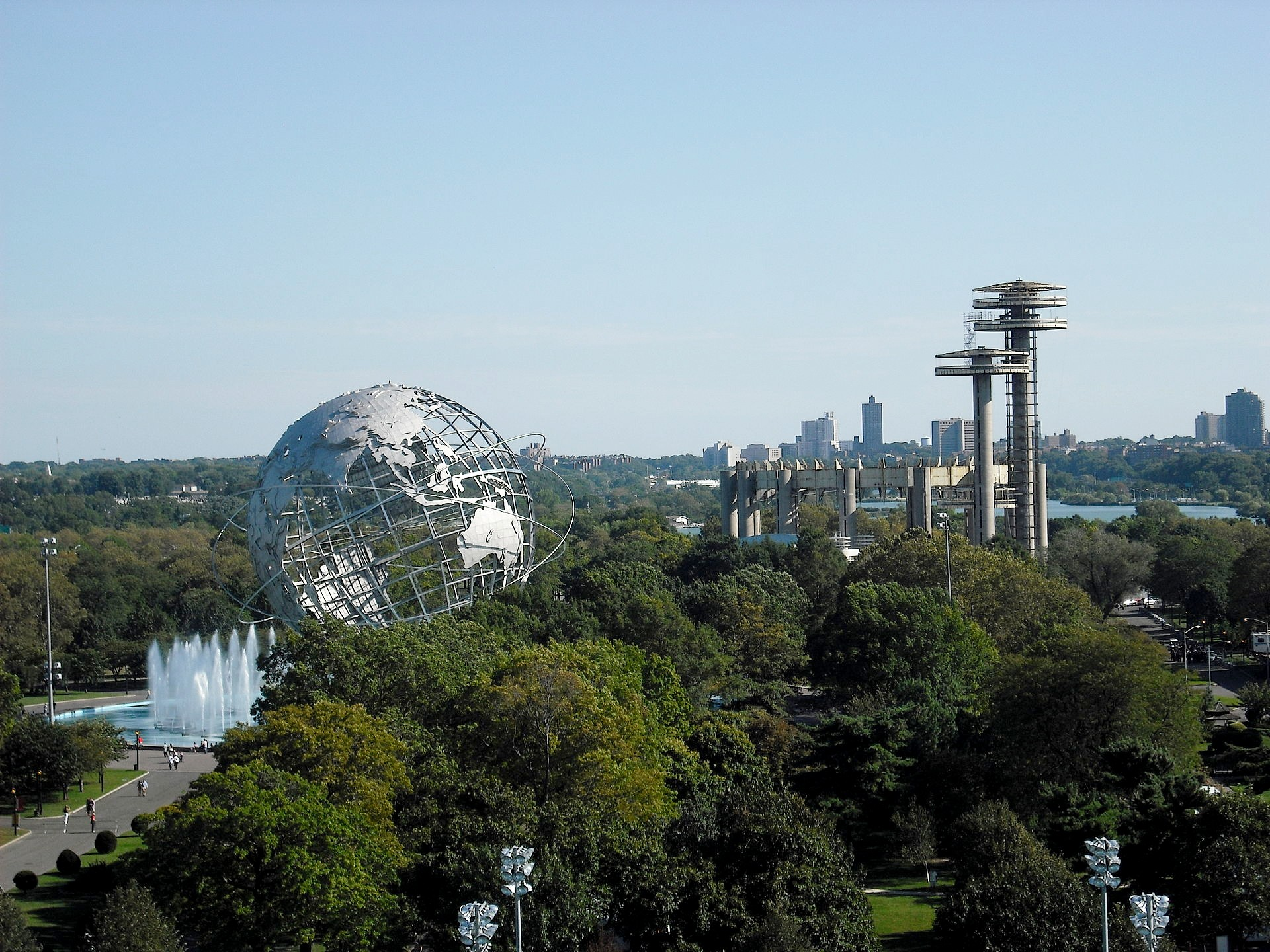
Flushing Meadows-Corona Park, ubicación de la Stark Expo.

- Stark Expo, también conocida como la Exposición Mundial del Mañana, es una exposición en el Flushing Meadows–Corona Park, en Queens, Nueva York. Iniciada por el padre de Tony Stark, Howard, reúne grandes mentes y muestra nueva tecnología.[69][70][71] Entre los asistentes anteriores se encuentra Phineas Horton (mostrando su Hombre Sintético) y Peter Parker.[72]
- La Mansión Stark es la residencia privada de Tony Stark, ubicada en el número 10880 de Malibu Point, en Malibu, California. Es destruida por Aldrich Killian (haciéndose pasar por el mandarín) en un ataque con misiles. Las tomas exteriores de la mansión en Iron Man se agregaron digitalmente a las imágenes de Point Dume en Malibú,[73] mientras que las tomas interiores fueron filmadas en estudios de sonido en Playa Vista (Los Ángeles).[74]
- Talokan (basado en Atlantis y en Tlālōcān, de la mitología azteca) es un reino submarino bajo las aguas del Océano Atlántico, regido por Namor y poblado por los talokaniles del Golfo de México.[cita requerida]
- La Sede de los Diez Anillos es la principal base de operaciones de la organización criminal Diez Anillos, ubicada en la cima de una montaña desconocida en China. El complejo fue fundado hace mil años por Wenwu durante sus primeros años como señor de la guerra, y también sirvió como retiro personal para él y su familia, ya que Shang-Chi y Xialing pasaron su infancia allí. El complejo cuenta con un salón del trono, campos de entrenamiento para sus guerreros, una biblioteca con reliquias de Ta Lo, una mazmorra y un estacionamiento subterráneo. Después de que Xialing asuma el liderazgo de los Diez Anillos, redecora el complejo con graffiti que recuerdan a su Golden Dagger Club.[cita requerida]
- Westview es una ciudad ficticia situada en Nueva Jersey. Antes de El Blip, Visión y Wanda Maximoff compran un terreno en la ciudad, pero Thanos mata a Vision poco después. Cuando Maximoff llega al terreno, sin darse cuenta crea una anomalía alrededor de la ciudad, poniendo a casi todos sus habitantes bajo control mental, transformando objetos a nivel molecular y transmitiendo una comedia titulada WandaVision. Apodada "el Hex" por Darcy Lewis, la anomalía le da a Monica Rambeau habilidades sobrehumanas después de pasar la barrera tres veces, y se crean los simulacros de Billy Maximoff, Tommy Maximoff y Visión. Cuando Agatha Harkness ataca a Maximoff, ella destruye el límite, los residentes escapan y los hijos de Wanda y Vision se desintegran. El nombre de la ciudad alude a la ciudad natal de Feige, Westfield, Nueva Jersey, pero con las iniciales "W" y "V".[75]
- El Sendero de las Brujasen inglés: Witches' Road es un camino místico ficticio descrito en una canción concebida por Agatha Harkness y su hijo Nicholas Scratch en la década de 1750. La leyenda del Sendero promete conceder a las brujas sus deseos más profundos para superar una serie de pruebas arcanas. A lo largo de los siglos, Harkness perpetúa y explota el mito del Sendero de las Brujas, engañando a las brujas para que formen aquelarres con ella para absorber sus poderes y matarlas. Finalmente, Billy Maximoff, sin saberlo, crea el Sendero como una dimensión de bolsillo debajo de Westview, Nueva Jersey. El último aquelarre de Harkness camina por el Sendero, su experiencia es desafiada a través de pruebas individuales. Al salir del Sendero de las Brujas, Maximoff sella la entrada con su magia, dejando un epitafio en homenaje a los miembros caídos del aquelarre de Harkness.[76]

#### Wakanda

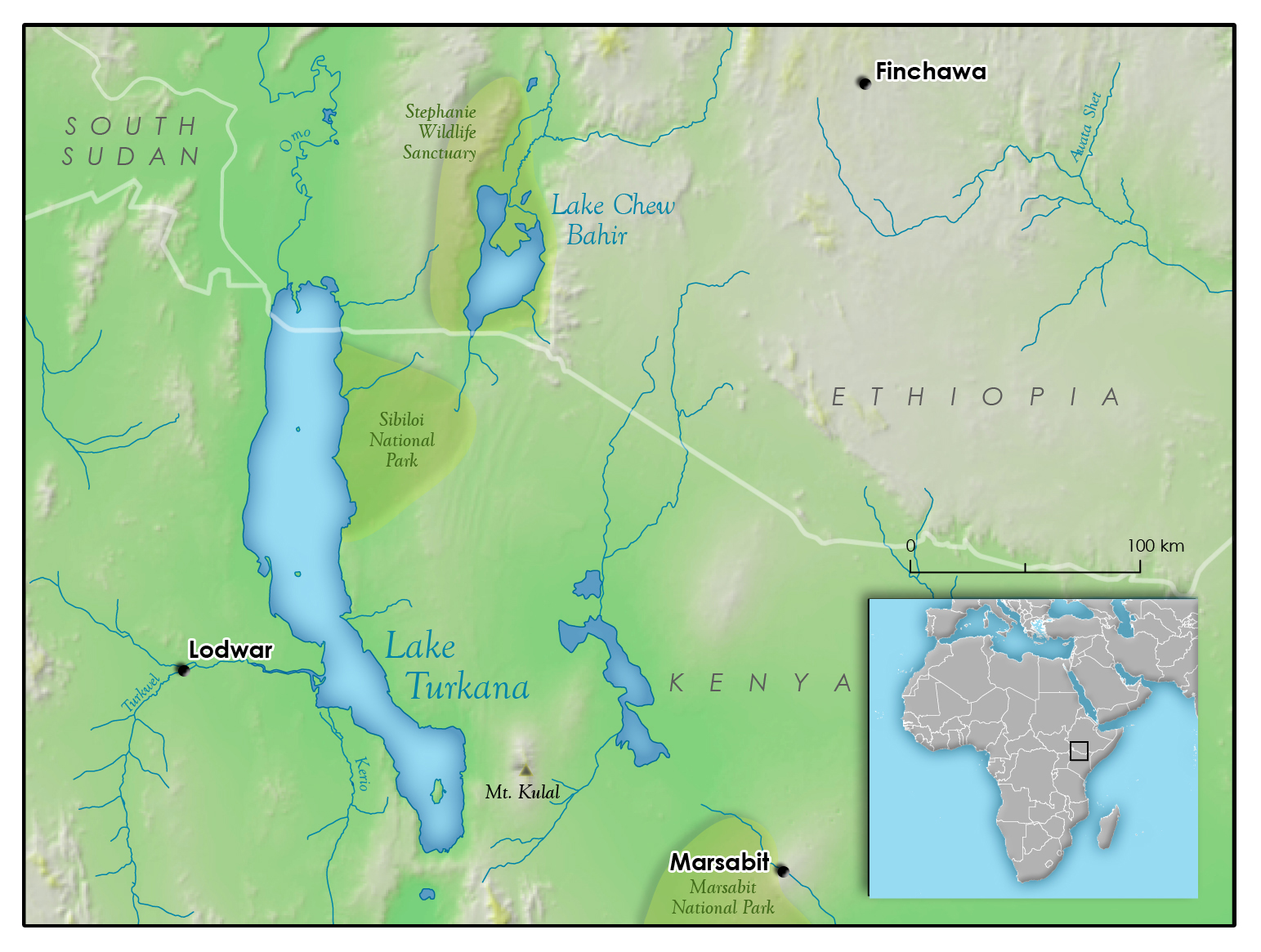
En el MCU, Wakanda se encuentra justo al norte del Lago Turkana, en un punto que limita con Kenia, Etiopía, Uganda y Sudán del Sur.

Wakanda (basado en la ubicación de Marvel Comics del mismo nombre) aparece en medios ambientados en el Universo cinematográfico de Marvel (MCU). Los habitantes de esta versión del país hablan en el idioma xhosa, como el actor de T'Challa, Chadwick Boseman, desarrolló utilizando un "acento regional basado en el lugar donde estaría Wakanda. Hizo una gran investigación sobre los aspectos culturales del personaje. Aunque es una cultura ficticia, [descubrió] formas de vincularla con la cultura africana real". Además, se encuentra en el extremo norte del lago Turkana, en un punto ficticio que limita con Etiopía, Sudán del Sur, Uganda y Kenia. En la vida real, esta zona es en realidad una región fronteriza en disputa conocida como el Triángulo de Ilemi, reclamada por cada uno de estos países. Esto sigue la ubicación del país en los cómics según Marvel Atlas #2.
La película Black Panther además, estableció que, de acuerdo con esta ubicación del mapa, es un país sin salida al mar en las montañas centrales lejos de las costas. Las montañas y selvas infranqueables alrededor de sus fronteras han ayudado a Wakanda a aislarse de los forasteros. Internamente, Wakanda consta de exuberantes valles fluviales, cadenas montañosas ricas en recursos naturales y una fabulosa ciudad capital que integra tecnología de la era espacial con diseños tradicionales.
Wakanda consta de cinco tribus, cuatro de las cuales están unidas bajo el gobierno del primer Pantera Negra hace 10.000 años. Como en los cómics, las cuatro tribus (la Tribu del Río, la Tribu Minera, la Tribu Comerciante y la Tribu Fronteriza) adoran a Bast, el dios pantera, entre otros, y también tienen una fuerte tradición espiritual de culto a los antepasados.
- La Tribu del Río usan ropa verde hecha de piel de cocodrilo, y algunos hombres usan una plato labial.
- La Tribu Minera están a cargo del Vibranium que se extrae, almacena y utiliza.
- La Tribu Comerciante se encargan de los oficios y artesanías de arte, ropa y piezas de arte. También usan velos durante el comercio para mantener el anonimato.
- La Tribu Fronteriza residen en las fronteras montañosas de Wakanda haciéndose pasar por agricultores para engañar a los extranjeros sobre la riqueza de Wakanda, así como sobre su talento para criar rinocerontes blancos para muchos propósitos.
- La quinta tribu son los Jabari (o Tribu de la Montaña) que siguen el culto al Gorila Blanco del Dios, Hanuman y son tradicionalistas acérrimos que se aíslan en las montañas. Aunque se los considera parte de Wakanda, el control de los Pantera Negra sobre los Jabari es tenue. Durante la película, su líder M'Baku rechaza a T'Challa como un heredero digno al trono durante su coronación y lo desafía a un combate ceremonial para reclamarlo para sí mismo. T'Challa gana el duelo, pero deja que M'Baku se vaya en paz.

Los señores de cada tribu se sientan en el consejo del rey, y después de que la tribu de la Montaña ayuda a T'Challa en su derrocamiento del usurpador, Erik "Killmonger" Stevens, M'Baku también obtiene un asiento en el consejo en reconocimiento a su lealtad. Las cuatro tribus principales hablan una versión del idioma xhosa mientras que los jabari hablan un dialecto idioma igbo. La secuencia animada de apertura de Black Panther explica que Wakanda era consciente de que el mundo exterior se estaba volviendo cada vez más caótico a lo largo de varios eventos históricos que afectaron a África, como el comercio de esclavos del Atlántico, el colonización de África por las potencias europeas, la Primera Guerra Mundial y la Segunda Guerra Mundial. Sin embargo, las Panteras Negras del pasado se dedicaron a defender su propio país y no interfirieron, sino que optaron por ocultar Wakanda del mundo por temor a que si se involucraban y se revelaban, eventualmente conduciría a que los forasteros intentaran invadir Wakanda. En cambio, Wakanda se hace pasar por una pequeña y pobre nación del Tercer Mundo de humildes pastores, utilizando un sudario de proyección holográfica avanzada alrededor de sus fronteras para ocultar la civilización tecnológica avanzada en su interior. Una tensión central de la narrativa de la película es que el nuevo Pantera Negra, T'Challa, está dividido entre su lealtad para ocultar y defender a Wakanda como su rey, y su propia conciencia para ayudar al vacilante mundo más allá de sus fronteras. Más adelante en la película, Killmonger llega para tratar de apoderarse del trono compartiendo el deseo de T'Challa de terminar con el aislacionismo de Wakanda, pero conquistando el mundo exterior utilizando las tecnologías y armas avanzadas de Wakanda. Finalmente, T'Challa derrota a Killmonger y decide revelar la verdadera naturaleza de Wakanda al mundo durante un discurso en las Naciones Unidas. La popularidad de la película provocó una tendencia entre los atletas y celebridades de todo el mundo a hacer saludos con la frase «Wakanda por Siempre» (en inglés: Wakanda Forever) después de sus victorias. El director,  Ryan Coogler declaró que su representación de Wakanda estaba inspirada en el reino sudafricano de Lesoto. Las mantas basotho también se hicieron más conocidas como resultado de la película y su base en Lesoto.
A continuación se muestran las apariciones destacadas de Wakanda:
- Wakanda se muestra brevemente en un mapa holográfico en Iron Man 2 y se menciona en Avengers: Age of Ultron como la nación de origen del vibranium.
- En la escena de mitad de créditos de Captain America: Civil War (2016), Steve Rogers supervisa a Bucky Barnes, habiéndosele concedido refugio allí, entrando en un sueño criogénico hasta que se pueda eliminar el lavado de cerebro de Hydra. Esta es la primera aparición de Wakanda.
- En Black Panther (2018), se amplían los antecedentes y la cultura de Wakanda, lo que establece que, como en los cómics, las habilidades sobrehumanas de Pantera Negra provienen del consumo de la "hierba en forma de corazón", vegetación local que fue mutada durante millones de años tras la exposición al Vibranium.
- En Avengers: Infinity War (2018), los miembros de los Vengadores; Rogers, Sam Wilson, Natasha Romanoff, James Rhodes, Wanda Maximoff, Vision y Bruce Banner viajan en un Quinjet a Wakanda y aterrizan en la ciudad capital para que la ciencia avanzada de Shuri pueda quitarle la Gema de la Mente a Visión de forma segura. Poco después, Wakanda es atacada por los Outriders liderados por Proxima Midnight y Cull Obsidian, miembros de la Orden Negra. Los Vengadores y Barnes unen fuerzas con el ejército de Wakanda para luchar contra ellos en la pradera abierta fuera de la ciudad. Reciben la ayuda de la llegada de Thor, Rocket Raccoon, y Groot, quienes llegan a través de Bifrost y ayudan a derrotar al ejército. En el bosque debajo del centro médico de Wakanda, los Vengadores son testigos de cómo Thanos llega a través de un agujero de gusano y los derrota uno por uno, finalmente reclamando la Gema de la Mente y completando el Guantelete del Infinito. Luego chasquea los dedos y elimina a la mitad de la población del universo, incluidos T'Challa y muchos otros habitantes de Wakanda.
- En Avengers: Endgame (2019),[85] los habitantes de Wakanda que han sido restaurados de el Blip se reúnen detrás de T'Challa en Wakanda antes de atravesar portales hacia el norte del estado de Nueva York. La Ciudad Dorada de Wakanda celebra la restauración de las víctimas de el Blip.
- En un flashback en el cuarto episodio de The Falcon and the Winter Soldier (2021), se ve a Barnes en una cueva verificando que su lavado de cerebro se ha deshecho.
- En What If...? (2021), Wakanda se representa en diferentes líneas temporales; en el segundo episodio, T'Challa se reúne con su familia en Wakanda después de haber sido secuestrado por error por Yondu Udonta y los Ravagers 20 años antes. Durante los momentos finales del quinto episodio, se muestra a Wakanda asediada por zombiss y liderada por un zombificado Thanos empuñando un casi completo Guantelete del Infinito. En el sexto episodio, Killmonger instiga el conflicto entre Wakanda y los Estados Unidos y se convierte en el nuevo Pantera Negra. En el noveno episodio, Shuri lidera a Pepper Potts y a las Dora Milaje para arrestar a Killmonger, pero descubren que desapareció debido a que El Vigilante lo había reclutado para ayudar a luchar contra una versión alternativa Ultrón.
- En Black Panther: Wakanda Forever (2022), la capital de Wakanda es atacada por Namor y su ejército, lo que termina con la muerte de Ramonda.[86]
- El 1 de febrero de 2021, se anunció que se estaba desarrollando una serie de Disney+ ambientada en Wakanda, con la participación de Coogler a través de su empresa, Proximity Media.[87] En 2023, Disney anunció el nombre del proyecto, Eyes of Wakanda, que contará las historias de los antepasados de T'Challa y Shuri.[88]

#### Instalaciones de S.H.I.E.L.D.
- El Campamento Lehigh (en inglés: Camp Lehigh), es un centro de entrenamiento del Ejército de los Estados Unidos en la ciudad ficticia de Wheaton, Nueva Jersey. Sirve también como una de las bases de la Reserva Científica Estratégica durante la Segunda Guerra Mundial. Después de la guerra, pasa a manos de S.H.I.E.L.D., y allí Howard Stark y Hank Pym realizan investigaciones mientras Arnim Zola sube secretamente su conciencia a una serie de computadoras.[89] En 2014, el campamento es destruido por un misil de S.H.I.E.L.D. enviado por Hydra. Años después, es reconstruido y en 2025, acoge la primera AvengerCon, a la que asiste Kamala Khan.
- Fridge, en español: Nevera[nota 2] una instalación de detención y almacenamiento en una ubicación clasificada.
- La Casa de Huéspedes (en inglés: Guest House, una antigua instalación de almacenamiento de alto secreto en una ubicación clasificada, anteriormente afiliada a la Reserva Científica Estratégica y S.H.I.E.L.D.; se convirtió en una instalación de investigación secreta para el Proyecto T.A.H.I.T.I.
- El Centro común de la Misión de Energía Oscura (en inglés: Joint Dark Energy Mission Facility) es una instalación de investigación ultrasecreta utilizada por S.H.I.E.L.D. y por la NASA para estudiar el Teseracto como parte del Proyecto Pegasus.[90] En 1995, Carol Danvers y Nick Fury se infiltran en la base y descubren la participación de Danvers en la prueba de un motor experimental de velocidad de la luz impulsado por el Tesseract y diseñado por el Dr. Wendy Lawson. Finalmente es destruido en 2012 por la energía emitida por el Teseracto después de la llegada de Loki a las instalaciones.
- El Faro, un enorme búnker construido en caso de un evento de nivel apocalíptico, ubicado debajo de un faro en el Lago Ontario, Nueva York. Construido y equipado por S.H.I.E.L.D. bajo el mando de Rick Stoner, estuvo abandonado desde 1972 hasta fines de 2017, cuando se convirtió en la base de operaciones principal de S.H.I.E.L.D.
- Playground (en español: Campo de Juegos[nota 3] o Área de Juegos[nota 2]) con el nombre en código Ragtag, era una antigua instalación de la Reserva Científica Estratégica en una ubicación clasificada que fue renovada para convertirse en una instalación ultrasecreta de S.H.I.E.L.D. Después del Levantamiento de H.Y.D.R.A y cuando Phil Coulson se convirtió en Director de S.H.I.E.L.D., se convirtió en la sede del nuevo S.H.I.E.L.D. Fue destruida por el LMD de Melinda May.
- Providencia, una de las bases secretas de Nick Fury en S.H.I.E.L.D., en Ontario, Canadá, y operada por Eric Koenig.
- El Triskelion es un complejo ubicado en Little Island, Washington D. C. al sur de la Isla Theodore Roosevelt, al pie del Puente Theodore Roosevelt. La sede y base principal de operaciones de S.H.I.E.L.D., la base es tomada por Hydra durante su levantamiento desde dentro de S.H.I.E.L.D. utilizando tres Helicarriers armados para matar a personas que consideran amenazas. Más tarde es destruido por un Helicarrier inutilizado. Si bien la mayoría de las tomas de Washington D. C. en Captain America: The Winter Soldier fueron creadas digitalmente debido a numerosas restricciones de vuelo en la ciudad, se utilizaron imágenes aéreas de la ciudad para fotografías de placas de acción en vivo para tomas en las que salía el Triskelion.[91]

### Espacio

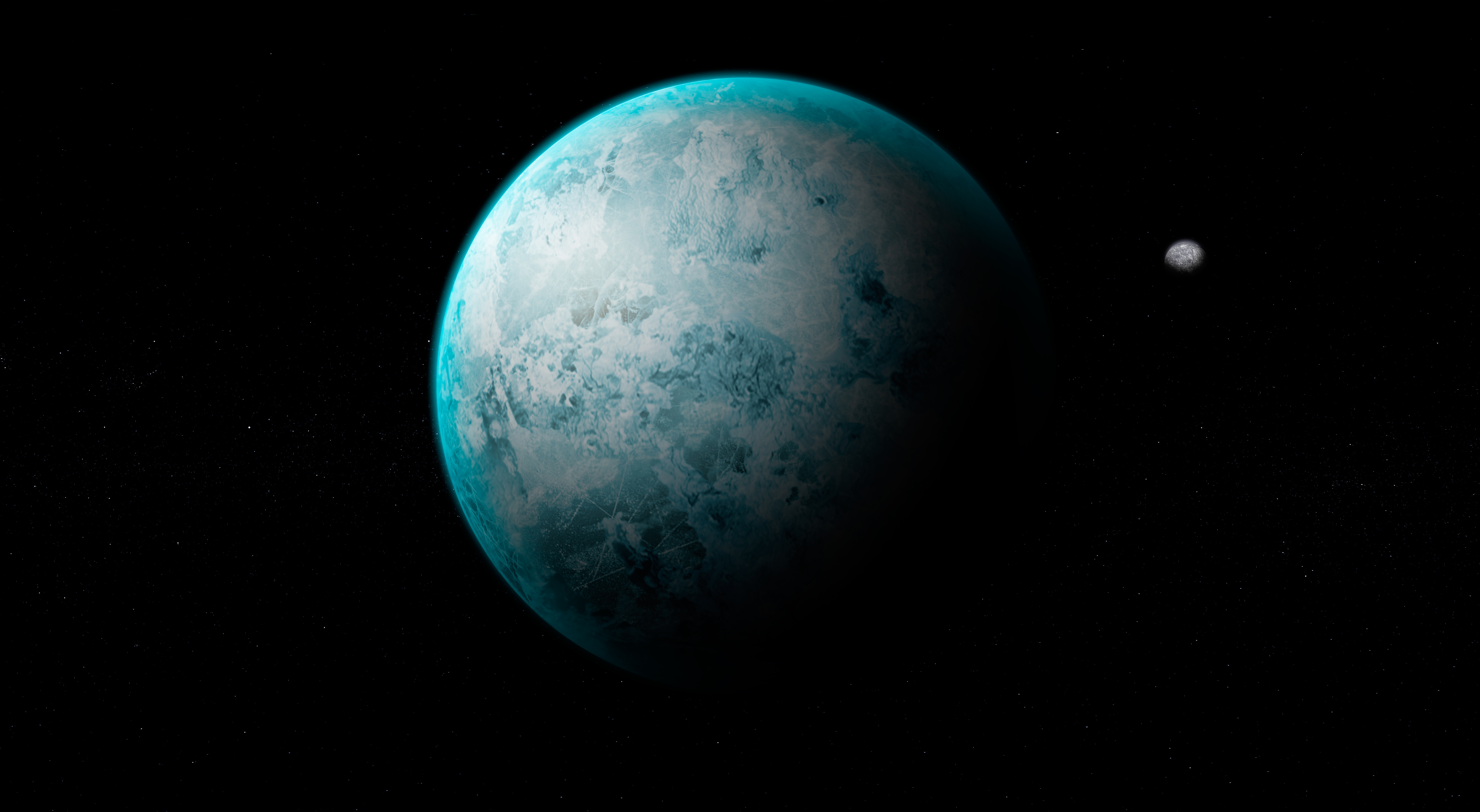
Ilustración hipotética de un planeta helado

- Contraxia es un planeta helado que es comúnmente visitado por los Devastadores como un lugar para relajarse, especialmente en el burdel Loto de Hierro. En algún momento de 2014, Stakar Ogord se encuentra con Yondu en Contraxia, mientras que Howard el Pato también aparece en el bar. Se construyó un set para el Loto de Hierro en Pinewood Atlanta Studios, en Atlanta, Georgia, que el diseñador de producción de Guardians of the Galaxy Vol. 2, Scott Chambliss, procuró que pareciera haber sido creado a partir de "basura reutilizada", creando una "jungla de neón" cubierta de hielo y nieve.[92]
- Contra-Tierra (en inglés: Counter-Earth) (basado en la ubicación de Marvel Comics del mismo nombre) también conocido como Halfworld, era un planeta artificial ubicado en el Cuadrante Keystone. Fue diseñado por el Alto Evolucionador como una réplica de la Tierra y estaba habitado por los Humanimals.
- Planeta de Ego (basado en la ubicación de Marvel Comics del mismo nombre) es una masa viva de materia que el Ego Celestial formó a su alrededor hace miles de años, lo que le hizo parecerse a un gran planeta rojo con cara. El planeta es destruido por una bomba colocada por los Guardianes de la Galaxia en el cerebro de Ego, y también es destruido por Ultrón en una realidad alternativa.[14] Los efectos visuales del planeta en Guardianes de la Galaxia Vol. 2 fueron proporcionados por Animal Logic, Method Studios y Weta Digital. El trabajo de Weta y Animal Logic se basó en gran medida en el arte fractal, incluido el Tamiz de Apolonio y los Mandelbulbos,[93][94] y fue descrito por el director James Gunn como "el mayor efecto visual de todos los tiempos".[95]
- El Jardín,[96] también conocido como Planeta 0259-S[97] y Titán II,[98] es un planeta totalmente nuevo donde Thanos reside después de su "jubilación". Después de cumplir el objetivo de su vida de acabar con la mitad del Universo, se teletransporta al planeta y sonríe al amanecer mientras reflexiona sobre su éxito. Tres semanas después, los Vengadores viajan allí y Thor lo decapita al enterarse de que había destruido las Gemas del Infinito.
- Knowhere (basado en la ubicación de Marvel Comics del mismo nombre) es la cabeza cortada de un antiguo Celestial fallecido, que actúa como el mundo natal de la colonia minera Exitar, fundada por Taneleer Tivan, El Coleccionista. En 2014, Knowhere recibe la visita de los Guardianes de la Galaxia, quienes intentan vender la Gema del Poder al Coleccionista, pero después de una explosión causada por la piedra, el museo de El Coleccionista es destruido. Poco después, Ronan el Acusador y sus ejecutores llegan y los Guardianes se van. En 2018, Knowhere es atacado por Thanos, quien adquiere la Gema de la Realidad. En 2025, Knowhere es comprado de Tivan por los Guardianes, quienes comienzan a renovarlo para convertirlo en su nueva sede. Organizan una celebración navideña para su líder, Peter Quill, trayendo a Kevin Bacon allí.[99]  En 2026, Knowhere se ha convertido en una ciudad móvil. Es atacada por los engendros del infierno del Alto Evolucionador y se convierte en el refugio seguro para los animales capturados y los niños diseñados. Nebula decide tomar el liderazgo de Knowhere. En una realidad alternativa, Star-Lord T'Challa lidera a los Devastadores en una misión contra el Coleccionista en Knowhere.[100] Los efectos visuales del planeta fueron creados por Framestore.[101]
- El Kyln (basado en la ubicación de Marvel Comics del mismo nombre) es una prisión de alta seguridad dirigida por el Nova Corps. Los Guardianes de la Galaxia se reúnen en la prisión y ejecutan un plan de escape. Ronan ordena a Nébula masacrar a todos sus habitantes al enterarse de la fuga de Gamora. Los efectos visuales de la prisión fueron creados por Framestore.[101]
- Lamentis-1 es una luna de tono púrpura que es destruida por un planeta cercano en el año 2077. Loki y Sylvie llega a la luna a través de una Puerta del Tiempo, pero no puede escapar debido a que su TemPad se ha quedado sin energía. Después de no poder abordar un Arca para escapar, son rescatados y recapturados por la AVT. La diseñadora de producción de Loki, Kasra Farahani, optó por construir un enorme escenario práctico de la ciudad Sharoo en lugar de utilizar la tecnología StageCraft de Industrial Light & Magic (ILM),[102] implementando un "lenguaje de bloques zigurat" y usando pintura de luz negra para distinguirlo de otros mundos alienígenas en el MCU.[103] Los efectos visuales de la luna fueron proporcionados por Digital Domain, quien también consideró hacer del planeta "un mundo exuberante cubierto de vegetación", uno "dominado por océanos masivos" y uno que contenga un núcleo fundido que más tarde implosiona.[104]
- Morag es un planeta oceánico abandonado, ubicado en la Galaxia de Andrómeda, cuyos océanos solo retroceden para exponer sus masas terrestres cada 300 años. En 2014, Peter Quill llega al planeta para obtener el Orbe, una misión que es replicada por Star-Lord T'Challa en una realidad alternativa.[100] En 2023, James Rhodes y Nebula viajan en el tiempo hasta el Morag de 2014 y noquean a Peter Quill antes de adquirir el Orbe. Los efectos visuales del planeta en Guardianes de la Galaxia fueron creados por Moving Picture Company (MPC).[101]
- Sakaar (basado en la ubicación de Marvel Comics del mismo nombre) es un planeta gobernado por el Gran Maestro, que celebra su Contienda de Campeones en el planeta. En 2015, fue visitado por Bruce Banner y en 2017, por Thor y Loki. En 2025, Banner lo visita nuevamente y recupera a su hijo, Skaar. En un universo alternativo, Ultrón destruye el planeta.[14] El arte del cocreador de Thor, Jack Kirby sirvió como una de las principales inspiraciones para la representación de Sakaar en Thor: Ragnarok,[105] y fue descrito por el productor ejecutivo Brad Winderbaum como "el baño del Universo" rodeado por un sinfín de agujeros de gusano.[106] Se construyó un set para el planeta en los Village Roadshow Studios en Oxenford, Queensland, incluido el palacio del Gran Maestro y el depósito de chatarra circundante.[107] Los efectos visuales para el paisaje de chatarra y los agujeros de gusano del planeta fueron creados por Double Negative y Digital Domain.[108] Un himno nacional sakaariano aparece en una versión no utilizada de la segunda escena poscréditos de Ragnarok, que fue improvisada por Jeff Goldblum y Waititi.[109]
- El Santuario (en inglés: Sanctuary) es un cinturón de asteroides habitado por los Chitauri, que actúa como el dominio de Thanos, donde le da órdenes a El Otro y Ronan. Los efectos visuales de la ubicación fueron creados por Digital Domain en The Avengers.[110]
- El Soberano (en inglés: Sovereign) es una amalgama de planetas fusionados artificialmente, que sirve como mundo natal de la especie del mismo nombre diseñada genéticamente. Impulsado por Baterías Anulax, está gobernado por Ayesha. Ultrón destruye la fusión en una realidad alternativa.[14] Los efectos visuales para la guarida de Ayesha en Guardianes de la Galaxia Vol. 2 fueron proporcionados por Framestore,[111] mientras que Luma Pictures trabajó en el mundo Soberano y su gente.[93] También se construyó un set para el planeta en Pinewood Atlanta Studios en Atlanta, Georgia, que empleó una "variación de ficción pulp de los años 50 sobre la estética del diseño art déco de los años 30".[92]
- Titán (basado en la ubicación de Marvel Comics del mismo nombre) es un exoplaneta y el mundo natal de Thanos antes de que sus habitantes fueran eliminados de la sobrepoblación.[112] En 2018, Tony Stark, Peter Parker y Stephen Strange se alían con los Guardianes de la Galaxia para enfrentarse a Thanos, quien adquiere la Gema del Tiempo tras una batalla y se teletransporta a Wakanda. En 2023, Parker, Strange y los Guardianes abandonan Titán a través de un portal. En un 2018 alternativo, en el universo 838, los Illuminati matan a Thanos en Titán y luego matan a la versión de Stephen Strange de ese universo después de que Darkhold lo corrompa.[113]
- Vormir (basado en la ubicación de Marvel Comics del mismo nombre) es un planeta árido y el lugar donde se halla la Gema del Alma, que está custodiado por el Red Skull. En 2018, Thanos obliga a Gamora a revelar la ubicación de la Gema antes de teletransportarse allí, donde es sacrificada para que Thanos obtenga la Gema. Del mismo modo, Natasha Romanoff se sacrifica en 2023 para que Clint Barton adquiera la Gema.
- Xandar (basado en la ubicación de Marvel Comics del mismo nombre) es la capital del Imperio Nova y donde tienen su sede los Nova Corps. En 2014, Ronan ataca a Xandar en represalia por la Guerra Kree–Nova, matando a la mayoría de los Nova Corps antes de ser derrotados por los Guardianes de la Galaxia y los Devastadores. Posteriormente, es diezmado por Thanos en 2018, un evento replicado por Ultrón en una realidad alternativa.[14] Las escenas ambientadas en el planeta en Guardianes de la Galaxia fueron filmadas en el Millennium Bridge de Londres,[114][115] mientras que los efectos visuales fueron realizados por Moving Picture Company (MPC).[101]

### Nueve Reinos
- Asgard (basado en la ubicación de Marvel Comics del mismo nombre) es un cuerpo planetario pequeño y plano, habitado por los asgardianos. Es destruido por Surtur. Double Negative incorporó en Thor: The Dark World una representación de Asgard, generada por computadora a partir de imágenes de la costa de Noruega filmadas con una cámara Arri Alexa desde un helicóptero.[116] Para su aparición en Thor: Ragnarok, el diseñador de producción, Dan Hennah, buscó darle al reino "más humanidad" que en películas anteriores, agregando perspectivas de edificios más pequeños, haciéndolo parecer más práctico y utilitario.[117] Se construyó un set para el reino en los Village Roadshow Studios en Oxenford (Gold Coast, Queensland, Australia), basado en la estética de películas anteriores a Thor,[107] mientras que los efectos visuales fueron proporcionados por Framestore, basándose en recursos que Double Negative tenía de The Dark World.[108]
  - El Puente Arcoíris (en inglés: Rainbow Bridge) es un largo puente mágico que va desde el centro de Asgard hasta el borde, conectando el Palacio Real de Valaskjalf con Himinbjörg, el generador del Puente Bifröst. En 2011, el Puente Arcoíris es destruido por Thor, pero luego es reparado por Heimdall usando el poder del Teseracto.
  - Bóveda de Odín o Cámara de Odín, también conocida como Salón de Tesoros de Odín, es una habitación en el Palacio Real de Valaskjalf que contenía muchos artefactos mágicos y poderosos, incluida una réplica del Guantelete del Infinito, la Llama Eterna, el Cofre de los Antiguos Inviernos y el Teseracto.
- Hel (basado en la ubicación de Marvel Comics del mismo nombre) es una región en Niflheim que sirve como morada de los muertos. Después de que Hela sea desterrada allí por su padre, Odín, ella intenta escapar y masacra a casi todas las Valquirias, solo para ser derrotada por Odín una vez más. La secuencia de flashback en Thor: Ragnarok con la Valquiria fue producida por Rising Sun Pictures, quien logró su apariencia etérea surrealista a través de una combinación de captura de movimiento, gráficos por computadora, una cifra de 900 fotogramas por segundo y un equipo de iluminación especial de 360 grados que contenía 200 luces estroboscópicas.[118]
- Jotunheim (basado en la ubicación mitológica nórdica del mismo nombre) es un planeta helado habitado por los Gigantes de Hielo y es también el lugar de nacimiento de Loki. Los efectos visuales para el planeta fueron creados por Digital Domain en Thor, a quienes se les enviaron pinturas de estudios clásicos de J. M. W. Turner por el director Kenneth Branagh.[119]
- Muspelheim (basado en la ubicación mitológica nórdica del mismo nombre) es un reino de fuego donde viven los Demonios de Fuego, en particular Surtur. Dos años después de la Batalla de Sokovia, Thor viaja allí para enfrentarse a Surtur en Ragnarök antes de matarlo. El diseñador de producción de Thor: Ragnarok, Dan Hennah, describió el reino como una Esfera de Dyson que extrae energía de una estrella moribunda para energizar a sus habitantes.[120]
- Nidavellir (basado en la ubicación mitológica nórdica del mismo nombre) es un disco de Alderson que rodea una estrella moribunda, habitada por gigantescos Enanos que sirvieron como herreros para los asgardianos, forjando armas como Mjölnir, Rompetormentas y el Guantelete del Infinito del uru. En algún momento entre 2014 y 2015, Thanos visita la fragua, lo que obliga a los enanos a hacer el Guantelete del Infinito antes de masacrarlos y fundir las manos de Eitri. Thor, Groot y Rocket visitan la forja varios años después, ayudando a Eitri a crear Rompetormentas.

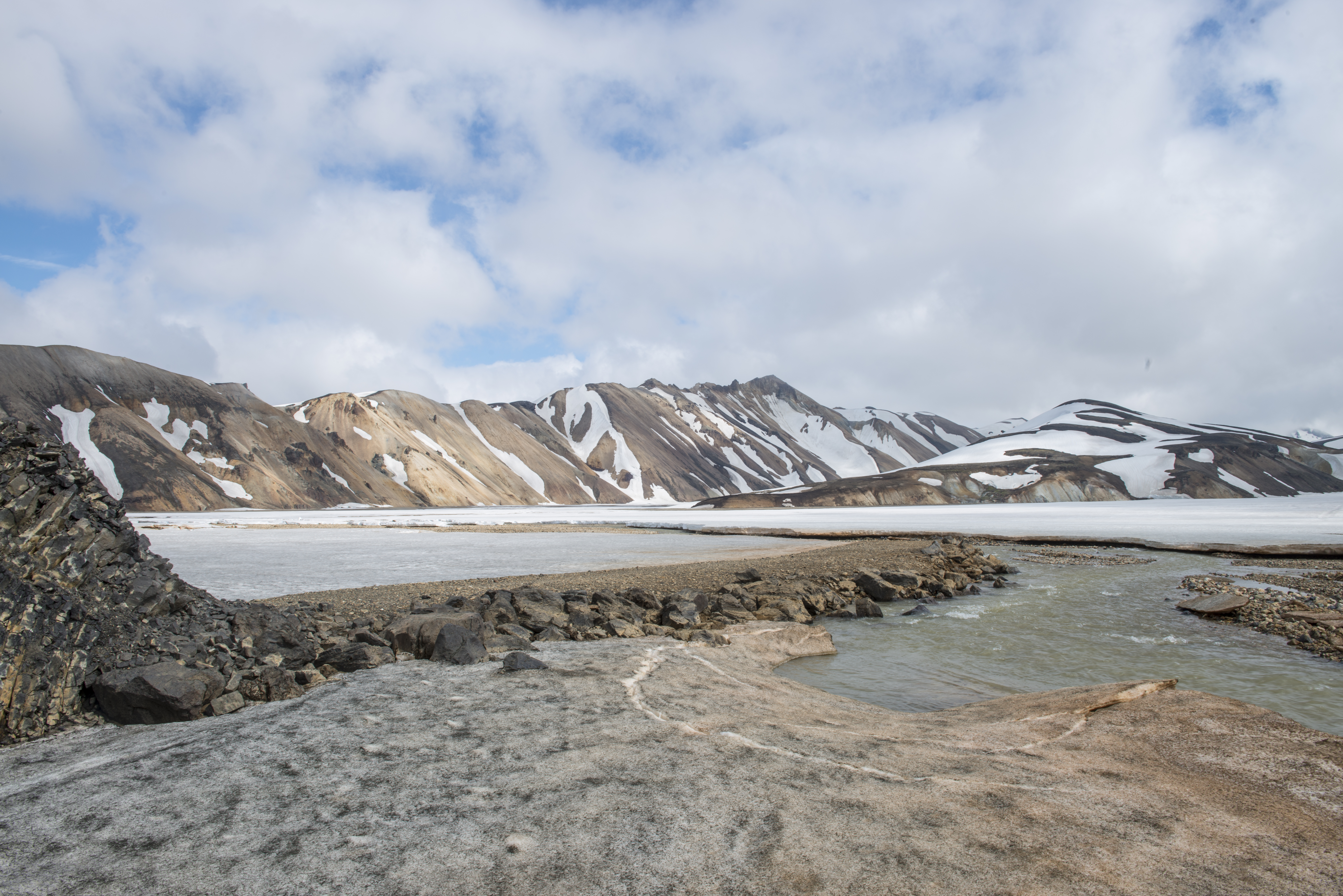
Islandia se duplicó como Svartalfheim en Thor: The Dark World.

- Svartalfheim (basado en la ubicación mitológica nórdica del mismo nombre), también conocido como Mundo Oscuro, es un planeta que está envuelto en oscuridad perpetua y gobernado por los Elfos Oscuros, liderados por Malekith el Maldito. Los efectos visuales de la escena del prólogo de Thor: The Dark World fueron realizados por el Blur Studio y consistieron principalmente en CGI con tomas de acción en vivo entrelazadas.[116] Las escenas posteriores de la película se rodaron en Islandia, y Double Negative añadió ruinas, montañas, barcos de los Elfos Oscuros y cielos.[116]
- Midgard (basado en la ubicación mitológica nórdica del mismo nombre), es otro nombre para la Tierra.

### Dimensiones
- La Dimensión Astral (basado en la ubicación de Marvel Comics del mismo nombre), también conocido como el  Plano astral, es una dimensión en la que el alma reside fuera del cuerpo. Aparece principalmente en forma de proyección astral en Doctor Strange cuando el Ancestral empuja la forma astral de Stephen Strange fuera de su cuerpo. La secuencia de pelea en Doctor Strange entre Stephen Strange y las formas astrales de un Fanático fue la primera escena de la película escrita por el director Scott Derrickson, quien se inspiró en el cómic Doctor Strange: The Oath.[121] Los efectos visuales para las escenas ambientadas en la dimensión fueron proporcionados por Framestore, quien describió el proceso como "uno de los efectos más difíciles con los que han tenido que lidiar".[122] Estas imágenes se reutilizan en Avengers: Endgame, WandaVision, Spider-Man: No Way Home y Doctor Strange in the Multiverse of Madness. La Dimensión Astral también está conectada con la vida futura del MCU, que se interpreta como una realidad subjetiva que depende del sistema de creencias del individuo.
  - El Plano Ancestral es un lugar donde residen los habitantes fallecidos de Wakanda, específicamente aquellos que han usado el manto de Pantera Negra. Los vivos pueden comunicarse con estos gobernantes del pasado al ingerir la Hierba de corazón.
  - El Duat es el nombre de la perspectiva egipcia del más allá, donde la diosa Taweret transporta a Marc Spector y Steven Grant a través de un océano de arena para llegar al Campo de Juncos. Si el corazón de una persona no se equilibra con la Pluma de la Verdad, otras almas perdidas la consumen en las arenas. Spector y Grant regresan al mundo real a través de las Puertas de Osiris.
  - El Valhalla, es el más allá asgardiano.

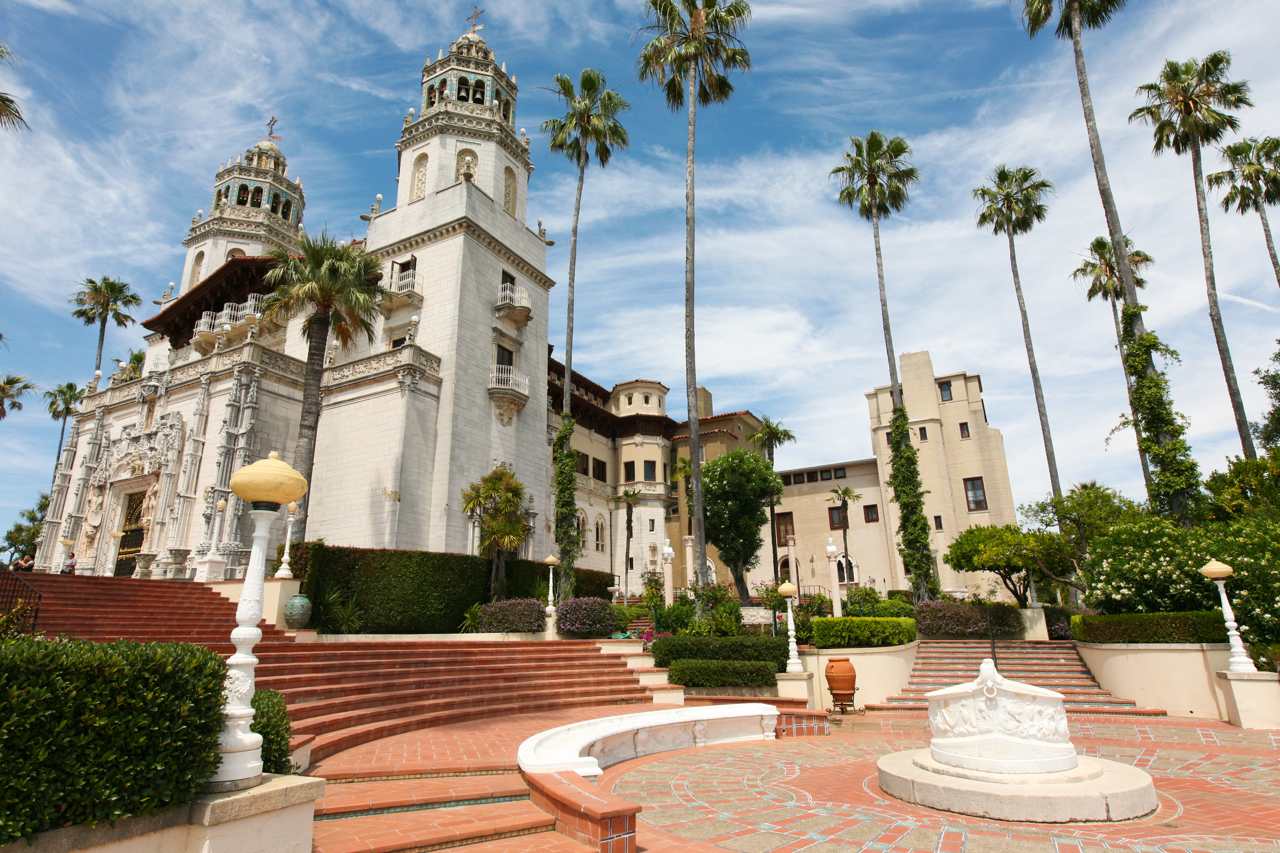
Hearst Castle inspiró el diseño de la Ciudadela al Final del Tiempo.

- La Ciudadela al Final del Tiempo (en inglés: Citadel at the End of Time) es un castillo encima de un asteroide en el fin de los tiempos donde «He Who Remains»[nota 4] reside y vigila la Sagrada Línea de Tiempo, que orbita el lugar. Tallada in situ en el asteroide y hecha de una "piedra negra con adornos de vetas doradas", la Ciudadela está en su mayor parte abandonada a excepción de la oficina de «He Who Remains»[nota 4], con la diseñadora de producción de Loki, Kasra Farahani tiene la intención de reflejar la soledad de «He Who Remains». Fuera de su oficina, también hay numerosas estatuas de "centinelas del tiempo" de 13 pies de altura en el "Salón de los Héroes", cada una con la mitad de un reloj de arena. Una nebulosa fuera de la ventana y una chimenea se utilizaron como fuentes de luz en su oficina.[124] El diseño y la arquitectura de la Ciudadela se inspiraron en Hearst Castle y se compararon con Sunset Boulevard.[123][125] El diseñador de producción de Loki se inspiró en la técnica de reparación japonesa Kintsugi, ya que utiliza oro para reparar grietas en cerámica rota.[126]
- La Dimensión Oscura (en inglés: Dark Dimension) (basada en la ubicación de Marvel Comics del mismo nombre) es una dimensión atemporal habitada por Dormammu. Es una fusión de sí mismo y de todas las demás dimensiones que Dormammu había conquistado y absorbido en él. Stephen Strange lo visita para negociar con Dormammu después de que Kaecilius lo contacte para absorber la Tierra. Años más tarde, Clea, que reina desde la dimensión, recluta a Strange para ayudar a salvarla de una incursión. Los efectos visuales de la dimensión en Doctor Strange fueron proporcionados por Method Studios y Luma Pictures.[122] La supervisora de efectos visuales de Doctor Strange, Stephane Ceretti describió la Dimensión Oscura como un "entorno dinámico", con el equipo de Luma utilizando el arte de Steve Ditko como referencia.[127]
- La Dimensión Espejo (en inglés: Mirror Dimension) es una dimensión que hace que el entorno se refleje en diferentes direcciones, similar a la función de un espejo, sin afectar el mundo real. Por su naturaleza, es utilizado por los brujos para entrenar y controlar amenazas. Ancestral lo usa durante la Batalla de Nueva York, mientras que Stephen Strange lo usa contra Kaecilius, Thanos, Peter Parker y Wanda Maximoff. Según el director de Doctor Strange, Scott Derrickson, las secuencias de acción ambientadas en la dimensión son un intento de llevar a "Inception al enésimo grado y llevarlo de forma mucho más surrealista y mucho más lejos".[128] Industrial Light & Magic (ILM) fue el principal responsable de los efectos visuales de la secuencia del plegado de Manhattan, que constaba de 200 tomas y era principalmente CGI, aunque se utilizaron algunas tomas reales de Nueva York.[122] Mientras tanto, Luma Pictures trabajó en la primera secuencia especular al comienzo de la película.[122]
- El Reino Cuántico (en inglés: Quantum Realm) (basado en el Microverso de Marvel Comics) (para la teoría en física, véase mecánica cuántica) es un universo subatómico que existe fuera del espacio y el tiempo. Sólo se puede ingresar a través de partículas subatómicas o formas de magia mística.[129][130] En 1987, Janet van Dyne se volvió subatómica y quedó varada en el reino durante treinta años. Además, el Consejo de Kangs exilió a Kang el Conquistador al reino. Se hizo amigo de Van Dyne, quien lo ayudó a arreglar su silla del tiempo, solo para descubrir a través de un neuroenlace quién era realmente. Luego ella lo traicionó, lo que provocó que quedara atrapado. Durante este tiempo, Kang conquistó el reino y tomó control sobre él, construyó un imperio y desplazó a sus residentes.[131][132] En 2015, Scott Lang se vuelve subatómico para derrotar a Darren Cross y entra al reino, pero logra escapar, mientras Cross permanece atrapado en el Reino. En 2018, van Dyne es rescatado por Hank Pym y abandonan el reino. Ese mismo año, Lang queda atrapado en el vórtice del tiempo del reino durante cinco años, aunque sólo experimentó cinco horas en el reino. En 2019, agentes de S.H.I.E.L.D. regresan a la línea de tiempo principal a través del reino desde un 1983 alternativo para derrotar a los Chronicoms. En 2023, Lang y los Vengadores usan el reino para viajar a líneas temporales alternativas para revertir el Blip. Una versión alternativa de Thanos se apodera de su tecnología y usa el reino para viajar con su nave y su ejército a su universo. En 2026, van Dyne, Pym, Lang, Hope van Dyne y Cassie Lang son transportados al reino después de que Cross escuche el satélite cuántico de Cassie. Se encuentran perseguidos por Kang, que quiere vengarse de van Dyne. Después de encontrar un portal para salir del reino, Kang intenta seguirlo, pero finalmente es derrotado y atraído hacia su núcleo de poder multiversal. El Reino Cuántico se llama así porque el nombre "Microverso" está asociado con los Micronautas, cuyos derechos pertenecen a Hasbro Entertainment.[133] El físico cuántic y el investigador del Instituto de Tecnología de California, Spiros Michalakis sugirieron el nuevo nombre.[134] Los efectos visuales para la dimensión en Ant-Man, Doctor Strange y Ant-Man and the Wasp fueron proporcionados por Method Studios.[122]
- El Mundo del Alma (en inglés: Soul World) (basado en la ubicación de Marvel Comics del mismo nombre), también conocida como Way Station,[135] es una dimensión de bolsillo dentro de la Gema del Alma[136] en el que Thanos se encuentra por un breve momento después de chasquear los dedos y acabar con la mitad de la población del Universo, donde se encontró con una joven Gamora. Christopher Markus, coguionista de Avengers: Endgame, también afirmó que Banner se reunió con Hulk en el Mundo del Alma. El Mundo del Alma originalmente también iba a ser visitado por Tony Stark en una escena eliminada de Avengers: Endgame, donde habría conocido a una versión mayor de su hija Morgan;[137] sin embargo, en el corte final de la película, es donde Clint Barton termina brevemente después de que Natasha Romanoff se sacrifica para que él obtener la Gema del Alma.
- Ta Lo (basado en Ta-Lo de Marvel Comics) es un reino celestial místico habitado por criaturas mitológicas chinas, como dragones chinos (incluido la Gran Protectora), fenghuang, shishi, hundun (incluido Morris), jiu wei hu y qilin.[138][139] Hace miles de años, el Morador en la Oscuridad atacó el reino, pero fue sellado por la gente de Ta Lo y la Gran Protectora en la Puerta Oscura. Se puede acceder a Ta Lo desde la Tierra a través de un portal ubicado en China, que está protegido por un bosque de bambú encantado que se puede atravesar de forma segura el primer día del Festival Qingming.[140] En una entrevista, el director de Shang-Chi y la leyenda de los Diez Anillos, Destin Daniel Cretton expresó su entusiasmo por una mayor exploración del reino en el futuro.[141] Debido a la enormidad y complejidad del paisaje, gran parte de la aldea y la jungla que la rodea en la película fue creada digitalmente por Rising Sun Pictures, quien estudió lugares boscosos en Vietnam e Indonesia durante inspiración y compiló una vasta biblioteca de bambú y otras plantas.[142] Mientras tanto, los efectos visuales de las diversas criaturas mitológicas fueron proporcionados por Trixter,[143] y algunas audiencias los confundieron con personajes de Pokémon en las primeras proyecciones.[144]

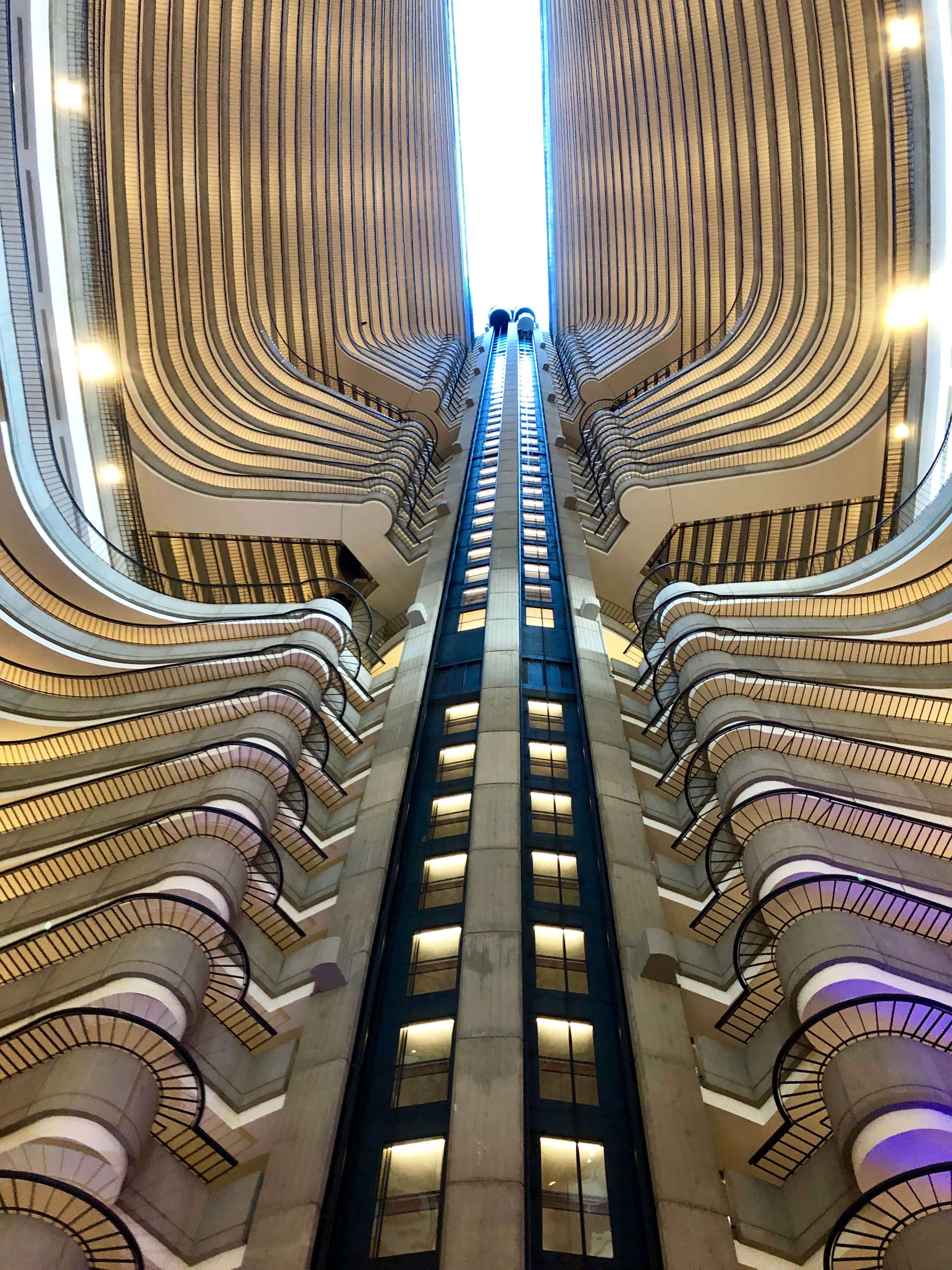
El Atlanta Marriott Marquis se utilizó para representar la sede de la AVT.

- La Sede de la TVA (basada en las Zona de Tiempo Nulas de Marvel Comics) es una dimensión que existe fuera del espacio y el tiempo que actúa como sede de la «Time Variance Authority» (TVA)[nota 5]. Una variante de Loki es llevado a la sede por la TVA, donde es reclutado para ayudar a rastrear a otra variante de sí mismo. El hotel Atlanta Marriott Marquis en Atlanta, Georgia, se utilizó para representar el edificio principal.[145] mientras trabajaba, se utilizaron luces de techo incandescentes escarchadas como luces principales del set.[146]
- El Velo de Noor (en inglés: Veil of Noor) separa la Tierra de una dimensión habitada por seres cósmicos sobrenaturales conocidos como los Clandestinos, o los "djinn" en la cultura paquistaní. Varios individuos fueron exiliados de la dimensión Noor a la Tierra en la década de 1940, poco antes de la Partición de la India. La mayoría busca brazaletes místicos imbuidos del poder "Noor" para romper el Velo y regresar a casa. Una, llamada Aisha, huyó con uno de los brazaletes, que pasó de generación en generación a Kamala Khan.
- El Vacío (en inglés: Void), también conocido como el Vacío al Fin de los Tiempos (en inglés: Void at the End of Time), es un lugar de existencia al final del tiempo que contiene los restos de universos alternativos podados por la AVT. Está habitado por Alioth, una monstruosa entidad devoradora de universos en forma de tormenta de nubes. Presenta muchos «easter eggs» de los cómics, como el helicóptero de Thanos, Throg,[147] y su Mjölnir,[148] Torre Qeng, una torre asociada con Kang el Conquistador,[13] y la cabeza del Tribunal Viviente,[149] así como del MCU, como el casco de Yellowjacket, un Helicarrier, y el Dark Aster.[150] También incluye homenajes al USS Eldridge, Polybius y el Ecto Cooler.[150] Para el Palacio de Loki,[151] un escondite subterráneo en el Vacío donde residen Loki Niño, Loki Clásico, Loki Fanfarrón y Loki Lagarto, la diseñadora de producción de Loki, Kasra Farahani adquirió una bolera de Omaha, Nebraska y la envió a Pinewood Atlanta Studios en Atlanta, Georgia,[151] donde instalaron un "viejo trono de Santa de un centro comercial" de otra realidad.[103] En la película de 2024, Deadpool & Wolverine, Deadpool y Wolverine son desterrados al Vacío por la AVT, donde conocen a otros marginados, incluidos Johnny Storm, Cassandra Nova, Elektra, Blade, Gambito, X-23, entre otros.

## Objetos

### Vehículos

#### Naves espaciales
- El Benatar es una nave espacial tipo M utilizada por los Guardianes de la Galaxia y pilotada por  Peter Quill. Nombrado en honor a Pat Benatar, se adquirió después de que el Milano sufriera graves daños. Después de ser utilizado para rescatar a Thor de los restos del Statesman, lleva a los Guardianes a Knowhere y Titán antes de ser llevado de regreso a la Tierra por Carol Danvers. Es utilizado por los Vengadores para llegar al planeta Jardín y en el Atraco al Tiempo. Le sucede el Bowie, que lleva el nombre del cantante David Bowie.[99]
- El Bowie.[152]
- El Centro de Comando Chitauri era una gran nave espacial que sirvió como la nave nodriza del ejército Chitauri durante el Batalla de Nueva York. Fue destruido por Tony Stark cuando llevó un misil nuclear a través de un agujero de gusano al espacio, cortando la conexión entre la nave nodriza y el Chitauri, así como el Leviatanes y finalizar la batalla. En una escena eliminada de Avengers: Endgame, Rocket se burla de los Vengadores por no haberlo destruido antes.[153]
- El Comodoro (en inglés: Commodore) es una de las naves espaciales de En Dwi Gast, El Gran Maestro, utilizada principalmente por razones de placer. Es robada en Thor: Ragnarok por Thor, Bruce Banner y Valkyrie y luego es utilizada por Loki para escapar de la destrucción de Asgard. En Avengers: Infinity War, es destruida por Thanos junto con el Statesman. En What If...?, una versión de universo alternativo de la nave es robada por Howard el Pato y Darcy Lewis.[154][155]
- La Dark Aster es la nave espacial insignia de Ronan el Acusador, una nave de tres millas de ancho en la flota de Acusadores Kree. Enojado por la firma de un tratado de paz con el Imperio Nova, lo usó para atacar Xandar, pero es destruido por Milano. Una nave espacial similar conocida como Silver Aster es utilizada por él durante la Guerra Kree–Skrull.[156] En What If...?, una versión de un universo alternativo de Dark Aster asedia Xandar durante cinco años antes de ser destruida por Nebula. Los efectos visuales de la nave espacial fueron creados por Moving Picture Company (MPC) y Sony Pictures Imageworks.[101]
- El Domo[157] es la nave estelar de los Eternos que sirve como su principal base de operaciones. Compuesto por tres grandes salas circulares,[158] es completamente silencioso, controlado por la energía cósmica dorada de los Eternos, y es utilizado por ellos para llegar a la Tierra hace 7.000 años.[159] La sala más importante se conoce como el "puente", que contiene una gran estatua del Celestial Arishem y paredes cubiertas de patrones que generan los trajes de los Eternos; la diseñadora de producción de Eternals, Eve Stewart explicó que la sala fue diseñada para parecerse a mezquitas, sinagogas, iglesias y templos, y que el set se construyó en ocho semanas, iluminado por luces a través de una fibra de vidrio debajo.[158] Otra sala contiene numerosos artefactos antiguos y objetos mitológicos, incluida la Tabla de Esmeralda, la Excalibur de Rey Arturo y el Santo Grial.[160][161] El diseño único del barco se inspiró en el arte de Jack Kirby, el meteorito polvo, así como la geometría sagrada,[162][158] y lleva el nombre del personaje de Marvel Comics del mismo nombre.[163]
- El Eclector es una gran nave espacial utilizada por el clan de Devastadores de Yondu hasta su destrucción en 2014. Sin embargo, Yondu logró escapar junto con Rocket y Groot en el tercer cuadrante de la nave antes de su destrucción. Efectos visuales para escenas ambientadas en la nave espacial de Guardianes de la Galaxia Vol. 2 fueron proporcionados por Framestore;[111] la destrucción del barco estuvo a cargo de Weta Digital.[164] Se construyó un set de la nave en Pinewood Atlanta Studios en Atlanta, Georgia, en secciones para proporcionar una vista de 360 grados del barco, así como para mover secciones y representar diferentes áreas del barco.[92]
- La Milano es una nave espacial tipo M pilotada por Peter Quill desde que tenía diez años, y lleva el nombre de su crush de la infancia, Alyssa Milano. Más tarde se convierte en la nave principal de los Guardianes de la Galaxia, pero es destruida durante la Batalla de Xandar. Después de ser reconstruida por Nova Corps, es severamente dañada por un campo de asteroides y abandonado en Berhert, con los Benatar convirtiéndose en los Guardianes de la nueva nave. Para limitar la cantidad de pantalla azul con la que los actores tenían que interactuar, se construyeron interiores para el barco en Pinewood Atlanta Studios en Atlanta, Georgia para Guardianes de la Galaxia Vol. 2,[92] incluida la cabina que se construyó para la primera película y se almacenó originalmente en Londres.[165] La real Alyssa Milano calificó el homenaje de "muy genial" al enterarse de la referencia.[166] En una realidad alternativa donde T'Challa se convirtió en Star-Lord, la nave espacial se llama Mandela, en referencia a Nelson Mandela.[100]
- Las Naves-Q son naves espaciales en forma de anillo utilizadas por Thanos y sus hijos. Se almacenan en el Sanctuary II y se despliegan desde la nave al invadir otros planetas. Las Naves-Q también contienen naves de descenso Outrider, lo que les permite liberar Outriders en el campo de batalla. Cuando Ebony Maw y Cull Obsidian atacan la ciudad de Nueva York en 2018, Doctor Strange es hecho prisionero en una Nave-Q hasta su rescate por Tony Stark y Peter Parker. Uno también es utilizado por Proxima Midnight y Corvus Glaive para abandonar Escocia, mientras que otro despliega naves de descenso Outrider en la atmósfera durante la Batalla de Wakanda.
- El Santuario II (en inglés: Sanctuary II) es una nave espacial de 12 millas (19,3 km) de largo propiedad de Thanos, que sirve como una base orbital mientras se produce una invasión, así como una nave de guerra fuertemente armada.[167] También puede llevar cuatro Naves-Q bajo sus alas. Después del Atraco al Tiempo, una versión alternativa de Thanos y su ejército de 2014 es transportada al 2023 en el Sanctuary II, y el Complejo de los Vengadores es destruido por sus misiles. Durante la siguiente Batalla de la Tierra, Thanos ordena a sus tropas "disparar" en el campo de batalla, pero la nave es destruida por Carol Danvers.
- La Statesman es una gran nave espacial propiedad del Gran Maestro robada por Loki y solía transportar a los asgardianos lejos de Asgard antes de que fuera destruido durante el Ragnarök. Sin embargo, en su camino a la Tierra, es atacado por el Santuario II y destruido por Thanos usando la Gema del Poder.

#### Aeronaves
- Los Esquifes asgardianos son un grupo de buques aerodeslizadores de guerra que se asemejan a los drakkar vikingos utilizados por los asgardianos para transporte y patrullaje.
- Los Helicarriers (basados en el vehículo de Marvel Comics del mismo nombre) son portaaviones voladores utilizados por S.H.I.E.L.D. como centros de comando móviles. Están equipados con camuflaje óptico, y más tarde, con cañones de gran tamaño y motores repulsores, cortesía de Tony Stark, así como dos cubiertas de transporte apiladas y un número de casco de 64.[110] Durante la sublevación de Hydra, Hydra intenta utilizar tres Helicarriers vinculados a los satélites de S.H.I.E.L.D. para asesinar amenazas potenciales, pero son destruidos por Steve Rogers y sus aliados. Tras la disolución de S.H.I.E.L.D., el Helicarrier original se vuelve a poner en servicio y se utiliza para ayudar a los Vengadores durante la Batalla de Sokovia. En Agents of S.H.I.E.L.D., se revela que el Helicarrier original fue reparado en secreto por el equipo de Phil Coulson y reaparece en uso activo en el final de la serie. Sin embargo, en Secret Invasion, Nick Fury afirma que el Helicarrier ha sido descontinuado. Los efectos visuales para el Helicarrier en The Avengers fueron proporcionados por Industrial Light & Magic (ILM), Scanline VFX, Evil Eye Pictures y Luma Pictures,[110] mientras que ILM también proporcionó los efectos visuales en Captain America: The Winter Soldier.[168]

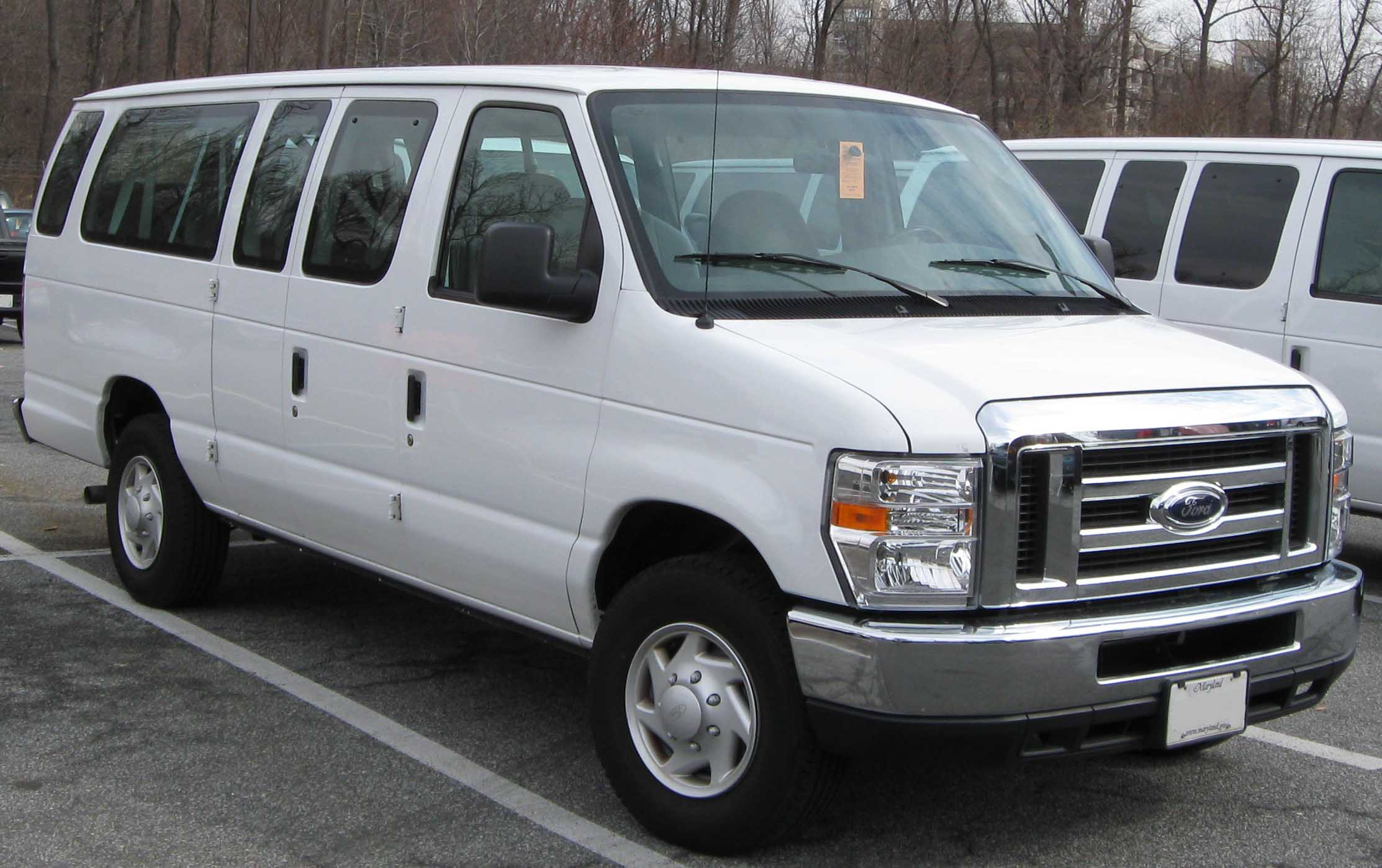
Un típico Ford Econoline

- Los Leviatanes son grandes criaturas serpentinas mejoradas cibernéticamente utilizadas por los Chitauri bajo el mando de Thanos para transportar tropas y buques de guerra, con un peso aproximado de tres millones de toneladas cada uno. Después de la Batalla de Nueva York, los Leviatanes son rescatados por Hydra, con uno de ellos almacenado en el Base de investigación de Hydra en Sokovia. Otro grupo de Leviatanes es utilizado más tarde por una versión alternativa de Thanos de 2014 durante la Batalla de la Tierra, y son destruidos por Tony Stark usando el Nano Guantelete.
- Los Quinjets (basados en el vehículo de Marvel Comics del mismo nombre) son jets tecnológicamente avanzados utilizados por S.H.I.E.L.D., los Vengadores y equipos de S.T.R.I.K.E.. Después de la Batalla de Sokovia, Hulk parte en un Quinjet, escapando de la atmósfera de la Tierra antes de aterrizar forzosamente en Sakaar a través de un agujero de gusano. El interior del avión fue construido para The Avengers y luego enviado a Australia para Thor: Ragnarok.[169]

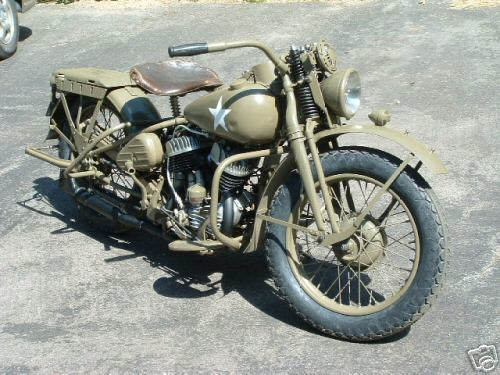
Una Harley-Davidson WLA restaurada

#### Vehículos terrestres
- La Furgoneta de Luis es una Ford Econoline marrón de 1972 propiedad de Luis y utilizada por él, Scott Lang, Dave y Kurt. Más tarde lo utilizan para su empresa, X-Con Security Consultants, y está equipado con un miniaturizado Túnel Cuántico. Más tarde, Lang queda atrapado en el Reino Cuántico durante cinco años hasta que una rata atropelló el panel de control del Túnel Cuántico, lo que le permitió escapar. Es destruido por Thanos durante la Batalla de la Tierra.
- La Motocicleta de Steve Rogers es una motocicleta Harley-Davidson utilizada por Steve Rogers. En Capitán América: El primer vengador, Rogers usa una motocicleta Harley-Davidson WLA armada de 1942 en la Segunda Guerra Mundial en sus luchas contra Hydra.[170] En Captain America: The Winter Soldier y The Falcon and the Winter Soldier, este modelo se muestra en la exhibición del Capitán América en el Museo Smithsonian del Aire y el Espacio.[171] En The Avengers, se muestra que Rogers cambió a un modelo Softail Slim para desplazarse por la ciudad de Nueva York, antes de usar el modelo Street 750 cuando huía de la persecución de los agentes de Hydra en The Winter Soldier.[172] Rogers utiliza posteriormente otros modelos como la Breakout,[173] V-Rod y la Softail Slim S.[174]
- El Tren maglev de Wakanda es un tren maglev avanzado utilizado para el transporte público en Golden City, Wakanda, también en cuanto al transporte de vibranio dentro de las minas del Monte Bashenga. El tren se ha utilizado para comparar el afrofuturismo de Wakanda con la infraestructura de transporte en los Estados Unidos.[175]

#### Buques
- La Iliad es un portaaviones en la segunda temporada de Agents of S.H.I.E.L.D. operado por Robert Gonzales y su facción de S.H.I.E.L.D. como su cuartel general. Habiendo sobrevivido al levantamiento de HYDRA, Gonzales y su facción se vieron a sí mismos como el verdadero S.H.I.E.L.D. hasta que el equipo de Phil Coulson se ganó su confianza después de los eventos de Avengers: Age of Ultron, lo que provocó que las dos facciones se fusionaran. La Iliad fue más tarde el escenario de una batalla entre S.H.I.E.L.D. y Jiaying, quienes buscaban inducir la terragénesis en todos los Inhumanos. Durante la batalla, el Quinjet que transportaba los cristales necesarios fue expulsado de la nave y cayó al océano, donde los cristales se esparcirían por todo el ecosistema del océano.
- El Lemurian Star es un barco propiedad de S.H.I.E.L.D. y se utiliza para lanzar satélites del Proyecto Insight. Durante la sublevación de Hydra, el barco es secuestrado por un grupo de piratas liderados por Georges Batroc y bajo el empleo de Nick Fury, hasta que un equipo de S.T.R.I.K.E. llega para retomar el barco. La Capitana Carter replica la misión en una realidad alternativa antes de ser reclutada para los Guardianes del Multiverso por el Vigilante, descubriendo más tarde a la armadura Hydra Stomper con alguien dentro.[176] Las escenas ambientadas en el barco en Captain America: The Winter Soldier fueron filmadas en el Sea Launch Commander atracado en Long Beach, California.[177]

### Trajes
- El Traje de Ant-Man (basado en el traje de Marvel Comics del mismo nombre) permite al usuario cambiar de tamaño manteniendo la fuerza, como así como comunicarse con las hormigas y controlarlas. Fue diseñado por Hank Pym y utilizado durante S.H.I.E.L.D. hasta que las Partículas Pym comenzaron a tener un efecto en él, y luego son robadas por Scott Lang, quien se convierte en el próximo Ant-Man. Double Negative e Industrial Light & Magic (ILM) trabajaron en el efecto de encogimiento de Ant-Man en la primera película, que muestra la contorno de su cuerpo como en los cómics.[178]

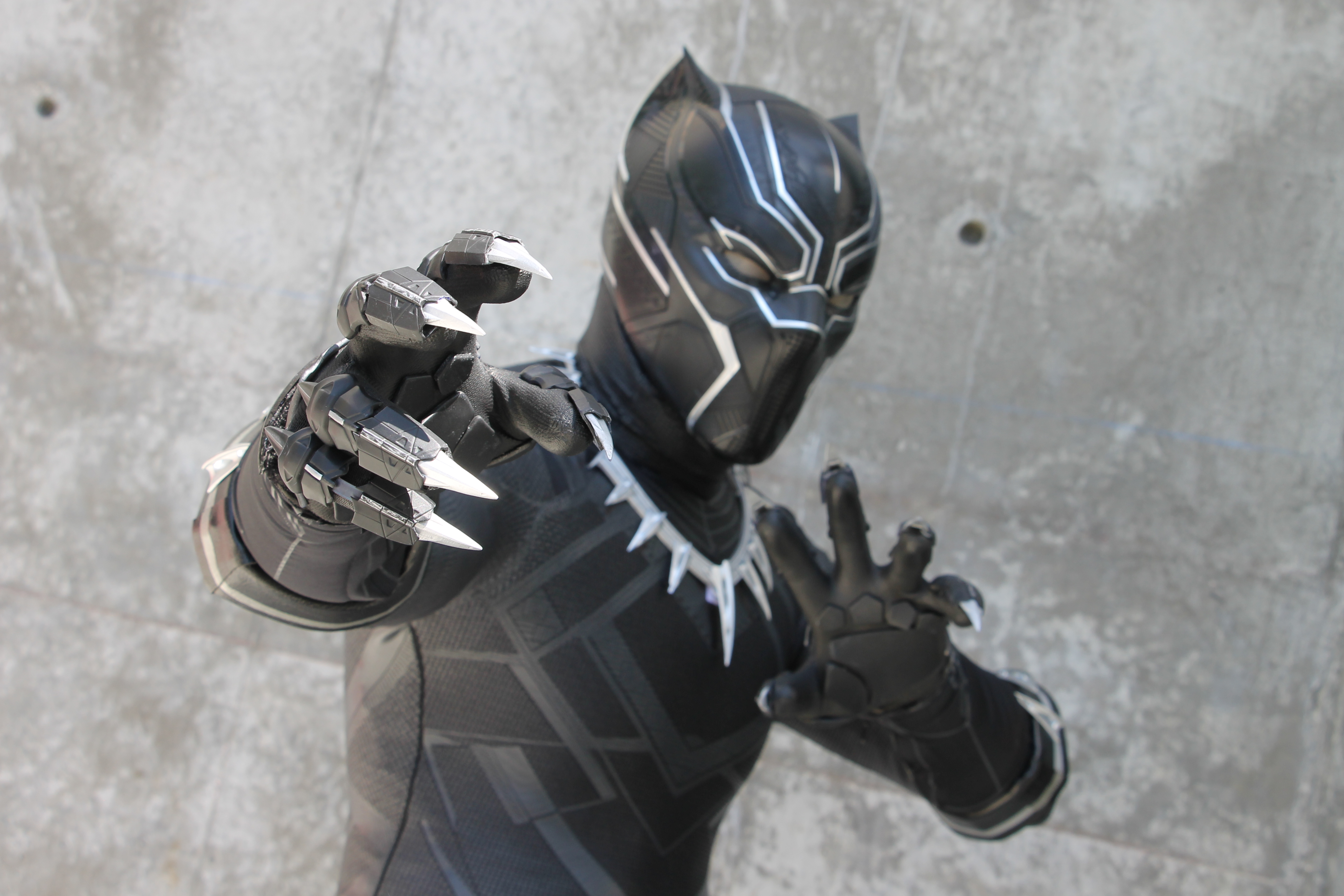
Un cosplay del traje de Pantera Negra en FanimeCon 2018

- El Traje de Pantera Negra  es un traje protector nanotecnológico tejido de Vibranio que usa el Rey de Wakanda en sus deberes como Pantera Negra. El traje presenta garras retráctiles hechas de vibranio y es casi impenetrable. Versiones del traje han sido usadas por T'Chaka, T'Challa, N'Jadaka, y Shuri. El segundo traje de T'Challa también se puede reducir a un collar y absorber energía para una futura redistribución. El traje es una combinación de traje práctico y efectos visuales, presentando un tejido de malla de vibranio similar a cota de malla.[179] La diseñadora de vestuario de Captain America: Civil War, Judianna Makovsky calificó el disfraz de Pantera Negra como "difícil" ya que "necesitabas una especie de cuerpo felino, pero es duro y práctico al mismo tiempo. Necesitabas una sensación de algún tipo de etnicidad allí, pero de un mundo [Wakanda] que realmente no estábamos creando todavía, así que no querías ir demasiado lejos y decir demasiado sobre ese mundo".[180]
- El Uniforme del Capitán América (basado en el traje de Marvel Comics del mismo nombre) es el traje que usan los portadores del manto del Capitán América mientras en misiones.
  - El primer uniforme, usado por Steve Rogers, es un traje de tela del USO basado en su traje original de los cómics, junto con un escudo con forma de calefactor. Al escuchar que la unidad de Bucky Barnes estaba desaparecida en acción, modifica su uniforme USO para la misión de rescate, vistiendo una chaqueta de combate y pantalones sobre el disfraz y poniéndose un casco azul de una corista del OSU. Howard Stark más tarde diseña un uniforme de combate hecho de polímero de carbono, con bolsas de cuero y una funda, una máscara sin alas y un vibranio redondo y un escudo de vibranio redondo. Después de ser descongelado, usa un disfraz diseñado por S.H.I.E.L.D. que se parece a su uniforme del USO. Durante su tiempo con S.T.R.I.K.E., usa un nuevo uniforme diseñado para misiones sigilosas que tiene un tono de azul más oscuro. Más tarde regresa a una variante de su traje de la Segunda Guerra Mundial, tomado de una exhibición en la exhibición del Capitán América en el Smithsonian. Tony Stark más tarde crea un nuevo uniforme para Rogers, que incorpora guanteletes magnéticos, lo que le permite recuperar su escudo. Una versión ligeramente diferente de este traje se usa durante la Guerra Civil de los Vengadores. Durante su exilio, el traje se modifica para eliminar la estrella y el logo de los Vengadores. Está equipado con escudos de Wakanda en sus brazos antes de la Batalla de Wakanda. Después de que los Vengadores se reúnen, usa otro uniforme nuevo.
  - Cuando John Walker recibe el manto del Capitán América, utiliza un diseño completamente nuevo, basado en el de los cómics: el uniforme es azul, con reflejos rojos y franjas en el pecho, e incluye guantes rojos sin dedos. En lugar del logo de los Vengadores, tiene la bandera de los Estados Unidos en los brazos y una estrella estilizada en la máscara y el pecho. También lleva una pistola y una versión del escudo del Capitán América que Steve Rogers le dio a Sam Wilson. Después de que le despojan del título, construye un nuevo escudo y tiñe su uniforme de negro, convirtiéndose en el "U.S. Agent".
  - Sam Wilson luce una nueva versión del uniforme como el nuevo Capitán América, incorporando su nuevas alas de vibranio.[181] Esta versión, un regalo de Wakanda, se apega mucho a la versión que usa en los cómics, siendo el color principal el blanco. El diseño de la estrella se extiende por todo el pecho y se asemeja al logo de la Fuerza Aérea de los Estados Unidos. La máscara blanca incorpora las gafas rojas de Wilson y se extiende desde los hombros hasta justo encima de las orejas.

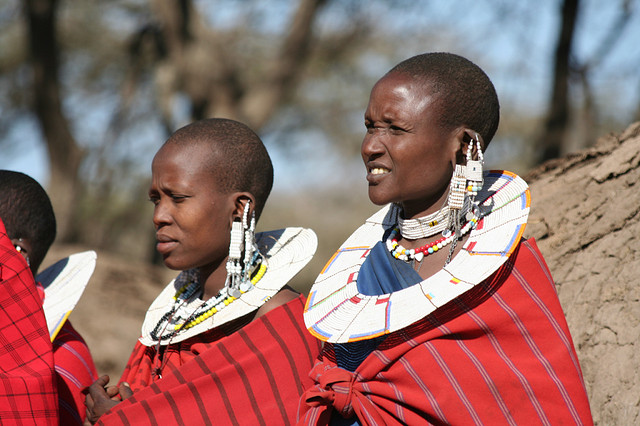
El pueblo masai de Kenia inspiró aproximadamente el 80% del diseño de Dora Milaje, las fuerzas especiales exclusivamente femeninas de Wakanda.

- El uniforme de las Dora Milaje es el uniforme usado por la Dora Milaje de Wakanda. Se compone de un traje, un arnés, una armadura de vibranio para los hombros, anillos para el cuello, botas hasta las rodillas y una capa para la cintura. Se usan anillos de plata en el cuello y los brazos (con la excepción de Okoye, cuyos anillos son de oro para denotar su estatus como general). El diseño del uniforme se inspiró parcialmente en trajes tribales filipinos, así como en influencias africanas.[183] La diseñadora de vestuario de Black Panther, Ruth E. Carter quería evitar el aspecto de "chicas en trajes de baño", y en su lugar hizo que las Dora Milaje usara una armadura completa que prácticamente necesitaría para la batalla.[184] Anthony Francisco, el Ilustrador sénior de desarrollo visual, señaló que los disfraces de las Dora Milaje se basaban en un 80 por ciento en el pueblo masai, cinco por ciento en samurais, cinco por ciento en ninja y cinco por ciento en Pueblo Ifugao de Filipinas.[182]
- El EXO-7 Falcon es un arnés alado creado por las Fuerzas Armadas de los Estados Unidos para la Guardia Nacional Aérea. Es utilizado por los ex pararrescatadores, Sam Wilson y Riley, el último de los cuales fue asesinado durante una misión. Luego, Sam dejó el servicio activo y se unió a los Vengadores después de ayudar a Steve Rogers y a Natasha Romanoff durante la sublevación de Hydra. El traje cuenta con alas retráctiles y un par de metralletas Steyr SPP plegables. Más tarde, Tony Stark crea un nuevo conjunto de alas retráctiles a prueba de balas, que contiene un drón, así como misiles y una metralleta montada en la muñeca. Durante una batalla con John Walker, el traje queda gravemente dañado sin posibilidad de reparación, y Sam lo deja con Joaquin Torres.
- La Armadura de Iron Man (basada en el traje de Marvel Comics del mismo nombre) es un conjunto de trajes blindados creados por Tony Stark para combatir amenazas. La mayoría sigue el mismo esquema de color rojo y dorado y contiene funciones similares. Stark finalmente crearía hasta 85 armaduras, 34 de las cuales son parte de la "Legión de Hierro original". Muchos de sus primeros trajes eran muy móviles y versátiles, con la capacidad de transformarse o almacenarse en varios objetos, incluida una maleta (Mark V), una cápsula cilíndrica (Mark VII) y piezas desmontables (Mark XLII). Finalmente, comenzando con la armadura Mark L, Stark es capaz de almacenar su armadura en forma de nanobots en su Reactor Arc, que podía fluir sobre su cuerpo, ensamblasandóse según comandos cibernéticos, lo que le permitiría a Stark crear infinitas combinaciones y nuevas armas para manifestarse a partir de la armadura.
  - La Armadura Hulkbuster (basada en el traje de Marvel Comics del mismo nombre) es un complemento modular de la armadura normal de Tony Stark. Desarrollado por Stark y Bruce Banner, su propósito es contener a Hulk y minimizar el daño causado por él. La armadura de primera generación (la armadura Iron Man Mark XLIV) está controlada remotamente por un módulo de servicio móvil llamado Veronica (llamado así por el personaje de Archie Comics, Veronica Lodge)[185] y se utiliza para contener a Hulk luego de un ataque cometido por él en Johannesburgo, Sudáfrica. En 2018, se ve a Banner usando una versión mejorada de la armadura (la armadura Iron Man Mark XLVIII), que usa durante la Batalla de Wakanda y el asesinato de Thanos.
  - La armadura Hydra Stomper es una armadura construida por Howard Stark para Steve Rogers durante la Segunda Guerra Mundial como la Hydra Stomper en una realidad alternativa en la que Peggy Carter se convierte en Capitana Carter.[186] Desarrollado por el Teseracto, los escritores de What If...? originalmente nombraron a la armadura "Hydra Smasher" antes de que Kevin Feige sugiriera el cambio de nombre.[187]
  - La Legión de Hierro (basado en el elemento de Marvel Comics del mismo nombre) son dos conjuntos separados de armaduras construidas por Tony Stark. La primera es un conjunto de armaduras especializadas (las armaduras Mark VIII-XLI) construidas debido a su insomnio para diversas situaciones que podría encontrar, que usa contra A.I.M. Eventualmente los destruye debido a la fricción que causan entre él y Pepper. El segundo conjunto es una serie de drones construidos por Stark para ayudar a los Vengadores, que luego son controlados por Ultron (Ultron (Universo cinematográfico de Marvel)) y destruidos en la batalla con los Vengadores.
  - La armadura de Iron Monger (basada en el traje de Marvel Comics del mismo nombre) es un traje blindado similar al Armadura de Iron Man. Después de que Obadiah Stane obtiene la armadura Mark I rescatada de Stark de los Diez Anillos, le aplica ingeniería inversa para crear un traje aún más poderoso con armas adicionales, como una minigun en el brazo derecho. El traje está impulsado por el Reactor Arc personal de Stark, lo que obliga a Stark a usar un reemplazo para alimentar su propio traje, aunque logra derrotar a Stane.
  - La armadura Iron Spider (basada en el traje de Marvel Comics, Araña de Hierro), también conocida como Artículo 17A (en inglés: Item 17A), es un traje blindado de nanotecnología creado por Tony Stark para que Peter Parker lo use como Vengador. El traje cuenta con cuatro patas mecánicas que se pueden desplegar desde la parte posterior del traje, lo que permite una mayor movilidad y habilidades de escalada, así como lanza-telarañas. Después de su pelea con el Buitre, Stark le ofrece a Parker el traje y la membresía de los Vengadores, pero Parker rechaza ambos. Dos años más tarde, Stark lo usa para rescatar a Parker después de que se cae del Nave-Q de Ebony Maw, y Parker lo usa durante el Batalla de Titán, la Batalla de la Tierra, y un evento de caridad local. El traje fue luego confiscado por el Departamento de Control de Daños, pero Parker finalmente lo recuperó y lo usó para encontrar a un administrador del MIT, y más tarde para luchar contra Otto Octavius. Para la primera aparición del traje al final de Spider-Man: Homecoming, Framestore creó modelos y texturas en anticipación a futuros proyectos de MCU, mientras que Trixter creó la bóveda "limpia y de alta tecnología". en el que aparece el traje.[7]
  - La armadura Rescue[1] (basada en el traje de Marvel Comics del mismo nombre), también conocida como la armadura de Iron Man Mark XLIX,[188] es un traje blindado de nanotecnología creado por Tony Stark para su esposa, Pepper Potts. Presenta un esquema de color azul y plateado, y muchas de las mismas habilidades que la armadura de Iron Man. Potts lo usa en la Batalla de la Tierra contra Thanos y sus fuerzas.[189]
  - La Armadura de Máquina de Guerra (basada en el traje de Marvel Comics del mismo nombre) es una armadura poderosa desarrollada originalmente por Tony Stark como la armadura de Iron Man Mark II antes de que sea confiscada por James Rhodes y mejorada por Justin Hammer con ametralladoras en las muñecas, una minigun en el hombro derecho y un lanzagranadas en el izquierdo, armas que luego resultaron ineficaces. Más tarde, Stark elimina las modificaciones y reconstruye el traje él mismo utilizando su propia tecnología superior. A este traje mejorado se le da brevemente un esquema de color rojo, blanco y azul y el gobierno de los Estados Unidos le cambia el nombre a Iron Patriot. Más tarde se cambia de nuevo al esquema de color gris y se actualiza nuevamente, pero se incapacita accidentalmente por Vision en pleno vuelo durante la Guerra Civil de los Vengadores, causando que Rhodes se estrelle y quedar paralizado. Para la Guerra Civil de los Vengadores, Rhodes se pone un nuevo traje parecido a la armadura Iron Patriot original, con múltiples armas avanzadas como lanzacohetes.
- El traje de Spider-Man (basado en el traje de Marvel Comics del mismo nombre) es un traje usado por Peter Parker mientras lucha contra el crimen como el vigilante conocido como Spider-Man. Su primer traje, un sencillo disfraz hecho en casa, consistía en una sudadera con capucha roja, pantalones azules, una camisa azul, una máscara roja con gafas negras y disparadores de telarañas caseros. Después de que Tony Stark lo recluta durante la Guerra Civil de los Vengadores, le dan un traje nuevo, más avanzado, con un diseño más moderno y estilizado, una IA incorporada, gafas mejoradas, un dron remoto, una interfaz holográfica, un paracaídas, un dispositivo de seguimiento, un calentador, una bolsa de aire y lanzadores web más avanzados.[190] Joe Russo describió este traje como "un traje un poco más tradicional, influenciado por Steve Ditko",[191] mientras que el coproductor de Spider-Man: Homecoming, Eric Hauserman Carroll, señaló que Marvel incluyó intencionalmente muchas características "divertidas y extravagantes" de los cómics en el traje.[190] Deja de usar este traje durante Infinity War, en su lugar usa la armadura Araña de Hierro, que ofrece más protección y habilidades. En un esfuerzo por ocultar la identidad de Spider-Man, Talos (disfrazado de Nick Fury) hace que una costurera le haga a Peter un nuevo traje sigiloso en Europa, más tarde apodado el traje "Mono Nocturno" (en inglés: Night Monkey) por Ned Leeds. Esta versión es completamente de color negro, con la capucha compuesta por una máscara negra y gafas abatibles. Después de que un director de prisión roba el traje, Peter se construye uno nuevo usando la tecnología del difunto Stark, que usa durante su batalla contra Mysterio en Londres. Tras la llegada de múltiples villanos de realidades alternativas debido al error de Stephen Strange de un hechizo destinado a borrar el conocimiento del mundo sobre su identidad como Spider-Man, Parker lucha contra un desplazado Otto Octavius, quien daña la armadura Araña de Hierro y obliga a Parker a usar al revés su traje rojo y negro desfigurado; Después de que Octavius se cura, le devuelve a Parker la nanotecnología que sus tentáculos habían absorbido, embelleciéndola y convirtiéndola en un traje más avanzado. Más tarde, después de que Strange borra el conocimiento del mundo sobre la existencia de Parker, volviendo a ocultar su identidad secreta como Spider-Man, Parker una vez más se pone un traje rojo y azul nuevo cosido con materiales caseros en su apartamento.[192] Trixter proporcionó efectos visuales para el traje de Stark y el dron araña en Spider-Man: Homecoming, y también aplicó un sistema de aparejos, músculos y tela al traje casero de Sony Pictures Imageworks para "imitar la apariencia de el traje de entrenamiento bastante holgado".[7]
- La Armadura de Thanos es una armadura usada por Thanos durante su época como señor de la guerra. Consta de casco, coraza, grebas, cuisses, guanteletes y botas de metal. Él descarta la armadura después de su ataque al Statesman, y la usa como espantapájaros después de completar su misión y retirarse al Jardín. Una versión alternativa de Thanos de 2014 usa la armadura durante la Batalla de la Tierra, durante la cual la armadura es gravemente dañada por Wanda Maximoff. Tony Stark finalmente destruye la armadura. Gamora mata a Thanos en una realidad alternativa antes de apoderarse de su armadura y espada.[193]
- Los Trajes del Tiempo (en inglés: Time Suits),[194] también conocidos como los Trajes Tecnológicos Avanzados (en inglés: Advanced Tech Suits)[195] o Trajes Cuánticos (en inglés: Quantum Suits),[196][197] son una variación del traje de Ant-Man, lo que permite a los Vengadores reducirse a un tamaño microscópico y viajar en el tiempo a través del Reino Cuántico. Son utilizados por los Vengadores y Guardianes de la Galaxia sobrevivientes. Los trajes representados en Avengers: Endgame fueron creaciones completamente digitales y fueron diseñados por el jefe de desarrollo visual de Marvel Studios, Ryan Meinerding como una combinación de Ant-Man, Iron-Man y las tecnologías de los Guardianes.[198]

### Armas
- La prótesis de brazo de Bucky Barnes (basado en el objeto de Marvel Comics del mismo nombre) es una prótesis de metal que se lleva en el brazo izquierdo por prótesis de brazo de Bucky Barnes. El brazo original es creado por Hydra después de que Barnes se cayera de un tren durante la Segunda Guerra Mundial, y contiene una estrella roja en el hombro. En 2016, el brazo original es destruido por Tony Stark durante la Guerra Civil de los Vengadores. En 2018, un nuevo brazo de Vibranio es creado por Shuri y contiene un mecanismo de seguridad que lo remueve. En 2025, le roban el brazo y se lo dan a Rocket. Los efectos visuales para el brazo fueron completados por Luma Pictures en Captain America: Civil War.[199]

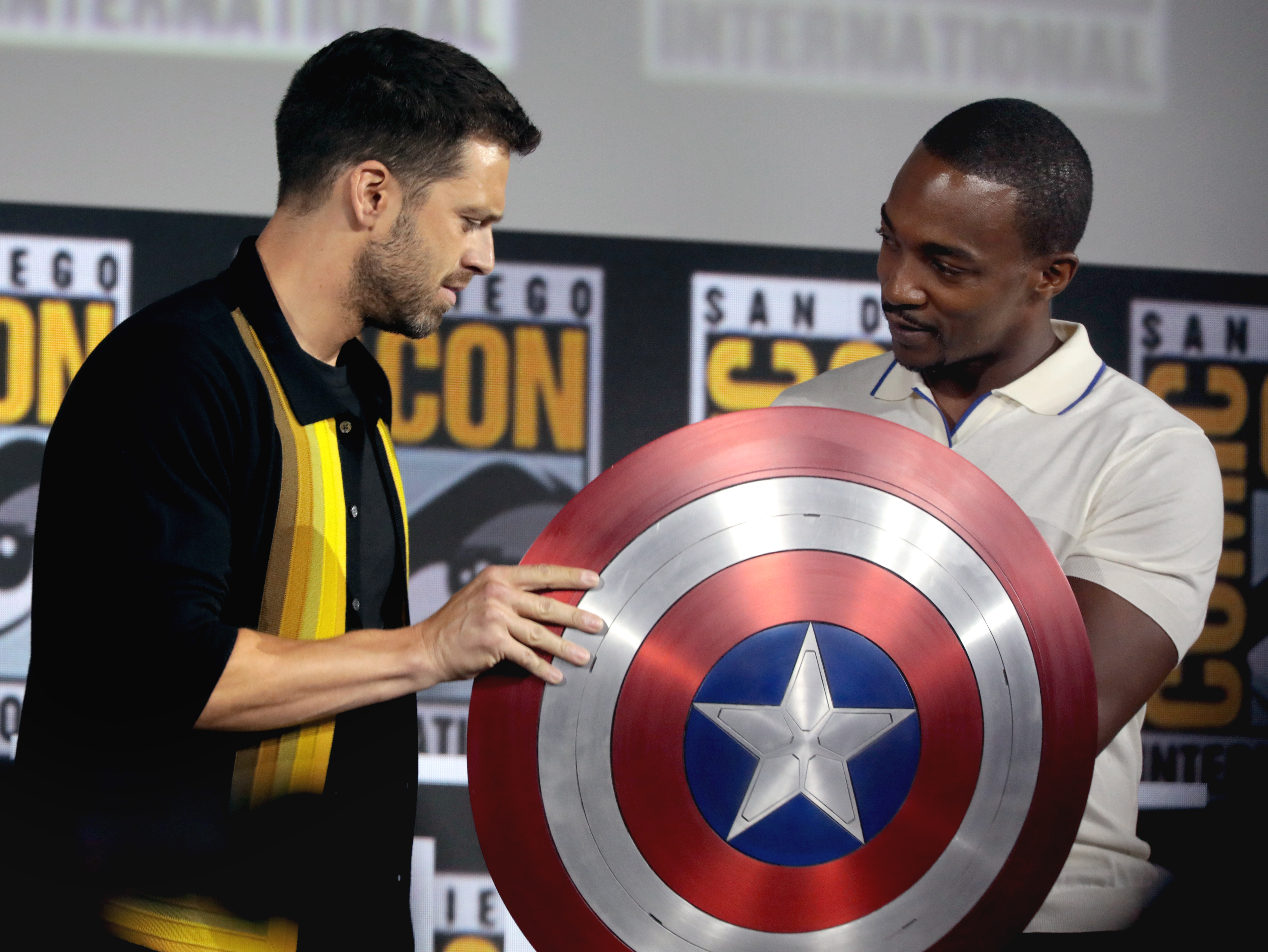
El escudo, como se muestra en el MCU, está sostenido por Anthony Mackie y Sebastian Stan, quienes interpretan a Sam Wilson y Bucky Barnes respectivamente, en la Convención Internacional de Cómics de San Diego de 2019

- El Escudo del Capitán América (basado en el objeto de Marvel Comics del mismo nombre) es un arma hecha de vibranio utilizada por los portadores del manto de Capitán América, incluidos Steve Rogers, John Walker, y Sam Wilson. Es creado por Howard Stark y entregado a Rogers durante la Segunda Guerra Mundial. El escudo se destruye durante la Batalla de la Tierra. Después del retiro de Rogers, Wilson le da una versión alternativa del escudo al Smithsonian, pero el gobierno se lo pasa a John Walker, quien lo usa para asesinar a un Flag Smasher. Después de que le despojen de su título de Capitán América, John Walker crea un nuevo escudo casero a partir de chatarra y su Medalla de Honor, que luego abandona en la ciudad de Nueva York.[200] El escudo es visto como un símbolo de la fuerza y el legado del Capitán América.[201] Una réplica del escudo también aparece en Iron Man y Iron Man 2, que el director Jon Favreau incluyó porque sintió que era importante incluir referencias internas para los fanáticos de los cómics.[202]
- Armas Chitauri fueron las armas principales utilizadas por los Chitauri durante la Batalla de Nueva York. Muchas de estas armas fueron abandonadas en la Tierra y rescatadas por varios humanos en un intento de aplicarles ingeniería inversa.
- El Destructor (basado en el objeto de Marvel Comics del mismo nombre) es un autómata usado por Odin para detener amenazas como los Gigantes de Hielo.[203] Loki luego lo usa para atacar a Thor en la Tierra antes de que Thor recupere sus poderes y mate al Destructor.[204][205] Más tarde, partes de él fueron reensambladas por S.H.I.E.L.D. en un prototipo de arma que luego fue utilizada por Phil Coulson en la película The Avengers y la serie de ABC, Agents of S.H.I.E.L.D..[206] En una de las primeras versiones del guion de Thor: Ragnarok, Hela derrota fácilmente al Destructor, pero esta idea fue abandonada.[204]
- Extremis (basado en el objeto de Marvel Comics del mismo nombre) es una forma de manipulación genética desarrollada por Maya Hansen. Le da a la persona un factor de curación avanzado, lo que significa que puede regenerarse de lesiones, deformidades y traumatismos psicológicos, así como la capacidad de generar fuego. Aldrich Killian lo usa para curar su físico débil y curar a veteranos de guerra heridos como Eric Savin y Ellen Brandt. Más tarde, Extremis es parte del Suero Ciempiés y HYDRA descubre cómo estabilizarlo usando las plaquetas sanguíneas anormales del pirocinético Chan Ho Yin. El rebelde Skrull, Gravik usa Extremis como parte de su programa Super-Skrull, y lo usa en sí mismo, mientras se cura a sí mismo después de ser apuñalado en la mano por Talos y se cura rápidamente de haber recibido varios disparos de Nick Fury, incluso de que le volaran parte de la cara. G'iah también lo usa en secreto mientras trabaja de incógnito en la organización de Gravik, lo que le permite sobrevivir al intento de Gravik de matarla cuando se expone a G'iah como espía. Durante la batalla final entre los dos Super-Skrulls, Extremis cura repetidamente sus heridas hasta que G'iah inflige una herida fatal que ni siquiera Extremis puede curar usando los poderes de Capitana Marvel.
- Gungnir (basado en el objeto mitológico nórdico del mismo nombre) era la lanza de Odín, capaz de canalizar la Fuerza de Odín. También ha sido utilizado por Loki y Thor. La lanza fue presumiblemente destruida durante el Ragnarök.
- Los Hammer Drones eran drones humanoides controlados remotamente diseñados por Ivan Vanko y encargado por Justin Hammer después de sus intentos fallidos anteriores de recrear la Armadura de Iron Man. Fueron diseñados para ser utilizados por varias ramas del ejército, y Hammer esperaba que reemplazaran a Iron Man. Sin embargo, Vanko toma secretamente el control de los drones y los usa para causar estragos en la Stark Expo, aunque finalmente son derrotados por Tony Stark y James Rhodes, y destruidos por Vanko.
- El Arco y carcaj de Hawkeye son un par de herramientas utilizadas por Clint Barton que sirven como sus armas principales. El arco es un arco recurvo plegable, mientras que el carcaj está mecanizado, capaz de almacenar y desplegar sus flechas trucadas características. Después de el Blip, cambia su arco por una katana que usa para asesinar a criminales como los japoneses Yakuza.
- Hofund (basado en el objeto mitológico nórdico del mismo nombre), también conocida como la Espada del Bifröst, es una espada mágica utilizada por Heimdall (y, durante su exilio, Skurge) que es capaz de canalizar el Bifrost. También sirvió como llave para activar el Bifröst. Heimdall lo utiliza por última vez para transportar a Hulk a la Tierra antes de que sea asesinado por Thanos, y presumiblemente fue destruido junto con el Statesman.

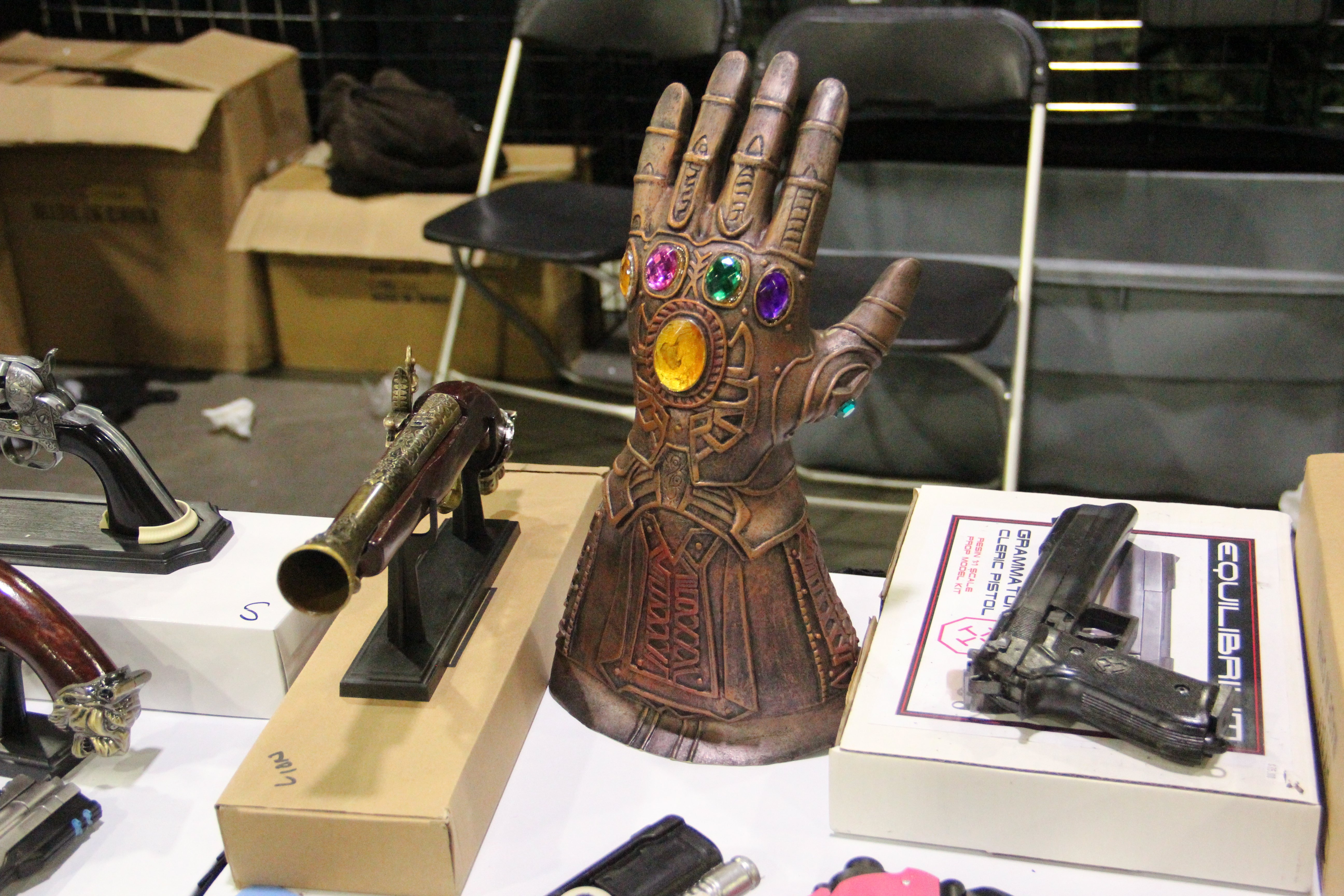
Un modelo del Guantelete del Infinito en la Comic-Con de Atlanta en 2018

- El Guantelete del Infinito (basado en el objeto de Marvel Comics del mismo nombre) es un zurdo. guantelete de metal propiedad de Thanos y forjado a partir de uru por Eitri y los enanos de Nidavellir. Es capaz de aprovechar el poder de las seis Gemas del Infinito a la vez, haciendo así que el usuario pueda hacer cualquier cosa en su imaginación. Odín también guarda una réplica del Guantelete en su bóveda en Asgard, que apareció originalmente en Thor como un «easter egg» antes de que Marvel Studios se diera cuenta de que no podía ser el real y formulara una teoría interna de que el guante era falso, lo que llevó a una escena en Thor: Ragnarok donde Hela lo declara falso.[207]
- El Jericho es un misil guiado experimental desarrollado por Stark Industries para las Fuerzas Armadas de los Estados Unidos que puede separarse en 16 misiles más pequeños cuando se lanza. En una demostración del arma en Afganistán, el convoy de Tony Stark es emboscado y es capturado por los Diez Anillos, quienes lo obligan a construir el misil para ellos. Sin embargo, Stark construye en secreto la primera Armadura de Iron Man y escapa.
- El Cetro de Loki, también conocido como Cetro Chitauri[2] o simplemente como Cetro, es un arma blanca con un mango extensible que Thanos le regaló a Loki. Tiene una gema azul en la parte superior que contiene la Gema de la Mente, lo que le permite a Loki lavar el cerebro y controlar la mente a otros tocándolos con ella. Después de la Batalla de Nueva York, es tomada por agentes de Hydra disfrazados de agentes del equipo S.T.R.I.K.E. y utilizado por Strucker y el Dr. List para desbloquear y amplificar Wanda y las habilidades de Pietro Maximoff. Más tarde es recapturado por los Vengadores y utilizado por Tony Stark y Bruce Banner para crear a Ultrón. Ultrón luego lo usa para lavarle el cerebro a Helen Cho, quien a su vez crea a Visión, con la gema incrustada en su frente. Durante el Atraco al Tiempo, Steve Rogers usa su conocimiento del futuro para obtener el Cetro del equipo S.T.R.I.K.E. antes de usarlo para lavarle el cerebro a una versión alternativa de sí mismo.

 de 2019

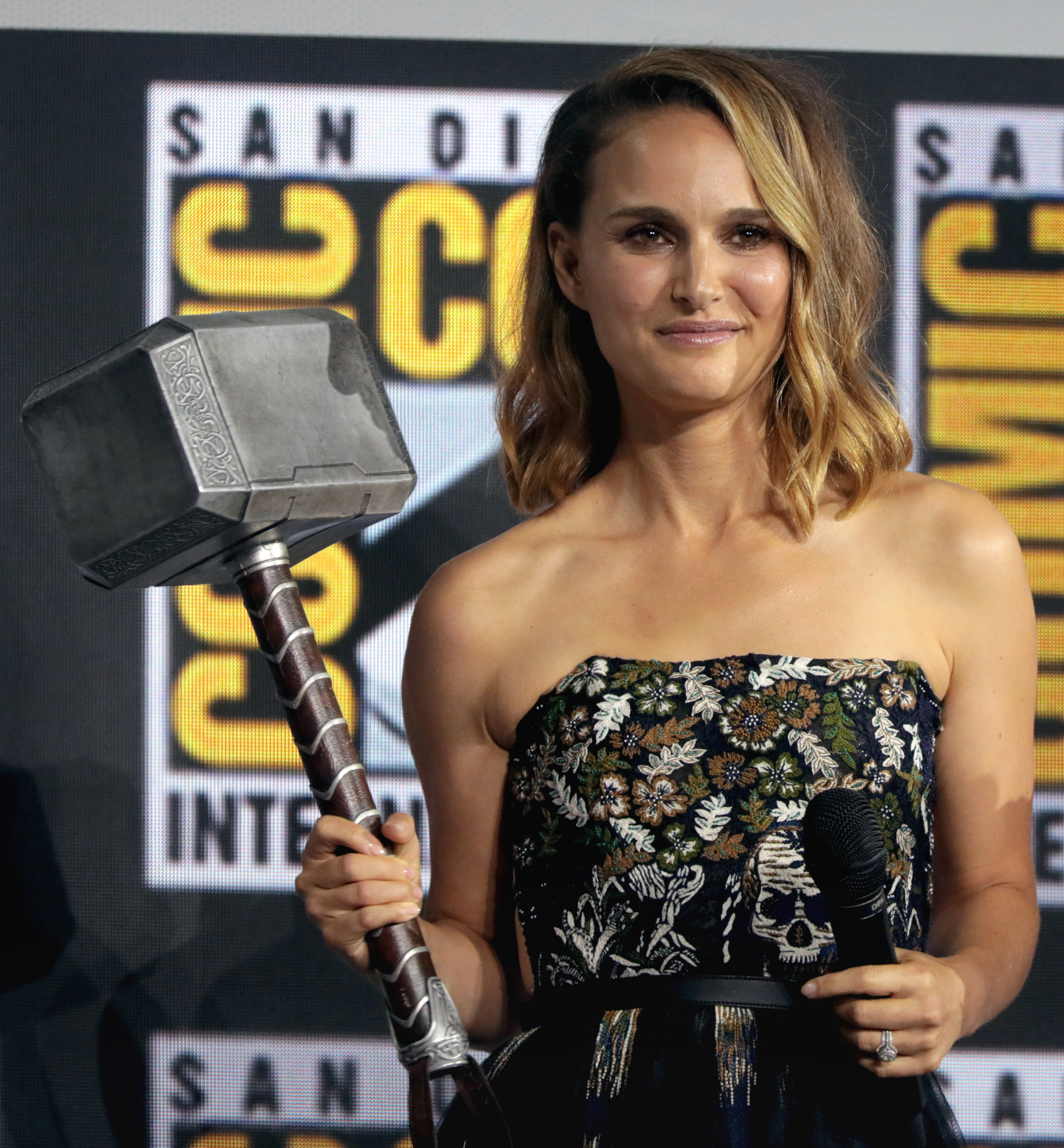
Mjölnir, como se muestra en el Universo cinematográfico de Marvel, sostenido por Natalie Portman, quien interpreta a Jane Foster, en la Convención Internacional de Cómics de San Diego

- El Mjölnir (basado en el objeto de Marvel Comics del mismo nombre) es un martillo encantado propiedad de Thor (y anteriormente, Hela) y hecho de uru por los Enanos de Nidavellir que es capaz de controlar un rayo y permite al usuario volar si se gira rápidamente y se suelta con suficiente potencia. Antes de que Thor sea desterrado a la Tierra, Odin encanta el martillo para que sólo aquellos considerados "dignos" puedan empuñarlo y recibir el poder de Thor, que incluyen a Vision y Steve Rogers. Thor adquiere una versión alternativa del martillo durante el Atraco al Tiempo, y luego Rogers la devuelve a su línea de tiempo original. El martillo también lo usa Jane Foster cuando se convierte en «Mighty Thor» en Thor: Love and Thunder.
- El Nano Guantelete,[208] También conocido como el Guantelete de Hierro[209] o el Guantelete de Poder,[210] es un guante de metal para diestros creado por Tony Stark, Bruce Banner y Rocket utilizando la nanotecnología Stark. Fue diseñado para aprovechar el poder de las Gemas del Infinito similar al Guantelete del Infinito y creado para revertir el Blip. Después de que los Vengadores recuperan versiones alternativas de las seis Gemas del Infinito durante el Atraco al Tiempo, Hulk las usa para chasquear los dedos y resucitar las vidas de la mitad del Universo antes de que llegue una versión alternativa de Thanos de 2014 e intente adquirir el Guantelete para sí mismo. Durante la posterior Batalla de la Tierra, el guantelete pasa entre varios individuos antes de terminar en manos de Thanos, pero Tony Stark retira las Gemas en secreto, quien chasquea los dedos y desintegra a Thanos y su ejército.
- Un Velo Fotostático,[211] también conocida como nano máscara[212] es un dispositivo utilizado por agentes de S.H.I.E.L.D. para hacerse pasar por otros. Diseñada por un graduado de la Universidad de Berkeley llamado Selwyn, la máscara es capaz de imitar la apariencia y la voz de una persona para crear un disfraz. Ha sido utilizado por Natasha Romanoff, Sunil Bakshi, Kara Palamas, Melina Vostokoff, Sharon Carter,[213] y Nick Fury.[211]
- Las Necroespadas (en inglés: Necroswords) (basado en el objeto de Marvel Comics del mismo nombre) eran espadas de obsidiana generadas y manejadas por la diosa asgardiana de la muerte, Hela, impulsadas con la necroenergía que transforma a partir del poder que extrae de Asgard. En Thor: Love and Thunder,  la necrospada, es un arma poderosa empuñada por el Señor de las Sombras Oscuras y más tarde por Gorr el Carnicero de Dioses. Gorr obtuvo la espada del fallecido Señor de las Sombras Oscuras y la usó para matar a su primer dios.
- Los Blásters Quad son las armas principales de Peter Quill. Los blásters tienen dos gatillos separados que controlan dos cañones separados, que se disparan con los dedos índice y medio. El cañón inferior de cada arma dispara disparos eléctricos no letales, mientras que el cañón superior dispara disparos de plasma letales. El utilero, Russell Bobbitt creó dos juegos de blásters para Guardianes de la Galaxia Vol. 2, que contenía cartuchos bláster extraíbles.[214]
- Las Cargas de Reseteo son artilugios utilizados por la «Time Variance Authority» (TVA)[nota 5] para "podar" líneas de tiempo alternativas, borrándolas de la existencia para preservar la Sagrada Línea de Tiempo. Michael Waldron, el guionista principal de Loki, dijo que los cargos usan magia "o tal vez algo un poco más técnico", y que la audiencia está "un poco a oscuras sobre lo que está sucediendo exactamente con estas cargas de reseteo".[215] Más tarde son utilizados por Sylvie para "bombardear" la Sagrada Línea de Tiempo.[216][217][218]
- El Guantelete de Shocker es un arma mecánica originalmente propiedad de Brock Rumlow y estafada por Steve Rogers en Lagos. El guante luego es recuperado por el Departamento de Control de Daños y robado por Adrian Toomes. Phineas Mason modifica el guante antes de pasárselo a Jackson Brice, quien usa el guante mientras se hace llamar "Shocker". Después de que Brice se desintegra, es utilizado por Herman Schultz hasta su derrota a manos de Spider-Man. Los efectos visuales para el guante fueron proporcionados por Trixter en Spider-Man: Homecoming.[7]
- Los Guanteletes de Shuri son un par de guantelete de vibranio diseñados y utilizados por Shuri. Con la forma de la cabeza de una pantera, emiten una poderosa explosión sónica capaz de someter a una pantera negra. Finalmente son destruidos por Killmonger. Después de la muerte de Killmonger a manos de su hermano, T'Challa, Shuri diseña un segundo par que usa durante la Batalla de Wakanda y la Batalla de la Tierra.
- La Rompetormentas (en inglés: Stormbreaker) (basado en el objeto de Marvel Comics del mismo nombre) es un gran Hacha de batalla hecha de uru y forjada por Thor y el rey enano Eitri. El arma, destinada a ser la más poderosa del arsenal del rey asgardiano, tiene poderes similares a Mjölnir y también es capaz de convocar al Bifröst. A diferencia de Mjölnir, la Rompetormentas no tiene ningún encantamiento de valor, lo que permite que cualquiera lo empuñe. Thor casi muere al intentar crearlo, pero antes de que se complete, por lo que Groot se corta el brazo para terminar apresuradamente la Rompetormentas y luego Thor se cura a sí mismo con la Rompetormentas completa. Luego, Thor lo usa para derrotar a los Outriders en Wakanda, atacar a Thanos, matarlo en el Jardín y durante la Batalla de la Tierra.[219]
- Los Diez Anillos (basados en los Anillos del Mandarín de Marvel Comics) son un conjunto de diez anillos de hierro místicos utilizados por  Wenwu y Shang-Chi,[220] que proporcionan el homónimo y el emblema de la organización criminal del mismo nombre.[221] Los Anillos otorgan a su usuario mayor fuerza y longevidad, emiten ráfagas de energía conmovedoras y pueden controlarse telepáticamente como proyectiles y zarcillos.[220] La apariencia del aura proyectada por los anillos varía según el usuario, con Wenwu que se asemeja a un violento rayo azul y las elegantes llamas anaranjadas de Shang-Chi para reflejar sus distintas personalidades.[222][143] De acuerdo al productor de Shang-Chi and the Legend of the Ten Rings, Jonathan Schwartz, los Anillos pasaron de usarse en los dedos como anillos como en los cómics a usarse en las muñecas debido a su impracticabilidad y similitud con las Gemas del Infinito.[223] El director, Destin Daniel Cretton también señaló que se creó más material sobre los Anillos, pero se retuvo intencionalmente para que puedan explorarse en proyectos futuros,[224] mientras que la escena de mitad de créditos de la película fue escrita para dejar ambiguos los orígenes de los Anillos para que puedan ser explorados en el futuro.[225] Los efectos visuales para los Anillos fueron proporcionados por Weta Digital en Shang-Chi, quien originalmente le dio a los Anillos diferentes colores para cada funcionalidad;[226] el artista conceptual de Marvel Studios, Jerad S. Marantz, también consideró hacer que los anillos sean verdes.[227] Los Diez Anillos se integraron más tarde al Universo Marvel principal.[228]
- La Espada de Doble Filo de Thanos[1] es una gran espada de doble filo utilizada por una versión alternativa de Thanos de 2014 durante la Batalla de la Tierra. Thanos lo usa para romper el Escudo del Capitán América y la Furgoneta de Luis antes de que Wanda Maximoff lo destruya usando sus poderes telequinéticos. El diseño de la espada se basó en un helicóptero utilizado por Thanos en los cómics,[229] un «easter egg» que el creador de Thanos, Jim Starlin criticó.[230][231] Gamora mata a Thanos en una realidad alternativa antes de apoderarse de su armadura y espada.[193]
- Los Bastones del Tiempo (en inglés: Time Sticks)[232] son bastones utilizados por los Minuteros de la Time Variance Authority (TVA) para "podar" variantes. Ravonna Renslayer, una ex cazadora de la TVA, también empuña un bastón, que usa contra Loki y Sylvie. Al diseñar el efecto de poda para Loki, el proveedor de efectos visuales FuseFX buscó diferenciarlo de el Blip, inspirándose en la serie documental, Cosmos: A Spacetime Odyssey.[233]
- Los Centinelas de Ultrón (en inglés: Ultron Sentries), también conocidos como Sub-Ultrones, son un gran ejército de robots que actuaron como extensiones de Ultrón. Fueron creados por Ultron usando recursos de la Base de investigación de Hydra en Sokovia y fueron controlados directamente por él, actuando así como su ejército personal. Finalmente fueron destruidos por los Vengadores durante la Batalla de Sokovia.
- La prótesis de brazo de Ulysses Klaue es una prótesis de brazo usada por Ulysses Klaue después de que Ultrón le cortara el brazo. En realidad, es una herramienta wakandiana modificada utilizada para extraer vibranio, funcionaba como un cañón sónico, capaz de disparar ráfagas de alta energía lo suficientemente poderosas como para destruir un automóvil y someter temporalmente a una Pantera Negra. El cañón sónico podría retraerse y ocultarse dentro de la prótesis cuando no esté en uso. Más tarde fue destruido por T'Challa durante un enfrentamiento en Busan, Corea.
- Los Lanza-telarañas (en inglés: Web-shooters) (basados en el objeto de Marvel Comics del mismo nombre) son un par de guanteletes electromecánicos desarrollados por Peter Parker por su uso como el luchador contra el crimen conocido como Spider-Man. Son capaces de disparar correas sintéticas almacenadas en pequeños cartuchos en los guanteletes. Tony Stark actualiza la primera versión de los lanza-telarañas, que fueron hechos en casa por Parker, antes de la Guerra Civil de los Vengadores. Esta versión tiene una variedad de escenarios diferentes, una capacidad que se mostró por primera vez en la escena de mitad de créditos de Captain America: Civil War. Esto fue comparado por el coproductor de Spider-Man: Homecoming, Eric Hauserman Carroll, con una cámara DSLR.[40] Los efectos visuales para las correas sintéticas fueron proporcionados por Digital Domain  y Sony Pictures Imageworks en Spider-Man: Homecoming, quienes basaron el diseño en el cabello de oso polar debido a su naturaleza translúcida así como a su diseño en  Civil War y películas anteriores de Spider-Man.[234] La Araña de Hierro también cuenta con sus propias Lanza-telarañas, que son más ágiles y tecnológicamente avanzadas. Después de la muerte de Stark, Peter usa su tecnología para crear un nuevo par después de que los viejos sean destruidos.
- La Mordedura de Black Widow (basada en el objeto de Marvel Comics del mismo nombre) es un arma de electroshock utilizada por Natasha Romanoff en combate. Creado por S.H.I.E.L.D., emite potentes descargas eléctricas desde dos guanteletes que se llevan en las muñecas. Más tarde, Tony Stark crea una versión más poderosa para ella, lo que hace que los ribetes de su traje se iluminen y brillen. Romanoff lo ha utilizado para desactivar momentáneamente el brazo de metal del Soldado del Invierno y el Pantera Negra, también. para atacar a otras Viudas Negras en la Habitación Roja.
- La Flecha Yaka (basada en el objeto de Marvel Comics del mismo nombre) es una flecha sensible al sonido propiedad de Yondu Udonta. Hecho de metal Yaka por los centaurios, está controlado por una aleta roja que Yondu lleva en la cabeza combinada con su silbido, y se lleva en una funda en su cinturón cuando no está en uso. Su uso de la flecha es extremadamente hábil, lo que le permite controlar con precisión su dirección y velocidad, matando a múltiples seres en segundos. Después de la muerte de Yondu, Kraglin adquiere la flecha y una nueva aleta cibernética, pero lucha por controlar su flecha debido a su falta de experiencia.

### Artefactos
- La Bloodstone (en español: Piedra de Sangre) es una piedra roja propiedad de la familia Bloodstone, empuñada por primera vez por Ulysses Bloodstone. Tras la muerte de Ulysses, su viuda Verussa organiza una competición entre cazadores de monstruos para determinar su nuevo portador.[235][236] Verussa usa la Bloodstone para forzar a Jack Russell a adoptar su forma de hombre lobo, quien la mata, y la piedra se queda con la hija separada de Verussa y Ulysses, Elsa.[237] La Bloodstone es el único objeto con color durante la mayor parte de Werewolf by Night, y otorga a su portador mayor fuerza y longevidad.[238]
- El Libro de Cagliostro es un antiguo libro de hechizos alojado en la biblioteca privada de Ancestral en Kamar-Taj. El libro se centra en la magia oscura, lo que hace que muchos estudiantes que estudiaron el libro se pierdan. Kaecilius arranca páginas del libro para permitirle realizar un ritual para contactar a Dormammu y extraer energía de la Dimensión Oscura, extendiendo su vida para siempre. Stephen Strange también estudia el libro y aprende a usar el Ojo de Agamotto.
- El Cofre de los Antiguos Inviernos (basado en el objeto de Marvel Comics del mismo nombre) es una reliquia que pertenece y es utilizada por los Gigantes de Hielo. Al abrirse proyecta un viento gélido que congela todo a su paso, y puede hundir un planeta entero en una era de hielo. El ataúd es capturado en 965 d. C. por los asgardianos, quienes lo almacenaron en la Bóveda de Odín. Más de un milenio después, los Gigantes de Hielo atacan Asgard, buscando recuperar el Cofre, pero una vez más son derrotados. Es de suponer que fue destruido durante el Ragnarök.
- La Capa de Levitación (en inglés: Cloak of Levitation) (basada en el objeto de Marvel Comics del mismo nombre) es una reliquia mágica que permite a su usuario levitar. Se encuentra entre las reliquias propiedad de los Maestros de las Artes Místicas almacenadas en el Sanctum de Nueva York. "Elige" a Stephen Strange como su maestro durante una pelea con Kaecilius. Tiene una conciencia propia y es capaz de moverse de forma independiente y defender a Strange contra amenazas. Es utilizado por Strange durante la Batalla de Titán y la Batalla de la Tierra. Durante la batalla con los villanos desplazados por el universo, la Capa salva la vida de Ned Leeds, aparentemente por voluntad propia, cuando se cae de la Estatua de la Libertad. Los efectos visuales del artefacto fueron proporcionados por Framestore en Doctor Strange.[122]
- Las Bandas Carmesíes de Cyttorak (en inglés: Crimson Bands of  Cyttorak) (basadas en el personaje de Marvel Comics del mismo nombre) es una reliquia mágica de madera que se encuentra en el Santuario de Nueva York. Cuando se lanza contra un oponente, lo inmoviliza y le ata las manos a la espalda, como Stephen Strange lo usa con Kaecilius en "Doctor Strange". Una segunda versión, más fiel a los cómics, se manifiesta durante la pelea de Strange con Thanos, un hechizo que aparece como bandas rojas. Los efectos visuales para la versión original fueron proporcionados por Framestore en Doctor Strange.[122]
- El Darkhold (basado en el objeto de Marvel Comics del mismo nombre), también conocido como el Libro de los Condenados es un grimorio mágico que corrompe al lector. El libro, que contiene hechizos escritos por el demonio Chthon en el monte Wundagore, pasó por muchas manos antes de llegar a Agatha Harkness, quien lo usó para determinar que Wanda Maximoff es la Bruja Escarlata. Después de derrotar a Harkness, Maximoff toma el libro para estudiarlo mientras está escondida, sin saber los males del libro, y se corrompe. Después de escapar de la corrupción, destruye Wundagore y todas las copias del Darkhold en todo el multiverso. El Libro de Vishanti o Libro de los Vishanti sirve como la antítesis del Darkhold. La aparición del Darkhold en WandaVision fue propuesta por la coproductora ejecutiva, Mary Livanos, quien sintió que aumentaría el nivel de peligro que representaba Harkness para Maximoff.[239] Una iteración visualmente distinta del libro aparece en la serie de ABC, Agents of S.H.I.E.L.D. y la serie de Hulu, Runaways, en la que es utilizado por Holden Radcliffe y Aida antes de que Robbie Reyes lo lleve a la Dimensión Oscura, con Morgan le Fay luego trayéndolo de regreso a la Tierra.[240] Si bien esto no había sido discutido por los escritores de WandaVision,[241] el director Matt Shakman declaró que cree que son el mismo libro.[242] El Darkhold fue diseñado por el equipo de utilería de Doctor Strange in the Multiverse of Madness para WandaVision,[243] y los efectos visuales fueron creados por Luma Pictures.[244]
- La Macchina di Kadavus (en español: Máquina de Kadavas),[245] también conocido como La Caja,[246] es una reliquia que pertenece y es utilizada por los Maestros de las Artes Místicas para contener hechizos potencialmente peligrosos. En 2024, Stephen Strange lo utiliza para contener las runas corruptas de Kof-Kol, antes de que sea destruido por Norman Osborn con una bomba calabaza, liberando el hechizo y creando fisuras en el multiverso.
- Los Anillos de Honda (en inglés: Sling Rings) son pequeños artefactos místicos de dos anillos utilizados por los Maestros de las Artes Místicas para teletransportarse entre diferentes ubicaciones a través de un portal interdimensional.[247] El anillo de honda también es usado y usado por Ned Leeds y Cassandra Nova.

### Gemas del Infinito
- La Gema de la Mente, originalmente alojada en el cetro de Loki y más tarde en la frente de Vision, es la Gema del Infinito que controlaba la aspecto de la mente. Otorga al usuario la capacidad de controlar mentes y dar sensibilidad a los seres, así como para proyectar ráfagas de energía. En 2015, Tony Stark y Bruce Banner lo usan para aprender a crear Ultrón, quien luego fusiona la Gema con Visión. La exposición a la Gema de la Mente también otorgó a Pietro Maximoff una velocidad sobrehumana y amplificó las habilidades mágicas innatas de Wanda. Su conexión con la Gema también le permite crear un simulacro de Visión y dos hijos, Billy y Tommy.
- La Gema del Poder, originalmente alojada en el Orbe y más tarde en la Cosmi-Rod de Ronan el Acusador, es la Piedra Infinita que controlaba el aspecto del poder. Otorga al usuario fuerza y durabilidad sobrehumanas, y es capaz de dominar a Carol Danvers.
- La Gema de la Realidad, originalmente en la forma de Éter (basada en el elemento clásico del mismo nombre), Era la Piedra del Infinito que controlaba el aspecto de la realidad. Aparece por primera vez en un estado fluido y otorga al usuario la capacidad de cambiar la realidad, crear ilusiones, succionar la fuerza vital de los mortales, alterar las leyes de la física y repeler cualquier amenaza que detecte.
- La Gema del Alma, originalmente ubicada en el planeta Vormir, es la Piedra del Infinito que controlaba el aspecto del alma. Otorga al usuario la capacidad de manipular almas vivientes y también contiene una dimensión de bolsillo llamada Mundo del Alma. Únicamente, tiene un guardia sobre su ubicación, el Guardián de la Gema, que los guía a través del ritual necesario para obtenerlo: "un alma por alma", a través de un sacrificio.
- La Gema del Espacio, originalmente alojada en el Teseracto (basado en el Cubo Cósmico de Marvel Comics),[248] es la Gema del Infinito que controlaba el aspecto del espacio. Otorga al usuario la capacidad de abrir agujeros de gusano y viajar entre lugares instantáneamente, y ha sido utilizado por Johann Schmidt, Loki, y Thanos. La energía generada por la Gema también es utilizada por los asgardianos para reparar el Puente Bifröst, Hydra y S.H.I.E.L.D. para impulsar armas, y el Proyecto Pegasus para desarrollar motores a la velocidad de la luz.
- La Gema del Tiempo, originalmente alojada en el Ojo de Agamotto (basado en el objeto de Marvel Comics del mismo nombre), es la Gema del Infinito que controlaba el aspecto del tiempo. Otorga al usuario la capacidad de manipular el tiempo y prever posibles futuros. Ha sido utilizado por Stephen Strange (Stephen Strange), Ancestral y Thanos.

### Criaturas
- El Abilisko es una criatura interdimensional con tentáculos que se alimenta de Baterías Anulax, la fuente de energía de la amalgama planetaria Soberano. En 2014, la gente de Soberano contrata a los Guardianes de la Galaxia para matar a la bestia, y la criatura muere cuando Gamora usa su espada para abrirlo.[249] En 2026, se revela que los Abiliskos fueron creados por el Alto Evolucionador. Se ven cuando Mantis, Nebula y Drax son arrojados a una bóveda  con ellos. Mantis los calma y los adopta, llevándolos con ella en su viaje de autodescubrimiento. Según el escritor principal, A.C. Bradley, el monstruo con tentáculos visto en el primer y cuarto episodios de What If...? se inspiró en el Abilisk.[250]
- Alioth (basado en la criatura de Marvel Comics del mismo nombre) es una entidad parecida a una nube que consume materia y que reside en el Vacío y puede devorar universos. Alioth fue creado durante la primera Guerra Multiversal y fue utilizado y convertido en arma por la variante de Kang, «He Who Remains»[nota 4], para poner fin a la guerra. Posteriormente, Alioth recibió la tarea de proteger la Ciudadela al Final del Tiempo.[251][252] El artista de desarrollo visual de Loki, Alexander Mandradjiev se inspiró en la película de anime Princess Mononoke (1997) al diseñar Alioth.[253]
- Loki Lagarto (en inglés: Alligator Loki) es una variante reptiliana de Loki que toma la forma de un caimán.[254] Fue podado por la «Time Variance Authority» (TVA)[nota 5] y desterrado al Vacío. El personaje fue incluido en Loki "porque es verde", según el escritor principal Michael Waldron, y se usó un caimán de peluche durante el rodaje para permitir a los actores interactuar con él.[255]
- Ant-thony, originalmente con el nombre en código #247, es una hormiga carpintera utilizada por Hank Pym  para espiar a Scott Lang. Lang finalmente se hace amigo de la hormiga y la usa para volar, pero es asesinada por  Darren Cross.[256] Según Deborah Gordon, bióloga de la Universidad de Stanford, la representación de Ant-thony (que es mujer) en Ant-Man es inexacta, ya que las hormigas reinas sólo vuelan cuando están a punto de reproducirse.[257]
- Blurp (con la voz de Dee Bradley Baker) es un F'saki peludo y la mascota de Adam Warlock. Él apareció en Guardians of the Galaxy Vol. 3.
- El Morador en la Oscuridad o Morador de la Oscuridad (en inglés: Dweller-in-Darkness) (basado en la criatura de Marvel Comics, Habitante en la Oscuridad) es un demonio devorador de almas mantenido encarcelado durante miles de años por la gente de Ta Lo quien se hace pasar por la difunta esposa de Wenwu, Ying Li, manipulándolo para que use los Diez Anillos para liberarlo.[258] El Morador mata a Wenwu al ser liberado, pero es derrotado por Shang-Chi. Los efectos visuales de la criatura fueron proporcionados por Weta Digital en Shang-Chi y la leyenda de los Diez Anillos, que complementó su apariencia alada, con tentáculos y sin ojos con una mandíbula y lengua grandes. Weta también se inspiró en una variedad de referencias para cada parte de su cuerpo, incluidos cangrejos y cuernos para su armadura, una mezcla de roca porosa, rinocerontes y elefantes para su piel y obsidiana para sus dientes.[222]
- Fenris (basado en la criatura de Marvel Comics del mismo nombre) es un lobo de 23 pies de altura propiedad de Hela, quien lo resucita usando la Llama Eterna luego de su liberación de Hel.[259][260] Ella carga contra Heimdall, preparándose para luchar contra él, pero es atacada por Hulk, quien finalmente la arroja fuera de Asgard y al espacio. Los efectos visuales de la criatura en Thor: Ragnarok fueron proporcionados por Framestore, que utilizó ángulos de cámara y encuadres ajustados para comunicar su enorme tamaño.[108]
- Gargantos (basado en Shuma-Gorath de Marvel Comics)[261] es un ser interdimensional parecido a un pulpo enviado por Wanda Maximoff para perseguir a America Chavez con el objetivo de robarle la capacidad de viajar por el multiverso. Gargantos y Shuma-Gorath son dos criaturas diferentes en los cómics, y la película Doctor Strange in the Multiverse of Madness se refiere a la criatura como Gargantos porque los derechos del nombre Shuma-Gorath son propiedad de Heroic Signatures.[262] Su ojo fue modelado a partir del de Olsen para presagiar su papel como antagonista de la película.[263]
- La Gran Protectora es un dragona de agua que actúa como guardián de Ta Lo. Hace miles de años, la Gran Protectora y el pueblo de Ta Lo sellaron el Morador en la Oscuridad dentro de la Puerta Oscura. Cuando el Morador escapa de su sello, la Gran Protectora lo derrota con la ayuda de Shang-Chi, Katy y Xialing. La Gran Protectora puede otorgar su poder a las personas, dándoles la capacidad de manipular el viento; y sus escamas se pueden transformar en armas y armaduras que sean efectivas contra las fuerzas del Morador. Para la producción de Shang-Chi y la leyenda de los diez anillos se construyó una réplica de tamaño natural de la cabeza del dragón, a la que Weta Digital añadió efectos visuales digitalmente.[264] Weta también basó los ojos de la dragona en los de Fala Chen, quien interpreta a Ying Li en la película,[265] e hizo referencia a serpientes marinas y anguilas al diseñar sus movimientos de vuelo.[222]
- Goose (basado en Chewie de Marvel Comics) es una Flerken y la mascota de Mar-Vell durante su estancia en la Tierra. En la década de 1990, es encontrada por Carol Danvers en la Centro común de la Misión de Energía Oscura y adoptada por Nick Fury. Con la capacidad de desplegar largos tentáculos desde el interior de su boca y almacenar objetos en su estómago, ella sola elimina un escuadrón de soldados Kree y ciega el ojo izquierdo de Fury con un rasguño. En 2018, Goose sobrevivió a el Blip y quedó bajo el cuidado de Danvers. En 2026, durante el equipo de Danvers con Monica Rambeau y Kamala Khan, Goose es supervisada por los agentes de S.A.B.E.R. y comienza a criar huevos de Flerken alrededor de la estación, dando a luz a numerosas crías que eventualmente ayudan evacuar a los agentes cuando la estación de S.A.B.E.R. comienza a colapsar. Ella fue introducida en Capitana Marvel y regresó en The Marvels. Se vieron fotografías suyas dibujadas a mano en Ms. Marvel y fue mencionada en el archivo de Fury en Invasión secreta. Una versión alternativa de Goose también aparece en el episodio de la serie animada What If...?, «What If... Peter Quill Attacked Earth's Mightiest Heroes?».
- Lucky, también conocido como Lucky the Pizza Dog (en español: Lucky el Perro pizzero) (basado en la criatura de Marvel Comics, Lucky the Pizza Dog) es el perro mascota de Kate Bishop. En diciembre de 2024, Bishop lo rescató en la ciudad de Nueva York y lo adopta. Luego se quedó con ella y Clint Barton durante unos días hasta que todos se mudaron a la casa de Barton en Iowa. Kate Bishop se mudó a un nuevo departamento en la ciudad de Nueva York y se llevó a Lucky con ella. Una noche, Lucky fue testigo de cómo Kamala Khan irrumpía en el lugar mientras Bishop estaba fuera. Cuando Bishop regresó, le dio a Lucky un trozo de pizza, que él comió felizmente mientras Khan se presentaba a Bishop.[266] Fue presentado en Hawkeye,[267][268] y reapareció en The Marvels.[266]

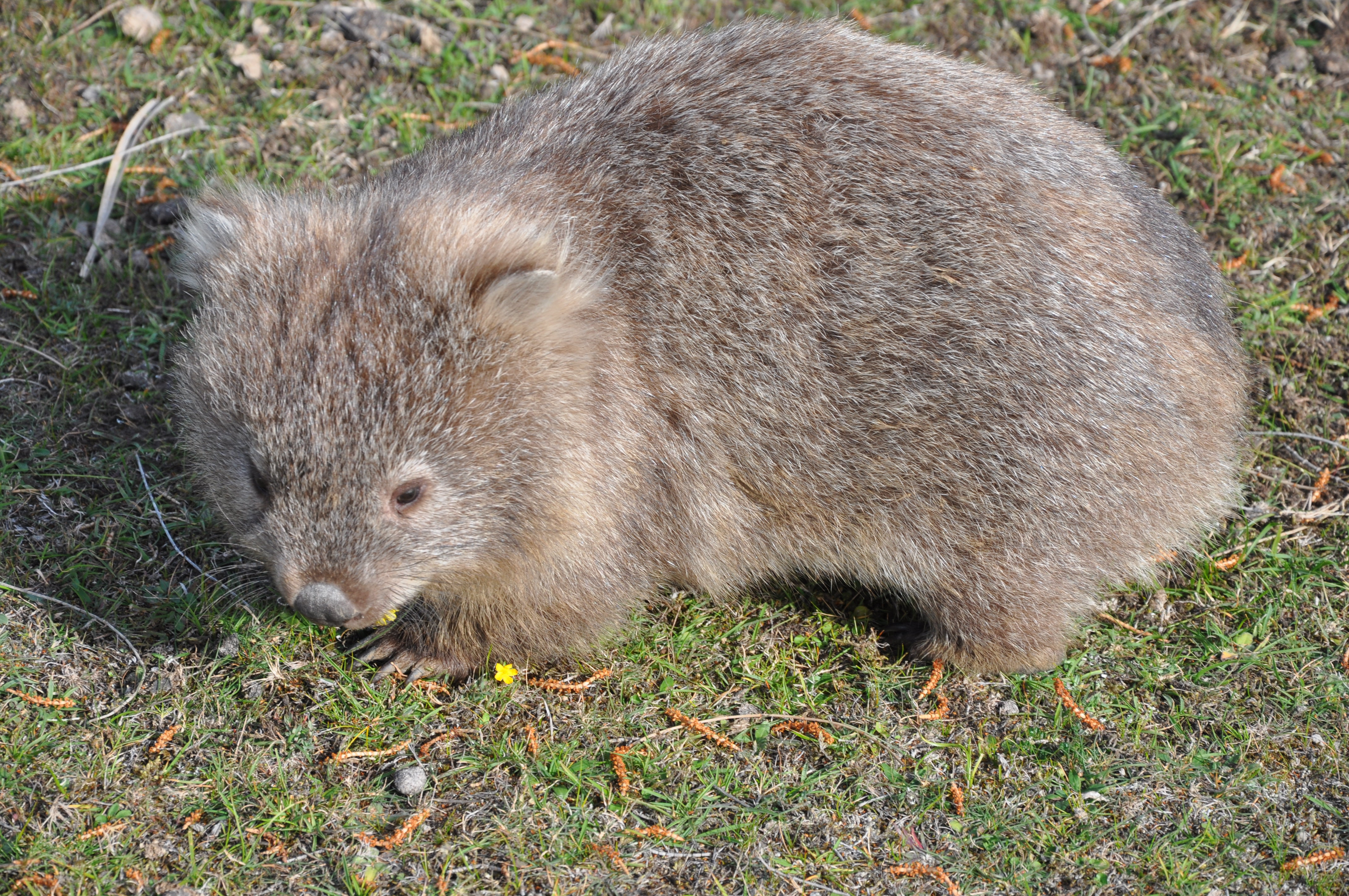
Trixter buscaron inspiración en los wombats al diseñar la apariencia de Morris.

- Morris (con la voz de Dee Baker)[269] es un hundun de seis patas y sin rostro que se hace amigo de Trevor Slattery durante su encarcelamiento por los Diez Anillos.[270] Más tarde, Morris escapa con Slattery, Shang-Chi, Katy y Xialing y los lleva a su casa, Ta Lo. La criatura se inspiró en el dachshund de 15 años del mismo nombre del director de Shang-Chi, Destin Daniel Cretton, y en el set se usó un cojín de pantalla verde durante el rodaje; a los creativos de la película les resultó difícil hacer que Morris fuera lindo debido a que no tenía ojos ni rostro para transmitir emociones, lo que los llevó a confiar en su pelaje, plumas y voz.[271][143] Los efectos visuales de la criatura fueron proporcionados por Trixter en Shang-Chi, quienes buscaron inspiración en los wombats y cachorros.[143][222]
- Señor Scratchy (en español: Señor Rasguños o Señor Rasguños) (basado en Ebony y Nicholas Scratch de Marvel Comics) es el conejo de Agatha Harkness que también actúa como su familiar. En un primer borrador de «The Series Finale», el conejo se habría transformado en un demonio de manera similar a American Werewolf in London (1981) antes de conducir a una secuencia de persecución al estilo The Goonies (1985).[272]
- Throg (con la voz de Chris Hemsworth y basado en el personaje de Marvel Comics del mismo nombre)[147][273] es una variante de Thor que se convierte en rana en un momento de su vida. Poco después de que esto ocurriera, la AVT lo detiene en un contenedor transparente y lo envía al Vacío.

### Magia
- La Magia Asgardiana es un tipo de magia que practican los hechiceros asgardianos como Loki, Frigga, Sylvie, Odin, Thor y Heimdall. Esta forma de magia tiene muchos colores, siendo la magia de Loki y Sylvie de un verde brillante y la de Thor basada en relámpagos.
  - La Fuerza de Odín (en inglés: Odinforce) (basada en la energía de Marvel Comics del mismo nombre) es una poderosa energía mística utilizada por Odín en su calidad de Rey de Asgard. Es la fuente de poder de su lanza, Gungnir, también transmitida a través de los Reyes de Asgard, y es la fuente de poder y arma del Destructor. Se repone periódicamente entrando en el Sueño de Odín (en inglés: Odinsleep), un estado que deja al usuario vulnerable. Las partes del Destructor discapacitado se ensamblan posteriormente en un prototipo de arma.
- Magia del caos (en inglés: Chaos magic) es una forma de magia extremadamente poderosa y rara que le da al usuario la capacidad de alterar la realidad, ejercida por Wanda Maximoff, convirtiéndola así en la Bruja Escarlata, un ser que alguna vez se pensó que era mítico. El color primario de esta forma de magia es el rojo mezclado con tonos blancos y negros.
- Magia oscura (en inglés: Dark magic) es un tipo de magia que aprovecha las energías de la Dimensión Oscura, practicada por Agatha Harkness, Morgan la Fey, Nico Minoru, Kaecilius y sus fanáticos, y Ancestral. En el caso del grupo de Nico y Kaecilius, el uso de esta forma de magia sin protección es corrosivo y esta última forma un vínculo directo con Dormammu. Los asgardianos como Odín y Heimdall pueden usarlo. Una versión más oscura de Stephen Strange apodada Doctor Strange Supremo" también practica magia oscura. El color de esta forma de magia es rojo o morado.
- Magia Eldritch,[274] a menudo denominadas artes místicas, es un tipo de magia que practican los Maestros de las Artes Místicas en la Tierra (incluidos Stephen Strange, Wong, Karl Mordo, Kaecilius, Ancestral, y Jonathan Pangborn) así como Krugarr. Es una magia a base de luz que produce chispas y energía ardiente de color amarillo o naranja que desprende luz y calidez. Los efectos visuales para varios elementos mágicos en Doctor Strange (incluidos mandalas, runas, látigos, tallos, nenúfares y portales) fueron proporcionados por varios proveedores de efectos visuales, incluidos Industrial Light & Magic (ILM), Method Studios, Framestore, Lola VFX, Luma Pictures, Rise FX, Crafty Apes y SPOV.[122][275]

### Inteligencias artificiales
- E.D.I.T.H. (con la voz de Dawn Michelle King), que significa Even Dead, I'm The Hero, en español: Estando Difunto, Incluso soy Tu Héroe[nota 3] o Estando Difunto, Igualmente Tu Héroe[nota 2], es una inteligencia artificial avanzada de realidad aumentada con numerosas habilidades tácticas, de seguridad y de defensa creadas por Tony Stark e integradas en su par de gafas de sol. Después de su muerte, las gafas de sol se entregan a Peter Parker, dándole acceso a la IA, así como al gran arsenal de misiles y drones armados de Stark Industries.
- V.I.E.R.N.E.S. (en inglés: F.R.I.D.A.Y.) (con la voz de Kerry Condon y basado en el personaje de Marvel Comics del mismo nombre) es una interfaz de usuario en lenguaje natural creada por Tony Stark para operar su armadura, que sirve como reemplazo de J.A.R.V.I.S. después de que aparentemente es destruido por Ultrón.
- Griot (con la voz de Trevor Noah)[276][277] es la inteligencia artificial de Shuri. El nombre "Griot" es un término de África occidental para designar a un historiador o narrador.[278]
- J.A.R.V.I.S. (con la voz de Paul Bettany) es una compleja matriz de inteligencia artificial creada por Tony Stark y que lleva el nombre del mayordomo de su padre, Edwin Jarvis.[279] Stark lo utiliza para operar su tecnología, su mansión, Torre de los Vengadores, y su compañía.[280] Mientras que finalmente es destruido por Ultrón, su matriz operativa es cargada por Stark y Bruce Banner en un nuevo cuerpo, convirtiéndose en Visión.[281]Según la novelización de la primera película Iron Man, el acrónimo significa Just A Rather Very Intelligent System, que se traduciría como "Solo un sistema bastante inteligente".[282]
- Karen (con la voz de Jennifer Connelly), inicialmente llamada "Suit Lady", en español: "Señorita del traje"[nota 3] ó "Chica del traje"[nota 2], es el nombre dado por Peter Parker a la interfaz de usuario en lenguaje natural creada por Tony Stark e integrada en su segundo traje de Spider-Man.[283] Originalmente oculta hasta que Parker completó el Training Wheels Protocol en español: Protocolo Rueditas de Bici[nota 3] ó Protocolo Ruedines[nota 2], Karen es desbloqueada por Ned Leeds después de hackear el traje, y es destruida junto con el traje luego de un ataque de Mysterio en Europa. El coguionista de Spider-Man: Homecoming, Jonathan Goldstein se mostró inicialmente escéptico ante la idea, sintiendo que era demasiado similar a J.A.R.V.I.S. y V.I.E.R.N.E.S.[284]
- K.E.V.I.N. (con la voz no acreditada de Brian T. Delaney), que significa Knowledge Enhanced Visual Interconnectivity Nexus, en español: Kiosco de Enlace Visual Interconectado al Nexo[nota 3] ó Kit Electrónico Visual de Interconexión Narrativa[nota 2] es una inteligencia artificial avanzada que en She-Hulk: Attorney at Law se revela como el cerebro detrás de todas las decisiones argumentales del Universo cinematográfico de Marvel. She-Hulk tuvo que pasar por Marvel Studios: Assembled en la aplicación Disney+ para presentar una queja a K.E.V.I.N. sobre la confusa historia realizada en el episodio final de su programa. Se representa operando a través de un robot en una habitación segura dentro de Marvel Studios, donde se puede inspeccionar todo el Universo cinematográfico de Marvel simultáneamente. Los elementos del robot y la IA, incluido su nombre, hacen referencia al presidente de Marvel Studios, Kevin Feige, quien ayudó a la escritora principal del programa, Jessica Gao con el final de temporada del programa.[285]
- Mainframe (con la voz de Miley Cyrus y luego por Tara Strong y basado en el personaje de Marvel Comics del mismo nombre), es una inteligencia artificial y líder de su propia facción de Devastadores, así como miembro del equipo de  Stakar Ogord.
- Miss Minutes (con la voz de Tara Strong en Loki y por Shelby Young en What If...? – An Immersive Story)[286] es la creación de «He Who Remains»[nota 4]. Ella lo asiste siendo la mascota animada de la «Time Variance Authority» (TVA)[nota 5] y toma la apariencia de un reloj antropomórfico femenino con un "acento estadounidense sureño".[287][288] Su diseño se inspiró en El gato Félix así como en otros personajes de dibujos animados de principios del siglo XX, con la directora de la primera temporada de Loki, Kate Herron llamándola un "tipo de personaje Roger Rabbit".[289] Su vídeo informativo introductorio del episodio «Glorious Purpose» fue inspirado por Mr. ADN de Parque Jurásico, así como anuncios de servicio público de varias épocas.[290][291] Otras inspiraciones de animación incluyen el episodiop Magic Highway U.S.A., el cortometraje Your Safety First,[292] El maravilloso mundo de Disney,[293] trabajos por Ward Kimball y United Productions of America, así como Duck Dodgers in the 24½th Century.[294] Los diseños alternativos para el personaje creado durante la producción de Loki incluyen uno similar a Din Don (en inglés: Cogsworth) de La bella y la bestia.[295] En el episodio "For All Time. Always.", Miss Minutes revela que trabaja para «He Who Remains» en la Ciudadela al Final del Tiempo, con el escritor principal, Michael Waldron calificando su transición a ser malvada como "realmente aterradora".[296] Tras el lanzamiento de un póster con Miss Minutes en anticipación a la temporada, los comentaristas creyeron que el personaje sería especialmente popular entre los espectadores, lo que generó comparaciones con Grogu.[297][298] Hizo su debut en los cómics en una portada variante en diciembre de 2021,[299] y en la página de la serie de cómics limitada TVA en diciembre de 2024, siguiendo a la TVA del MCU interactuando con varias realidades de Marvel Comics después de los eventos de Deadpool & Wolverine.[300]
- La Inteligencia Suprema en inglés: Supreme Intelligence (interpretada por varios actores y basado en el personaje de Marvel Comics del mismo nombre) es una inteligencia artificial que es la gobernante de los Kree.[301][302] La Inteligencia Suprema toma la forma física del individuo más respetado por quien le habla cuando la persona está conectada a ella. Para Vers, toma la forma de la Dra. Wendy Lawson (interpretada por Annette Bening), aunque inicialmente, Vers no sabía quién era Lawson debido a su amnesia.[303] Una escena eliminada tenía a la Inteligencia Suprema asumiendo la forma de Yon-Rogg (interpretado por Jude Law) cuando lo castigaba, reflejando su ego.[304] En 1995, la Inteligencia Suprema envía a Vers en una misión a Torfa para extraer a un agente encubierto de Kree, pero la misión fracasa y Vers es capturado por una facción de Skrulls liderada por Talos. Después de que Vers recupera sus recuerdos y descubre su verdadera identidad, lucha contra la Inteligencia Suprema antes de derrotar a la Starforce.

### Elementos
- Adamantium (basado en el elemento de Marvel Comics del mismo nombre) es un elemento metálico increíblemente fuerte que se encuentra en los Celestiales y está presente como una aleación en el esqueleto de Wolverine, las katanas de Deadpool, las garras de X-23 y las uñas de Lady Deathstrike.
- Uru (basado en el elemento de Marvel Comics del mismo nombre) es un metal utilizado por las Enanos para forjar las armas Mjölnir y Rompetormentas, y el Guantelete del Infinito. Tiene propiedades mágicas. El metal se forja en los hornos de Nidavellir ya que es tan poderoso que sólo el calor de una estrella moribunda puede derretirlo.
- Vibranio (en inglés: Vibranium) (basado en el elemento de Marvel Comics del mismo nombre) es un metal utilizado para crear el escudo del Capitán América, el traje de Pantera Negra, Visión, el traje del Capitán América de Sam Wilson y el brazo cibernético del Soldado del Invierno. Proviene de la colisión de un meteorito con la Tierra y se considera el metal más fuerte del mundo, más fuerte que el acero y un tercio del peso.[305] Los habitantes de Wakanda originalmente lo ocultaron durante años y, por lo tanto, se volvió raro y extremadamente costoso, lo que permitió a los contrabandistas de vibranio como Ulysses Klaue ganar miles de millones de dólares. También se ha demostrado que el vibranio es a prueba de balas para la mayoría de las balas de alto calibre.[305] También absorbe el sonido, la vibración y la energía cinética, y puede desviar explosiones de alta energía.[306] Su fuente principal es el Monte Bashenga en Wakanda, pero eventualmente se revela que al menos algunos otros meteoritos trajeron vibranio en pequeñas cantidades a otras partes del mundo.

### Proyectos e iniciativas
- La Iniciativa Vengadores (en inglés: Avengers Initiative), originalmente conocida como Iniciativa Protectores (en inglés: Protector Initiative), es la iniciativa para reunir a un grupo de superhéroes de diversos orígenes, descritos como "un grupo de gente notable", en los Vengadores, para proteger la Tierra de diversas amenazas. Fue iniciado por Nick Fury en la década de 1990 y fue renombrado en honor al indicativo de llamada de Carol Danvers, "Vengadora". En 2011, Fury dirige a Natasha Romanoff para medir la idoneidad de Tony Stark para la iniciativa, aunque Stark fue inicialmente rechazado y solo utilizado como consultor. Fury también recluta a Steve Rogers, Bruce Banner y Thor, y también asigna a los agentes de S.H.I.E.L.D., Romanoff y Clint Barton al equipo.
- Catarata es un proyecto realizado por S.W.O.R.D. con el objetivo de reactivar a Vision como un "arma inteligente" después de su muerte a manos de Thanos durante la Infinity War. Bajo las órdenes del director interino Tyler Hayward, S.W.O.R.D. adquiere el cuerpo de Visión después de la Batalla de Wakanda y lo desmantela, con la esperanza de estudiar sus componentes y reconstruirlo. Aunque inicialmente no tuvo éxito, S.W.O.R.D. utiliza energía recolectada de Wanda Maximoff en un dron de Stark Industries para reactivar a Visión, volviendo su cuerpo blanco en el proceso.
- Proyecto Insight es una operación secreta de S.H.I.E.L.D. que se inició como una respuesta directa a la Batalla de Nueva York. Se trataba de tres Helicarriers avanzados que patrullarían la Tierra, utilizando un algoritmo para evaluar el comportamiento de las personas para detectar posibles amenazas futuras y utilizando armas guiadas por satélite para eliminar a esos individuos. El proyecto fue dirigido por Alexander Pierce, quien pretendía utilizar el proyecto como un medio para eliminar a los individuos que representaban una amenaza para Hydra. Sus planes finalmente fueron frustrados por Steve Rogers y sus aliados. Los directores de Captain America: The Winter Soldier, Anthony y Joe Russo buscaron incluir referencias a la guerra con drones, asesinatos selectivos y vigilancia mundial en la película, que se volvió más actual durante la fotografía principal debido a la divulgación de varios documentos relacionados con la vigilancia de la Agencia de Seguridad Nacional.[307]
- Proyecto Pegasus (en inglés: Project Pegasus) (basado en el proyecto de Marvel Comics del mismo nombre) es un proyecto conjunto entre S.H.I.E.L.D., NASA y la Fuerza Aérea de los Estados Unidos para estudiar el Teseracto.[308] Es reactivado por el Consejo Mundial de Seguridad tras un ataque alienígena en Puente Antiguo, New Mexico hasta que termina después de que Thor lleve el Teseracto de regreso a Asgard después de la Batalla de Nueva York.
- Proyecto Renacimiento (en inglés: Project Rebirth) (basado en Arma I de Marvel Comics), también conocido como Programa de Súper Soldado, es una colaboración entre científicos estadounidenses, británicos y alemanes dirigidos por el Dr. Abraham Erskine bajo la supervisión de Peggy Carter, Howard Stark y Chester Phillips para crear una nueva generación de súper soldados. La primera prueba exitosa conduce a la creación del Capitán América mejorando al delgado Steve Rogers, pero es abandonada tras el asesinato de Erskine por Heinz Kruger.
- La Habitación Roja (en inglés: Red Room) (basada en el programa de Marvel Comics del mismo nombre), también conocida como Programa Black Widow, es un programa de entrenamiento soviético (y más tarde ruso) ultrasecreto dirigido por Dreykov. El programa toma a jóvenes huérfanas y las convierte en asesinas de élite llamadas "Black Widow" (en español: "Viudas Negras"), y es supervisado por varios individuos, entre ellos Madame B. y Melina Vostokoff. Los graduados del programa incluyen a Natasha Romanoff y Yelena Belova. Se dio por terminado en 2016 tras la destrucción de la sede de la Habitación Roja. En un universo alternativo visto en What If...?, la Habitación Roja captura a Steve Rogers en 1953 y le lava el cerebro para convertirlo en un asesino en lugar de que Hydra le lave el cerebro a Bucky Barnes. Durante una confrontación final entre Rogers con el cerebro lavado, las Viudas Negras, lideradas por Vostokoff, y Romanoff y la Capitana Carter, Carter logra llegar hasta Rogers, quien destruye la sede de la Habitación Roja, aparentemente a costa de su propia vida.
- Los Acuerdos de Sokovia (basados en los Actos de Registro de Marvel Comics), titulados oficialmente en inglés: Sokovia Accords: Framework for the Registration and Deployment of Enhanced Individuals,[309] son un grupo de documentos legislativos ratificados por las Naciones Unidas (ONU), con el apoyo de 117 países, tras la Batalla de Sokovia. Establecen la supervisión de la ONU sobre los Vengadores, y fueron apoyados por Tony Stark, James Rhodes, Visión, T'Challa y Natasha Romanoff y con la oposición de Steve Rogers, Sam Wilson y Clint Barton, lo que llevó a la Guerra Civil de los Vengadores.
- El Programa Ultrón es un intento de Tony Stark y Bruce Banner de crear una inteligencia artificial, "Ultrón", como un medio para proteger al mundo contra amenazas extraterrestres entrantes. El programa fracasa, siendo infectado debido a la Gema de la Mente y volviéndose genocida, buscando acabar con la raza humana. En los eventos de She-Hulk: Attorney at Law, los Acuerdos ya no estaban activos.[310]
- El Programa Soldado del Invierno (en inglés: Winter Soldier Program) es un programa ultrasecreto de súper soldados de Hydra iniciado por el científico nazi Dr. Arnim Zola en la década de 1940. Tomó soldados, les lavó el cerebro y los mejoró con una recreación del Suero del Súper Soldado, convirtiéndolos en asesinos mortales conocidos como "Soldados de Invierno" (en inglés: Winter Soldiers), que fueron mantenidos en criostasis mientras no está en una misión. Cada soldado tenía un conjunto de palabras en clave, registradas en el Libro del Soldado de Invierno, que, cuando se recitaban a un Soldado de Invierno, los hacía completamente obedientes a esa persona. Los Soldados de Invierno, con la excepción de Bucky Barnes, son ejecutados más tarde por Helmut Zemo.

### Términos y frases
- «Avengers, assemble!» (en español: Vengadores, ¡unidos![nota 3] o Vengadores ¡reuníos![nota 2]) es un grito de guerra para los Vengadores.
- «I could do this all day» (en español: Haría esto todo el día[nota 3] o Aguantaría todo el día[nota 2]) es un eslogan pronunciado por Steve Rogers. La Capitana Carter también pronuncia la línea en Doctor Strange in the Multiverse of Madness.
- El «Peter Tingle» (en español: Punzada[nota 3] o Cosquilleo[nota 2]) (basado en el sentido arácnido de Marvel Comics) es el nombre dado por May Parker a la habilidad de precognición de su sobrino Peter Parker.
- Una "variante" es un individuo que se ha desviado de la Sagrada Línea Temporal.
- «Wakanda Forever» (en español: Wakanda Por Siempre) es un eslogan ampliamente utilizado por los Wakandianos.
- "Un gran poder siempre conlleva una gran responsabilidad" ó "Un gran poder debe conllevar una gran responsabilidad" (en inglés: «With great power, there must also come great responsibility» es una frase que le dijo a Peter Parker su tía May antes de su muerte a manos de Norman Osborn.

### Sustancias
- El Antídoto de Black Widow o Polvo Rojo (en inglés: Red Dust es un gas sintético de color rojo almacenado en viales que actúa como antídoto contra el control mental químico que la Habitación Roja emplea en sus Viudas Negras y Taskmaster, creada por una ex Viuda Negra rebelde. Yelena Belova y Natasha Romanoff adquieren el antídoto en 2016 y lo utilizan para liberar a varias viudas.
- La Hierba de corazón[nota 3] o Hierba en forma de corazón[nota 2] (en inglés: Heart-Shaped Herb) es una planta de Wakandiana enriquecida mediante la exposición a vibranio, dándole un color púrpura brillante. Es ingerido en una ceremonia por los nuevos Pantera Negra, otorgándoles habilidades sobrehumanas. También permite la comunicación con los muertos en el Plano Ancestral tras su ingestión. Después de convertirse en Rey de Wakanda, N'Jadaka ingiere la hierba y ordena que se incinere el resto de las existencias. Uno de ellos es extraído por Nakia, quien lo usa para curar a T'Challa. Más tarde, Shuri intenta desarrollar una hierba sintética en forma de corazón, y finalmente lo logra y le permite recibir las mismas mejoras que N'Jadaka y T'Challa habían adquirido.
- Partículas Pym (en inglés: Pym Particles) (basadas en el objeto de Marvel Comics del mismo nombre) son partículas subatómicas extradimensionales capaces de reducir o aumentar la distancia entre átomos, permitiendo que el usuario se encoja o crezca. La fórmula de las partículas fue creada por Hank Pym) y aparecen en forma de líquido almacenado en viales. Aparecen rojos cuando se usan para encogerse y azules cuando se usan para crecer. Las partículas también alimentan los discos Pym y los blásters de Wasp, y son utilizadas por los Avengers para viajar en el tiempo a través del Reino Cuántico durante el Atraco al tiempo.
- El Suero del Súper Soldado (en inglés: Super Soldier Serum) (basado en el objeto de Marvel Comics del mismo nombre) es un suero utilizado para mejorar a los humanos hasta la cima de la perfección humana. Fue desarrollado originalmente por el Dr. Abraham Erskine y fue entregado a Johann Schmidt (convirtiéndolo en el Cráneo Rojo) y Steve Rogers (convirtiéndolo en Capitán América). Después de la muerte de Erksine, se crean muchas otras versiones del suero con distintos grados de éxito. Hydra usó una versión del suero para transformar a Bucky Barnes en el Soldado del Invierno, y más tarde utilizó variantes del suero tomado de Howard Stark después de su asesinato para mejorar también a otros asesinos, pero el programa falla y se cierra. Otro suero le fue dado a Isaiah Bradley por el gobierno estadounidense durante la Guerra Fría, lo que le permitió enfrentar y derrotar al Soldado del Invierno en combate. Bruce Banner intentó replicar el suero usando radiación gamma como sustituto de la radiación vita, convirtiéndolo en Hulk. Mientras tanto, el gobierno de Estados Unidos le dio una versión más exitosa del suero a Emil Blonsky, y el Dr. Wilfred Nagel replicó el suero y se lo dio al «Power Broker» hasta que fueron robados por Karli Morgenthau y los Flag Smashers. Helmut Zemo luego destruye todos los viales menos uno, que es tomado por John Walker.

### Tecnologías
- El Reactor Arc (en inglés: Arc reactor) es una fuente de energía diseñada originalmente por Howard Stark y Anton Vanko, y más tarde construido independientemente por sus hijos, Tony e Ivan. Inicialmente fue diseñado como parte de un intento de replicar la energía del Teseracto basado en el estudio de Howard del objeto. Tony Stark eventualmente construye dos versiones: un gran reactor industrial para alimentar sus máquinas en la Sede de Stark Industries, y una versión en miniatura incrustada en su pecho para alimentar su armadura (también conocida como RT) y evitar que la metralla llegue a su corazón. La primera versión en miniatura utilizó un núcleo de paladio, aunque luego sintetiza un nuevo elemento cuando el paladio comienza a envenenarlo. Continúa desarrollando el reactor a lo largo de los años (incluso después de que se retira la metralla de su cuerpo), y la versión final contiene nanobots que forman su armadura. Ivan Vanko, James Rhodes, Y Pepper Potts también usan reactores arc en sus armaduras. Max Dillon de un universo alternativo también usa brevemente uno antes de que sea eliminado por Otto Octavius, también de un universo alternativo y lo recupera con él a su realidad.[311]
- B.A.R.F., que significa en inglés: Binarily Augmented Retro-Framing, es una tecnología holográfica creada por Quentin Beck durante su tiempo en Stark Industries. A pesar del potencial de la tecnología, Stark la utilizó con fines terapéuticos y le dio un nombre deliberadamente humorístico, humillando y repugnando a Beck. Después de ser despedido por su naturaleza inestable, Beck desarrolló aún más la tecnología y equipó drones con proyectores holográficos avanzados para crear grandes monstruos conocidos como Elementales.
- Dum-E es el brazo automatizado hidráulico de Tony Stark. Construido por un joven Stark en el garaje de su padre Howard, actúa como su asistente de taller y, a menudo, le "entrega" cosas, como traer su reactor de arco cuando Stark no pudo alcanzarlo debido a que [[Obadiah le robó el anterior]. Stane (Universo cinematográfico de Marvel) | Obadiah Stane]]. Sin embargo, Dum-E también ha molestado a menudo a Stark.[312] En 2013, sufrió graves daños por el ataque de Aldrich Killian a su mansión y luego fue sacado de los escombros y arrastrado por Stark. Para 2024, ha sido completamente reparado y trasladado al apartamento de Happy Hogan.[313]
- Perlas Kimoyo (en inglés: Kimoyo Beads) son una pieza avanzada de tecnología desarrollada por Shuri y utilizada en Wakanda. Están hechas para servir a una amplia gama de propósitos según las necesidades del usuario, como la desprogramación de Bucky Barnes.

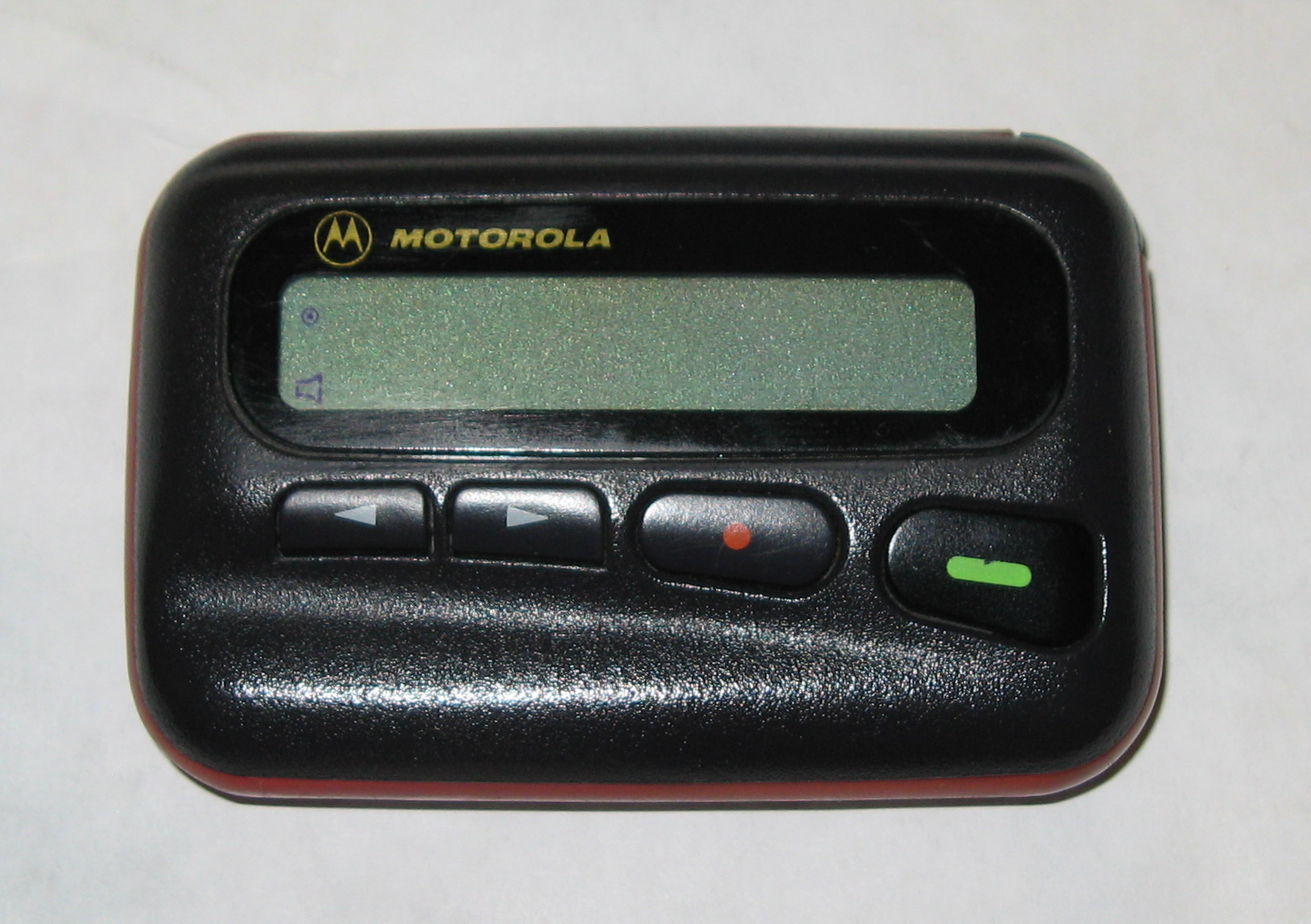
Un localizador Motorola LX2

- Localizador de Nick Fury es un mensáfono perteneciente a Nick Fury que fue actualizado por Carol Danvers antes de que ella dejara la Tierra. Con las nuevas mejoras, ahora podía contactarla sin importar en qué parte de la galaxia se encontrara, aunque solo podía usarlo en caso de una emergencia. Nick Fury lo activa por primera vez en años durante el Blip, lo que llevó a Danvers a regresar a la Tierra y encontrarse con los Vengadores supervivientes.
- es un Sony TPS-L2 Walkman regalado a Peter Quill por su madre, Meredith Quill, cuando él era un niño. Contenía una cinta de casete titulada Awesome Mix Vol. 1 que incluía una serie de canciones de la década de 1960 y 1970, incorporadas por el director de Guardianes del Galaxy, James Gunn como "puntos de referencia cultural" para recordar al público los orígenes terrenales de Quill.[314][315] Profundamente apreciado por Quill, resultó que tenía su Walkman consigo cuando fue abducido por Yondu, que continuó escuchando durante su edad adulta. Después de la Batalla de Xandar, Quill abre un regalo de su madre, que se revela como otro mixtape titulado Awesome Mix Vol. 2, descrito por Gunn como "mejor" y "más diverso" que Vol. 1.[316][317] Después de que su Walkman es destruido por Ego, Kraglin le da un Zune anteriormente propiedad de Yondu como reemplazo, una escena con la que Microsoft estaba disgustado.[318][319]
- El Túnel Cuántico es una puerta de entrada interdimensional diseñada por Hank Pym, Bill Foster y Elihas Starr para transportar personas hacia y desde el Reino Cuántico. A lo largo del tiempo se han creado seis versiones del túnel: la primera encarnación fue construida por Pym, Foster y Starr pero fue destruida en una explosión; Pym y Hope van Dyne utilizaron una segunda versión del túnel para rescatar a Janet van Dyne del Reino Cuántico; una tercera versión fue colocada dentro de Furgoneta de Luis y se usó para enviar a Scott Lang al Reino Cuántico para adquirir energía cuántica para curar a Ava Starr; un cuarto túnel diseñado por Tony Stark, Bruce Banner y Rocket fue utilizado por los Vengadores para viajar atrás en el tiempo y recolectar las seis Gemas del Infinito en líneas de tiempo alternativas; un quinto fue creado poco después de la Batalla de la Tierra por Banner para enviar a Steve Rogers atrás en el tiempo para devolver las Gemas del Infinito y Mjölnir de regreso a sus respectivas líneas de tiempo; y Leo Fitz, Jemma Simmons y Enoch utilizaron un sexto túnel para viajar a través de diferentes líneas de tiempo.

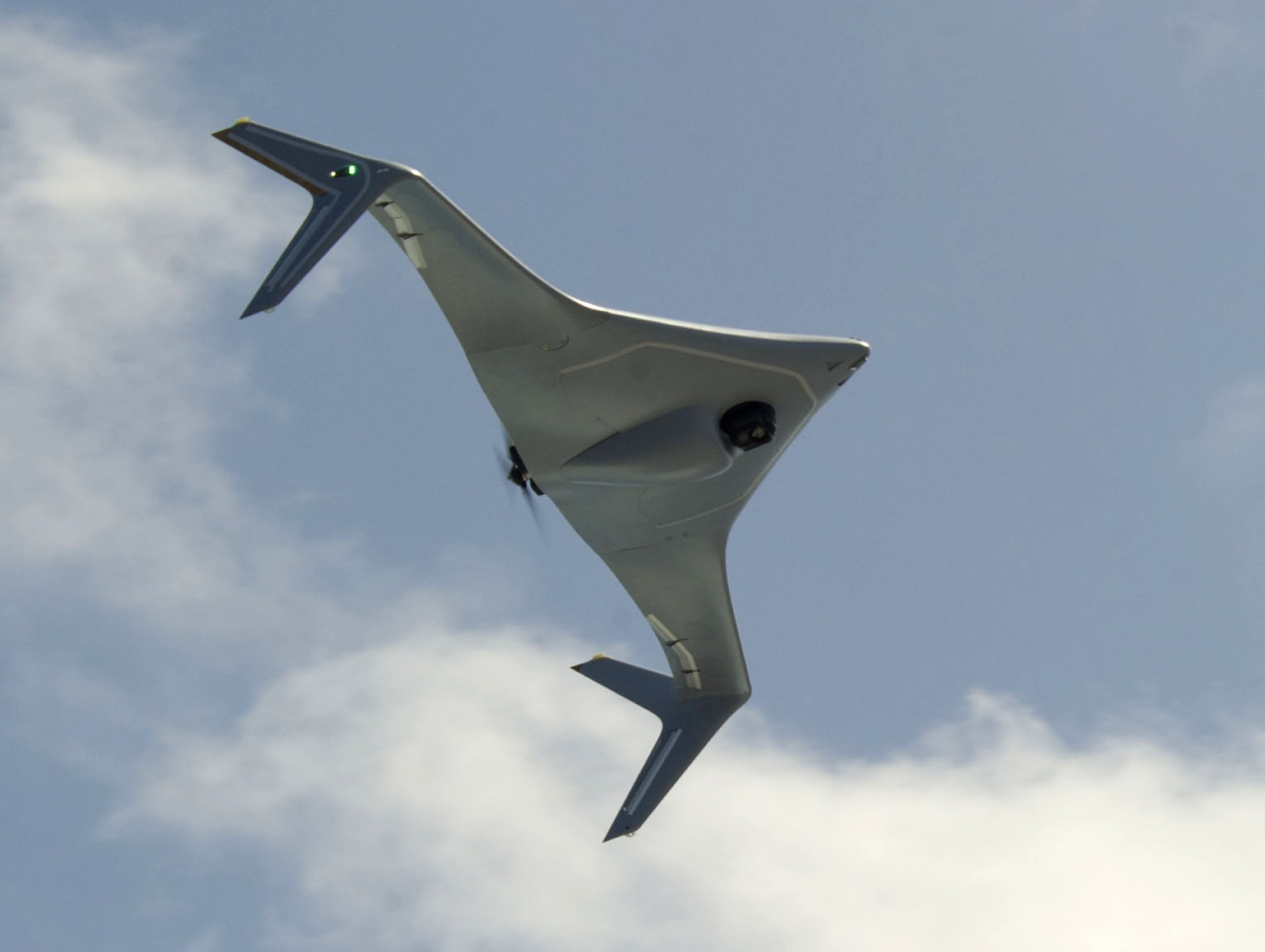
El Northrop Grumman Bat, un típico dron de reconocimiento armado

- Redwing (en español: Ala Roja[nota 2]) (basado en el animal de Marvel Comics del mismo nombre), designado oficialmente como Stark Drone MK82 922 V 80Z V2 Prototype Unit V6,[320] es un dron avanzado utilizado en combate y reconocimiento por Sam Wilson. Fue diseñado originalmente por Stark Industries después de que Wilson se uniera a los Avengers, y fue equipado en su traje EXO-7 Falcon. En 2023, Wilson adquiere una nueva versión del dron junto con un nuevo traje de combate, pero el dron es destruido por Karli Morgenthau. Wilson luego usa una nueva versión del dron junto con su uniforme como Capitán América, ambos diseñados en Wakanda.
- El Arca de regeneración[nota 3] o la Cuna de regeneración[nota 2] (en inglés: Regeneration Cradle) es un equipo médico creado por la Dra. Helen Cho que es capaz de curar lesiones graves injertando tejido artificial en ellas. La vida de Clint Barton se salva gracias a este tratamiento. Ultrón luego le lava el cerebro al Dr. Cho usando el cetro de Loki para injertar el tejido en la Gema de la Mnete y el vibranio para crear un nuevo cuerpo para sí mismo. Los Vengadores intervienen, y con la ayuda de Thor, el nuevo cuerpo se despierta y se denomina "Visión".
- Los TemPads son dispositivos utilizados por la «Time Variance Authority» (TVA)[nota 5]) para viajar a través del tiempo. Su interfaz se inspiró en los videojuegos de SNES y Game Boy, y la directora de Loki, Kate Herron los describió como "los más cercanos a nuestros teléfonos" que tiene la TVA.[321] Los TemPads crean Puertas Temporales (en inglés: Time Doors), portales interdimensionales de color ámbar utilizados por la TVA para viajar entre líneas de tiempo alternativas para preservar la Sagrada Línea Temporal. También pueden conducir a Celdas Temporales[nota 3] ó Celdas del Tiempo[nota 2], donde los prisioneros quedan atrapados para siempre en bucles temporales y las Puertas son de color rojo. FuseFX, que proporcionó los efectos visuales de los portales para la primera temporada de Loki, explicó que este cambio de color era para reflejar la cantidad de sufrimiento que Loki sufre cuando está dentro de las Celdas.[322]
- La Prótesis de ojo de Thor es un ojo biónico que usa en la cuenca de su ojo izquierdo, reemplazando el orgánico extraído por Hela. Se lo da Rocket, quien se lo robó a uno de los Devastadores de Yondu, Vorker, quien le saca el ojo cuando duerme. Rocket lo guardó en su recto hasta dárselo a Thor. El ojo tiene un iris marrón, en contraste con los ojos azules naturales de Thor.
- Los Guardianes del Tiempo (en inglés: Time-Keepers) (con la voz de Jonathan Majors[323] y basados en los personajes de Marvel Comics del mismo nombre) fueron tres androides creados por «He Who Remains»[nota 4] para hacerse pasar por los creadores de la Time Variance Authority (TVA). Los trabajadores de la TVA creen que están vivos, y hay estatuas de ellos y sus imágenes en varios lugares de la Sede de la AVT. Majors, que le da voz tanto a los Guardianes del Tiempo como a su controlador, «He Who Remains», es una referencia a El mago de Oz (1939). [323]
- Las Gafas de Tony Stark son un par de gafas de sol tecnológicamente avanzadas, creadas por él. Son capaces de polarizar y contener su IA, F.R.I.D.A.Y. Después de su muerte, F.R.I.D.A.Y. es reemplazado por E.D.I.T.H., pasando a manos de Peter Parker. Parker se los pasa a Quentin Beck, quien los utiliza para controlar mejor sus ilusiones, antes de volver a adquirirlos en Londres.
- La Red Neural de Teletransportación Universal[nota 3] o Red Neural Universal de Teletransporte[nota 2] (en inglés: Universal Neural Teleportation Network)[324] es el sistema universal para viajes espaciales. El sistema permite a las naves espaciales viajar a través de agujeros de gusano de forma hexagonal conocidos como puntos de salto para viajar instantáneamente entre sistemas planetarios.[325] Según Yondu, no es saludable que un forma de vida de mamífero realice más de cincuenta saltos a la vez, lo que resultará en una incomodidad extrema y desfiguración temporal para quienes están a bordo.[326] Para 2024, se ha establecido una estación espacial S.A.B.E.R. fuera de la Tierra, cerca de un punto de salto.[327]

### Otros
- La New Jersey AvengerCon, o simplemente AvengerCon (en español: AvengadorCon[nota 3] o AvengaCon[nota 2]), es una convención de aficionados que celebra a los Vengadores, ubicada en el recientemente reconstruido Campamento Lehigh.[328][329] El codirector de Ms. Marvel, Adil El Arbi describió el set como un "paraíso de «easter eggs»",[330] con muchas referencias a otros medios del MCU.[331] La canción «Star Spangled Man» de Capitán América: El primer vengador se reproduce de fondo durante la secuencia del AvengerCon del primer episodio.[332] Una primera versión de ese episodio presentaba aún más personajes, incluidos «cosplayers» vestidos como Korg y Valkyrie.[333] El presidente de Marvel Studios, Kevin Feige ha expresado interés en una AvengerCon de la vida real, revelando que el equipo detrás de Spider-Man: No Way Home "siguió acercándose sigilosamente" al set de AvengerCon durante la producción de Ms. Marvel, y añadió que el rodaje durante la pandemia de COVID-19 fue "catártico" porque las convenciones de cómic de la vida real habían sido suspendidas.[334] Poco después del estreno del segundo episodio, un sitio web de marketing viral para AvengerCon fue publicado por Disney+.[335]

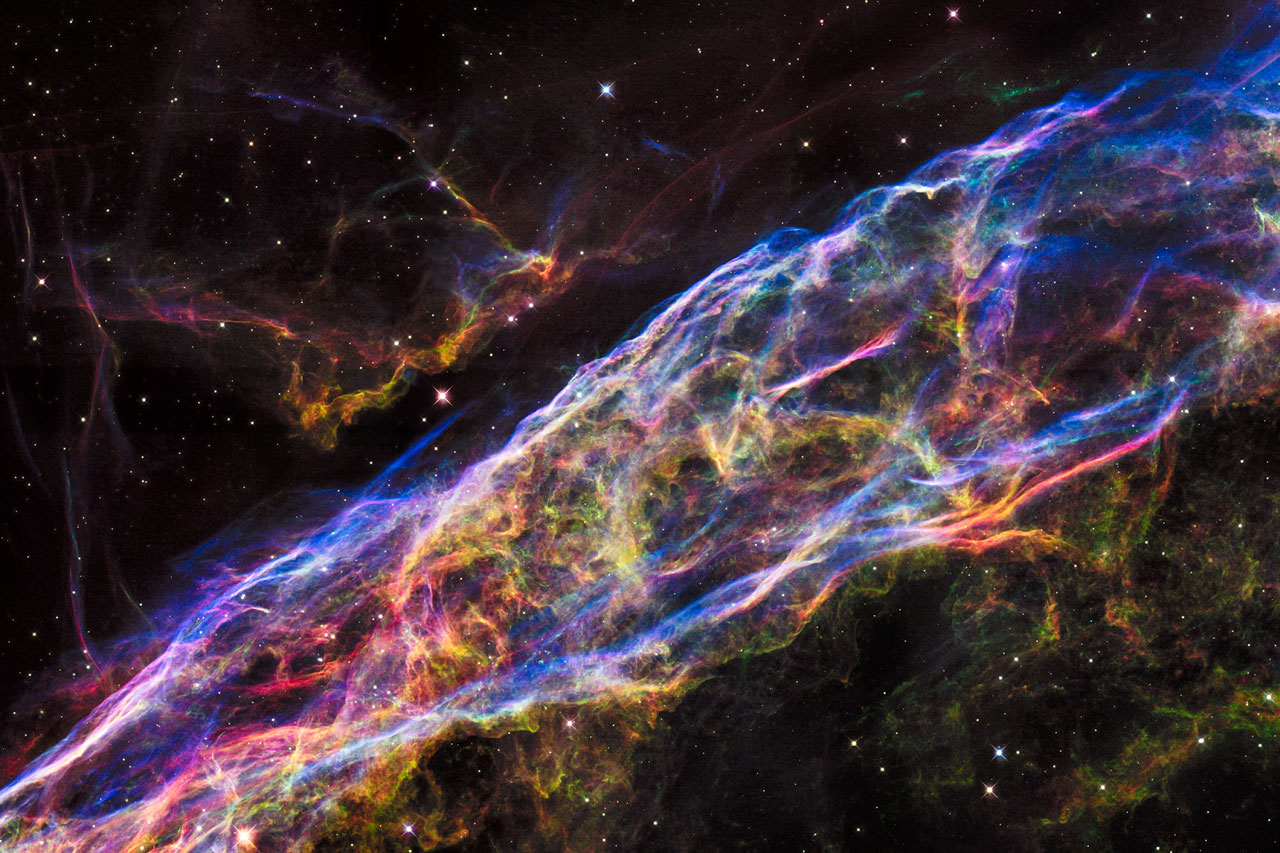
La fotografía del Hubble inspiró los efectos visuales del Bifrost.

- El Puente Bifröst (basado en la ubicación mitológica nórdica del mismo nombre), a menudo denominado simplemente Bifröst, es una energía que permite un viaje casi instantáneo a través de un agujero de gusano, utilizado principalmente para viajar dentro de los Nueve Reinos por los asgardianos. La energía se aprovecha utilizando el Puente Arcoíris, que conecta con Himinbjörg. Loki tiene la intención de usar esto para destruir Jotunheim, demostrando que es digno del trono de Odín, pero sus planes se frustran después de Thor destruye el Puente Arcoíris. El puente se repara más tarde usando el Teseracto, pero se destruye nuevamente durante el Ragnarok. La energía también se puede generar a través de magia oscura y usando la Rompetormentas. Los efectos visuales del Bifröst en Thor fueron influenciados por la fotografía del Hubble, así como por otras imágenes del espacio profundo,[119] y fueron realizados por BUF Compagnie y Fuel VFX.[336][337]
- Los Anuncios de servicio público de Capitán América son una serie de anuncios de servicio público protagonizados por Capitán América vestido con el su traje de 2012.[338] El programa de estadounidense, The President's Challenge sirvió de inspiración para uno de los vídeos se centró en «Captain America's Fitness Challenge», con el director de Spider-Man: Homecoming Jon Watts creyendo que el Capitán América sería la versión obvia de eso en el MCU.[339] Otro anuncio de servicio público hablaba de la detención escolar y la pubertad, que se convirtió en un meme de Internet tras la publicación de Homecoming.[340][341] Una escena poscréditos de esa película presenta un tercer video de anuncio de servicio público de Rogers sermoneando a la audiencia sobre el valor de la paciencia, una meta-referencia al hecho de que la audiencia de la película había esperado durante los créditos de la película apenas para ver esa escena y una "adición de último momento" a la película.[342][343] Se concibieron cinco anuncios de servicio público adicionales con los Vengadores, pero finalmente no se realizaron.[344][345]
- La Contienda de Campeones (en inglés: Contest of Champions) (basado en la historia de Marvel Comics del mismo nombre) es un torneo de gladiadores celebrado en Sakaar por el Gran Maestro. Su torre muestra modelos de las cabezas de campeones anteriores, que se parecen a Hombre Cosa, Ares, Bi-Bestia, Dark-Crawler, Fin Fang Foom, y Beta Ray Bill de los cómics, además de Hulk.[346][347] Otros gladiadores incluyen a Thor, Korg y Miek. Loki también aterriza en el planeta, pero puede congraciarse con el Gran Maestro y ve los juegos desde su palco privado. Al diseñar la arena de gladiadores en Sakaar para Thor: Ragnarok, el diseñador de producción, Dan Hennah estudió a los gladiadores romanos y decidió volverse "todo alienígena", rodeando la arena con "gradas de pie".[117]
- Los Elementales (basados en el equipo de Marvel Comics del mismo nombre) son una serie de ilusiones creadas mediante el uso de proyectores y drones utilizados por Quentin Beck para causar estragos en todo el mundo. Para enmascarar su naturaleza, Beck afirmó que los Elementales eran entidades superpoderosas de la Tierra-833 que surgieron de una grieta interdimensional causada por el chasquido. Esta iteración consta de los elementales viento, tierra, fuego y agua; quienes son basados en Ciclón, Hombre de Arena, Hombre Ígneo, y Hydro-Man respectivamente.[348] Quentin Beck, actuando bajo la apariencia de Mysterio, afirmó que nacieron en un agujero negro y devastaron su realidad de la Tierra-833. Después de que Mysterio derrota a los Elementales de Viento y Tierra fuera de la pantalla, continúa luchando contra el Elemental de Agua en Venecia mientras Nick Fury y Maria Hill persuade a Spider-Man para ayudar a Mysterio a derrotar al Elemental de Fuego en Praga. Después de encontrar un proyector holográfico, Peter Parker y MJ descubren la verdad y son perseguidos por Beck y sus cómplices, quienes crean un monstruo de fusión Elemental para distraer al mundo mientras él se propone matarlos. Sus planes se frustran cuando Spider-Man desactiva los drones.
- El Surgimiento (en inglés: Emergence) es un evento apocalíptico que resulta en el nacimiento de un nuevo Celestial después de ser incubado en un núcleo del planeta durante milenios mientras la pueblos indígenas del planeta florece en la superficie. Una vez que la población de un planeta alcanza una cantidad adecuada, el Celestial irrumpe a través del manto y la corteza del planeta, destruyendo su huevo junto con sus habitantes para propagar la vida en otras partes del Universo.[349] Un grupo de diez Eternos son enviados por el Celestial Arishem a la Tierra para erradicar a los invasores Desviantes y asegurar el continuo crecimiento y avance de la población de la Tierra, pero en cambio desarrollan un amor por la humanidad e impiden el Surgimiento del Celestial Tiamut después de que el Blip retrase temporalmente el evento.[350]

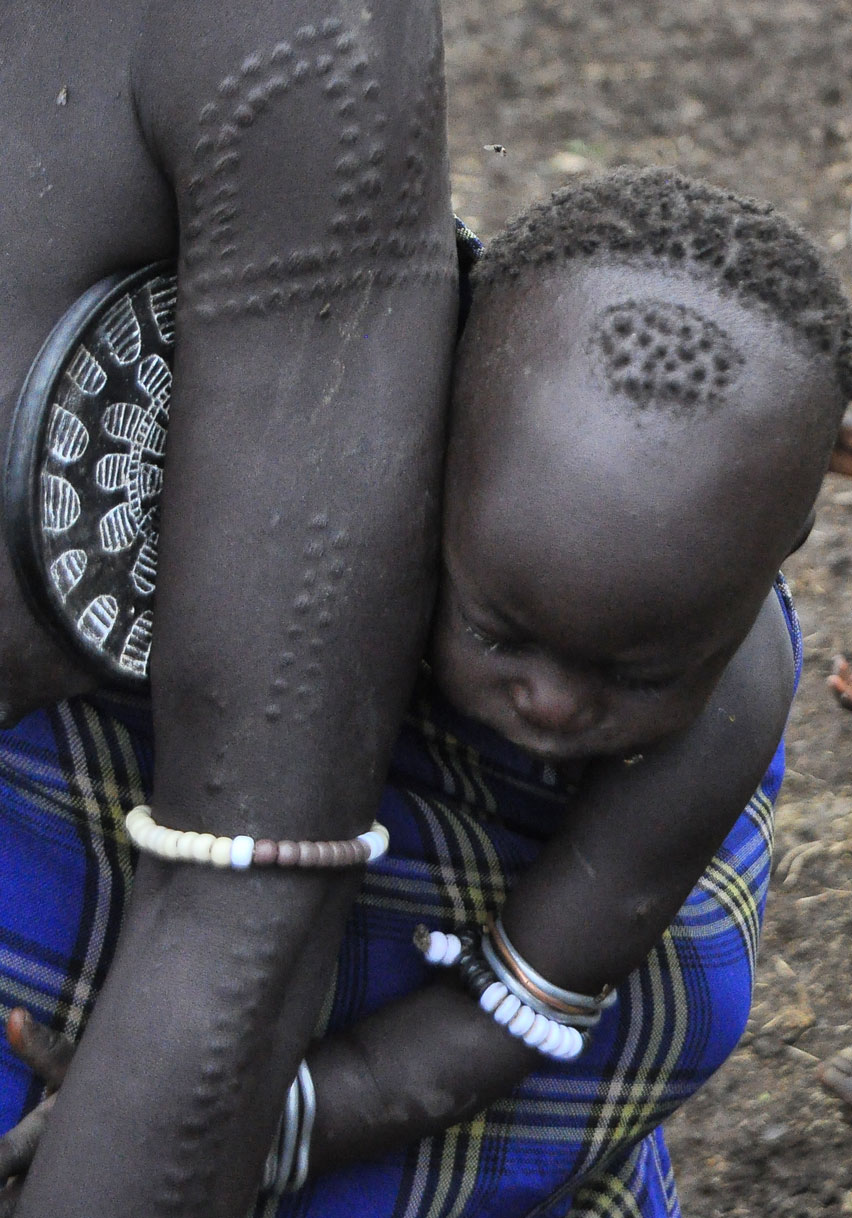
Persona surma con escarificación del brazo.

- Las cicatrices de Killmonger son una serie de alrededor de 3000 "cicatrices de cocodrilo" autoinfligidas que cubren el cuerpo de Erik "Killmonger" Stevens. Cada uno representa una muerte confirmada de su época como Navy SEAL de operaciones encubiertas estadounidenses. Las cicatrices pretenden parecerse a los tatuajes de cicatrices de las tribus Mursi y Surma,[351] y constaba de 90 moldes de silicona esculpidos individualmente que tardaron dos horas y media en aplicarse.[352] Michael B. Jordan, quien interpreta a Killmonger, tuvo que sentarse en una sauna durante dos horas al final del día para quitarse las prótesis durante el rodaje Black Panther.[182]
- Casco con cuernos de Loki es un casco con cuernos dorados usado por Loki, así como sus variantes, incluyendo Sylvie, Loki Clásico, Loki Niño, Presidente Loki y Loki Lagarto. El casco es un símbolo de la realeza asgardiana y también tiene imágenes satánicas, que simbolizan al diablo, según el actor de Loki, Tom Hiddleston.[353][354]
- Look Out for the Little Guy es una memoria escrita por Scott Lang algún tiempo después de el Blip, que narra sus aventuras como Vengador.[355][356] Lang pasa gran parte de su tiempo después de Blip dirigiendo firmas de libros, lo que enfurece a su hija Cassie.[357][358] Como parte de una campaña de marketing viral para promocionar Ant-Man and the Wasp: Quantumania, Hyperion Avenue anunció que publicaría una versión de la vida real de Look Out for the Little Guy en septiembre de 2023, que presenta "más de 20 piezas breves que exploran diferentes aspectos de las experiencias de [Lang]" como padre y Vengador.[359] Ese libro fue escrito por el autor Rob Kutner y guionista de Quantumania, Jeff Loveness.[360]
- Mahd Wy'ry es una aflicción psicológica que afecta a Thena, causando que aparentemente pierda el control y ataque a sus compañeros de equipo. Los Eternos creen erróneamente que es una forma de demencia que afecta su percepción del tiempo debido a su enorme cantidad de memoria, Gilgamesh se ofrece como voluntario para ser su guardián y vive aislado con ella en Australia durante cientos de años.[361] Los Eternos finalmente descubren que la condición es en realidad el resultado de que Thena recuerde recuerdos de sus misiones pasadas, que supuestamente Arishem había borrado de sus mentes.[160] La actriz de Thena, Angelina Jolie y su coprotagonista de Eternals Salma Hayek encontraron este elemento de la historia conmovedor, comparando la condición con las mujeres que sufren de enfermedad mental.[362]
- Rogers: The Musical es un musical de Broadway centrado en la vida de Steve Rogers.[363] Además del personaje principal, Tony Stark, Thor, Bruce Banner, Natasha Romanoff, Clint Barton, Loki, y Lang también aparecen.[364][365] Un número musical del musical titulado «Save the City» que se centra en la Batalla de Nueva York fue escrito por Marc Shaiman y Scott Wittman, y lanzado como sencillo el 24 de noviembre de 2021.[366][367] La canción se interpretó en vivo en el panel de Marvel Studios en la D23 Expo el 10 de septiembre de 2022,[368][369] mientras que una versión de un acto de Rogers: The Musical se estrenó en el Hyperion Theatre de Disney California Adventure a mediados de 2023 por tiempo limitado.[370]
- El cuaderno de Steve Rogers es un pequeño cuaderno que originalmente pertenecía a Steve Rogers que solía mantener una lista de elementos, personas, eventos y elementos de la cultura pop notables que extrañó durante su etapa en animación suspendida. Las cosas anotadas en la lista varían según la región donde se estrenó Captain America: The Winter Soldier.[371] Más tarde, el cuaderno pasó al mejor amigo de Rogers, Bucky Barnes, quien lo usó para mantener una lista de las personas a las que había hecho daño su época como Soldado de Invierno.[372][373] Finalmente, después de que Barnes termina de hacer las paces con todos los de la lista, le deja el cuaderno a su terapeuta, la Dra. Christina Raynor, agradeciéndole su ayuda.[374]
- WandaVision es una comedia de situación transmitida por Wanda Maximoff en la anomalía de Westview usando sus habilidades de Magia caótica. Ambientada en la ciudad de Westview, Nueva Jersey, la comedia se centró en la familia de Wanda Maximoff, que incluía a Vision, Billy Maximoff y Tommy Maximoff. También "protagonizó" Agatha Harkness como Agnes, Ralph Bohner como Pietro Maximoff, Monica Rambeau como Geraldine, Todd y Sharon Davis como Arthur y Mrs. Hart, Abilash Tandon como Norm, Harold y Sarah Proctor como Phil y Dottie Jones, John Collins como Herb, Isabel Matsueda como Beverly, una actriz desconocida como Dennis y Darcy Lewis como un personaje sin nombre. El programa fue finalmente "cancelado" por Wanda (como lo describe Tyler Hayward) después de que sus acciones fueran descubiertas por Visión y S.W.O.R.D. y expandió el Hex para salvar la "vida" de Visión.
- El Libro del Soldado de Invierno es un libro utilizado anteriormente por Hydra que contenía palabras desencadenantes rusas que activarían a sus Soldados del Invierno y se convertirían en asesinos mortales cuando las pronunciaran. Más tarde fue descubierto por Helmut Zemo y utilizado para activar a Barnes en el Soldado de Invierno, usando las palabras del libro: "anhelo, oxidado, diecisiete, amanecer, horno, nueve, benigno, regreso a casa, uno, vagón de carga".[nota 6] El efecto de las palabras desencadenantes finalmente se anula después de que Barnes se cura en Wakanda.

## Eventos importantes

### Antes delsigloXXI
- La Guerra Kree–Skrull (995 d. C.-presente) (basada en la historia de Marvel Comics del mismo nombre) es un conflicto de mil años de duración entre los Kree y los Skrulls, con los Kree esforzándose por acabar con toda la raza Skrull.[375] En el siglo XX, el científico Kree Mar-Vell se rebela y viaja a la Tierra para ayudar a los refugiados Skrull a escapar de las fuerzas de Kree y más tarde asiste a Carol Danvers.

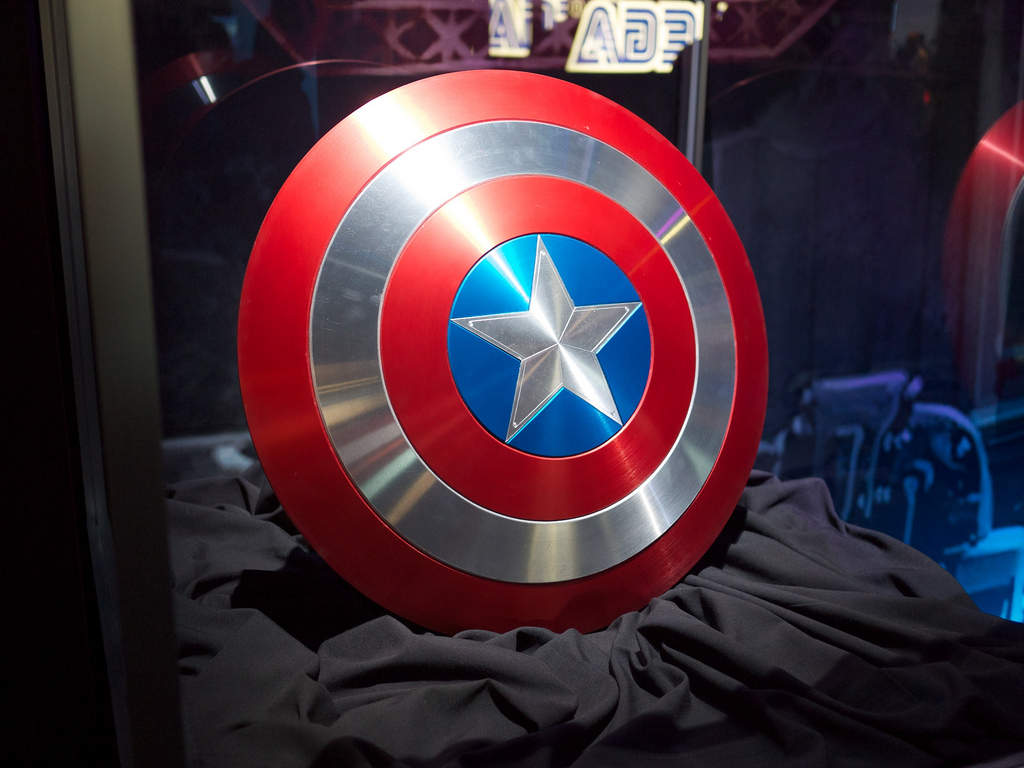
Steve Rogers was equipped with a vibranium shield, depicted here, in World War II.

- Segunda Guerra Mundial (1939-1945) fue un conflicto global entre los Aliados y el Eje. Estados Unidos crea al súper soldado Capitán América (Steve Rogers) para luchar en el conflicto, mientras que la Alemania nazi crea al Red Skull (Johann Schmidt), líder de Hydra. En una realidad alternativa explorada en el primer episodio de What If...?, Peggy Carter toma el Suero del Súper Soldado en lugar de Rogers y se convierte en la Capitana Carter.[376]
- La Guerra Fría (1947-1991) fue un período de tensión geopolítica entre los Estados Unidos y la Unión Soviética durante el cual los Estados Unidos experimentaron con el suero del súper soldado en soldados negros, lo que resultó en la creación del súper soldado Isaiah Bradley. Mientras tanto, Hydra (habiéndose infiltrado en la Unión Soviética) establece el Programa Soldado del Invierno y la Habitación Roja, transformando a Bucky Barnes y Natasha Romanoff en asesinos de élite.
- El asesinato de Howard y Maria Stark (1991) fue el asesinato de Howard y Maria Stark por Bucky Barnes con el cerebro lavado bajo el control de Vasily Karpov el 16 de diciembre de 1991, en Long Island, Nueva York. Cuando la pareja se dirige al Pentágono, Barnes llega en una motocicleta y corta la llanta delantera de su auto, provocando que se estrelle antes de golpear a Howard hasta matarlo y estrangular a Maria. El asesinato se cubre como un accidente automovilístico, resulta en que Obadiah Stane asuma el control de Stark Industries, y es utilizado por Helmut Zemo para instigar tensiones entre Tony Stark y Steve Rogers durante la Guerra Civil de los Vengadores.

### 2010s
- El secuestro de Tony Stark en 2010, fue llevado a cabo por la organización terrorista Diez Anillos bajo las órdenes de Obadiah Stane, un rival de Tony Stark. Mientras realizaba una demostración de su nuevo misil «Jericho» para la Fuerza Aérea de los Estados Unidos en Kunar, Afganistán, Stark es secuestrado y obligado a construir el misil «Jericho», pero en secreto construye una armadura con la ayuda de Ho Yinsen en su lugar y usándolo para escapar. En una realidad alternativa explorada en el sexto episodio de What If...?, Stark es rescatado por Erik "Killmonger" Stevens y nunca se convierte en Iron Man.[377]
- La gran semana de Fury (en inglés: Fury's Big Week) (2011) fue una serie de eventos monitoreados por S.H.I.E.L.D. que ocurrió en una semana.[378][379] En el transcurso de los siete días, el director de S.H.I.E.L.D., Nick Fury envía a Natasha Romanoff a espiar a Tony Stark y Bruce Banner, Phil Coulson y Clint Barton investigan la perturbación atmosférica sobre Nuevo México y se encuentran con Thor, mientras que Erik Selvig es reclutado para el Proyecto Pegasus. En una realidad alternativa explorada en el tercer episodio de What If...?, los planes de Fury para reunir a los Vengadores se ven perturbados cuando sus candidatos son asesinados por Hank Pym.[380][381]
- La Batalla de Nueva York (2012) fue una batalla a gran escala entre Loki, sus fuerzas Chitauri y los Vengadores en Manhattan, Nueva York. El Consejo Mundial de Seguridad ordena más tarde un ataque nuclear contra la ciudad en un intento de poner fin a la batalla, pero Tony Stark interviene y utiliza el misil nuclear para destruir la nave nodriza Chitauri. En una realidad alternativa explorada en Avengers: Endgame y el primer episodio de Loki, Loki escapa usando el Teseracto después de la batalla, pero es capturado por la «Time Variance Authority» (TVA)[nota 5].[382][383]
- La Sublevación de Hydra (2014-2015) fue un intento de Hydra de tomar el control mundial y establecer un estado totalitario global usando Proyecto Insight para eliminar a individuos influyentes que representaban una amenaza para el grupo. El plan falla después de que los Helicarriers utilizados son desactivados y Alexander Pierce es asesinado por Nick Fury, lo que resulta en el colapso de S.H.I.E.L.D.. Hydra es derrotada poco después por los Vengadores en Sokovia. La idea del colapso de S.H.I.E.L.D. fue sugerida por el presidente de Marvel Studios, Kevin Feige, que los escritores Christopher Markus y Stephen McFeely luego implementaron en Captain America: The Winter Soldier.[384]
- La Batalla de Sokovia (2015) fue una batalla en Sokovia entre los Vengadores y Ultrón, con Ultrón intentando causar la extinción humana dejando caer la ciudad capital de Sokovia a la Tierra. El plan se frustra después de que los Vengadores destruyen la ciudad y Ultrón es asesinado por Visión. En una realidad alternativa explorada en el octavo episodio de What If...?, Ultrón transfiere con éxito su conciencia al cuerpo de Visión y obtiene el poder de las Gema del Infinito.[385]
- La Guerra Civil de los Vengadores (2016) (en inglés: Avengers Civil War) (basada en la historia de Marvel Comics del mismo nombre) fue un conflicto entre los Vengadores por la Acuerdos de Sokovia instigados por Helmut Zemo. El conflicto es instigado aún más por el bombardeo accidental de Lagos, Nigeria por Wanda Maximoff, el asesinato del rey T'Chaka por Helmut Zemo, y el asesinato de Howard y Maria Stark por Bucky Barnes, que culminó en enfrentamientos en el Aeropuerto de Leipzig/Halle en Alemania y en las instalaciones siberianas de Hydra en Siberia.
- Ragnarök (2017) (basado en el evento mitológico nórdico del mismo nombre) fue la destrucción profetizada de Asgard por Surtur. Clasificado por la «Time Variance Authority» (TVA)[nota 5] como un evento apocalíptico de Clase Siete,[386] es iniciado por Thor después de darse cuenta de que es la única forma de derrotar a Hela, enviando a Loki a unir la Corona de Surtur con el Llama Eterna.
- La Guerra del Infinito (en inglés: Infinity War) (2018) (basado en las historias de Marvel Comics, The Infinity Gauntlet e Infinity) fue un conflicto entre Thanos y los Vengadores, Guardianes de la Galaxia y Wakandianos sobre las Gemas del Infinito, con Thanos buscando usarlas para acabar con la mitad de la vida en el universo debido a sus miedos de sobrepoblación y privación universal. Comienza con Thanos obteniendo las Gemas del Poder y Espacio de Xandar y el Statesman, seguido de un ataque en Greenwich Village por Ebony Maw y Cull Obsidian. Thanos luego recupera la Gema de la Realidad en Knowhere y la Gema del Alma en Vormir, sacrificando a su hija Gamora en el proceso. El conflicto culmina en dos batallas simultáneas en Wakanda y en Titán, las cuales terminan con la victoria de Thanos y le permiten obtener las Gema del Tiempo y Gema de la Mente y completa el Guantelete del Infinito. Thanos luego procede a chasquear los dedos, eliminando la mitad de toda la vida en el universo e iniciando el Blip. En una realidad alternativa explorada en el quinto episodio de What If...?, la cruzada de Thanos coincide con un apocalipsis zombie en la Tierra.[387]
- El Blip (2018–2023) fue el período de cinco años entre el exterminio genocidio de la mitad de toda la vida en el universo por parte de Thanos y su posterior resurrección por parte de Bruce Banner.[388] Se manifestó en forma de desintegración masiva de seres individuales en cenizas, mientras que la reversión hizo que las mismas cenizas se reformaran en individuos previamente fallecidos, quienes en su mayoría reaparecieron en el mismo lugar sin conocimiento directo de lo ocurrido. Posteriormente se crea el Consejo de Repatriación Global (GRC) para ayudar a los desplazados por el Blip, aunque muchos como los Flag Smashers se oponen a sus esfuerzos.

### 2020
- El Atraco al Tiempo (2023) fue la recuperación de las seis Gemas del Infinito por parte de los Vengadores de cuatro líneas de tiempo alternativas para deshacer el Blip, en el que tres equipos viajan en el tiempo usando el Túnel Cuántico hasta el Nueva York de 2012, al Campamento Lehigh 1970, Asgard de 2013, así como el Morag y Vormir de 2014.[389] Luego, los Vengadores unen las seis Gemaas en el Nano Guantelete antes de que Banner chasquee los dedos, restaurando las vidas de la mitad del Universo.
- La Batalla de la Tierra (2023) fue una batalla final a gran escala que tuvo lugar en las ruinas del Complejo de los Vengadores entre los Vengadores, Guardianes de la Galaxia, Maestros de las Artes Místicas, Asgardianos, Devastadores, y Wakandianos y versiones alternativas de Thanos y su ejército de 2014. Después de derrotar a Tony Stark, Thor, y Steve Rogers, Thanos convoca a su ejército desde el Santuario II con el objetivo de adquirir el Nano Guantelete, pero es interrumpido por la llegada de los Vengadores, Guardianes, Asgardianos, Devastadores y Wakandanos restaurados. Los dos bandos chocan y la batalla culmina con Stark sacrificándose para desintegrar a Thanos y su ejército.